# Haagse museumtrams

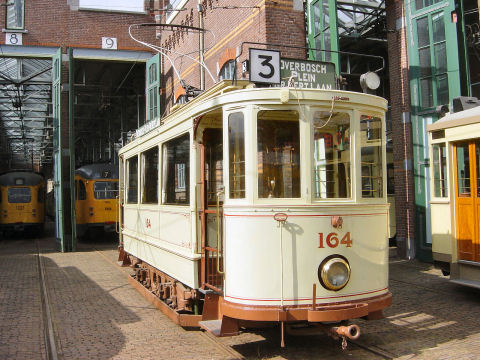
Motorwagen 164 uit 1908 van het Haags Openbaar Vervoer Museum.

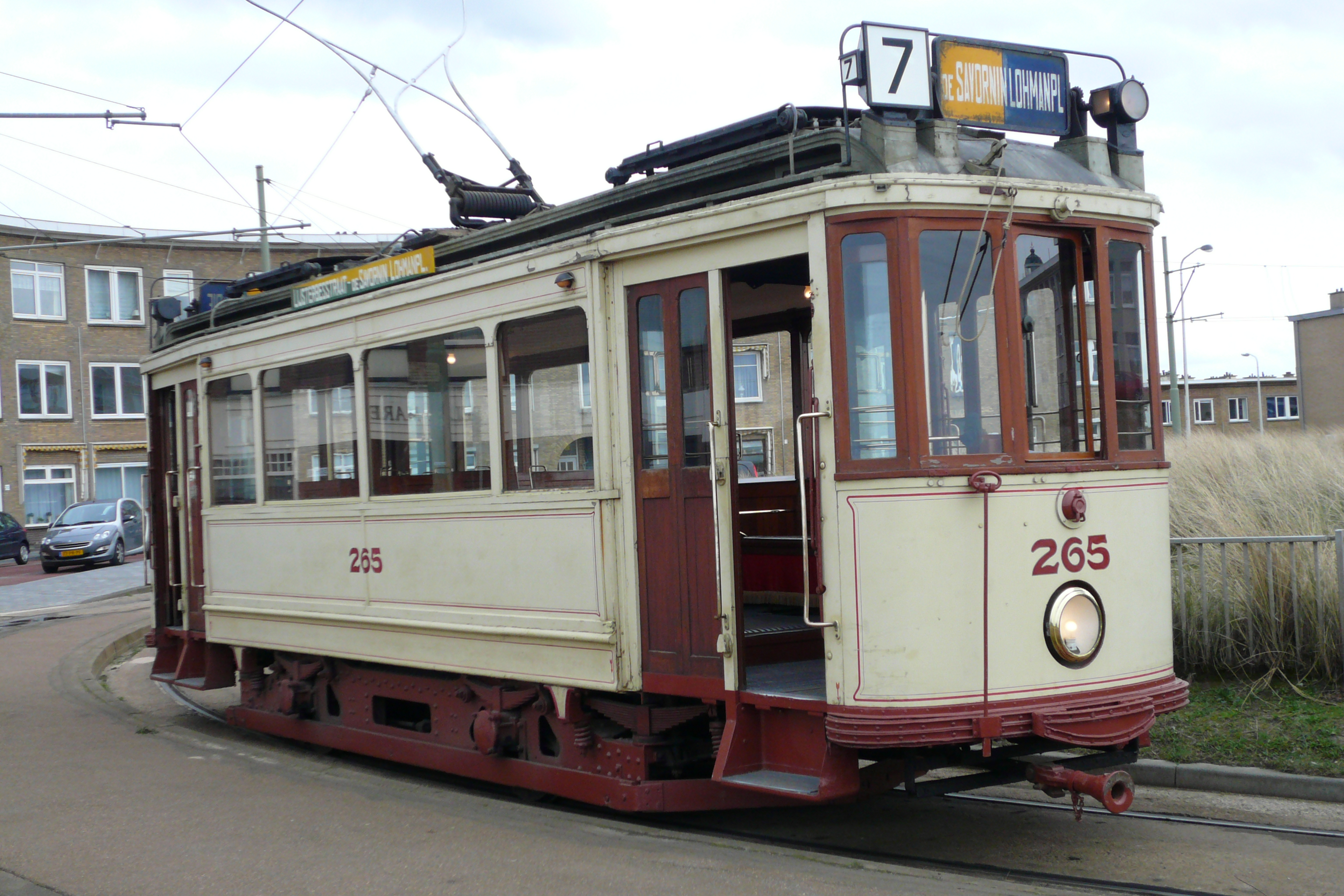
Motorwagen 265 uit 1921 tijdens een museumtramrit te Scheveningen.

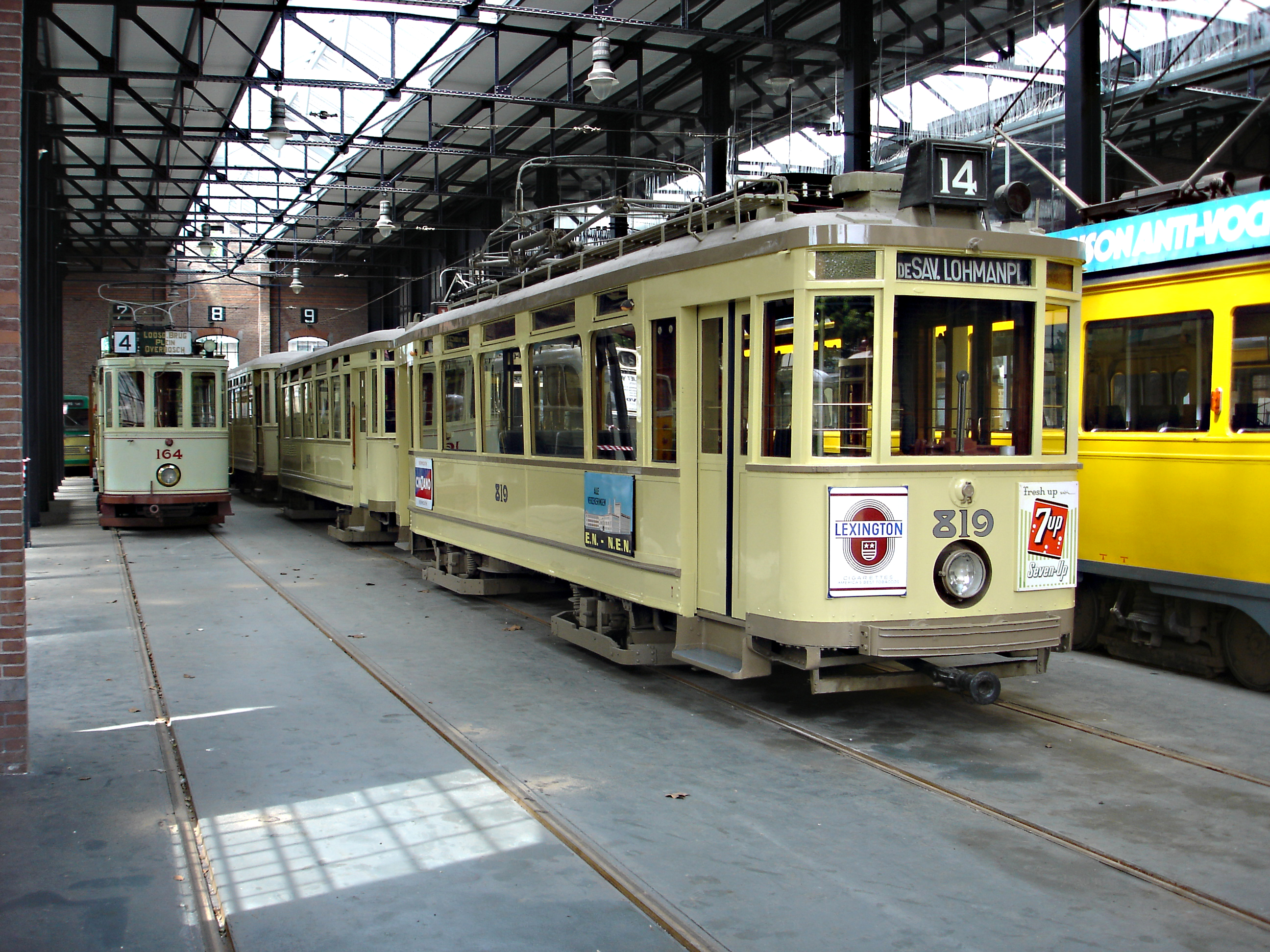
Motorwagen 819 met eenassige draaistellen uit de serie 801-820, bouwjaar 1927.

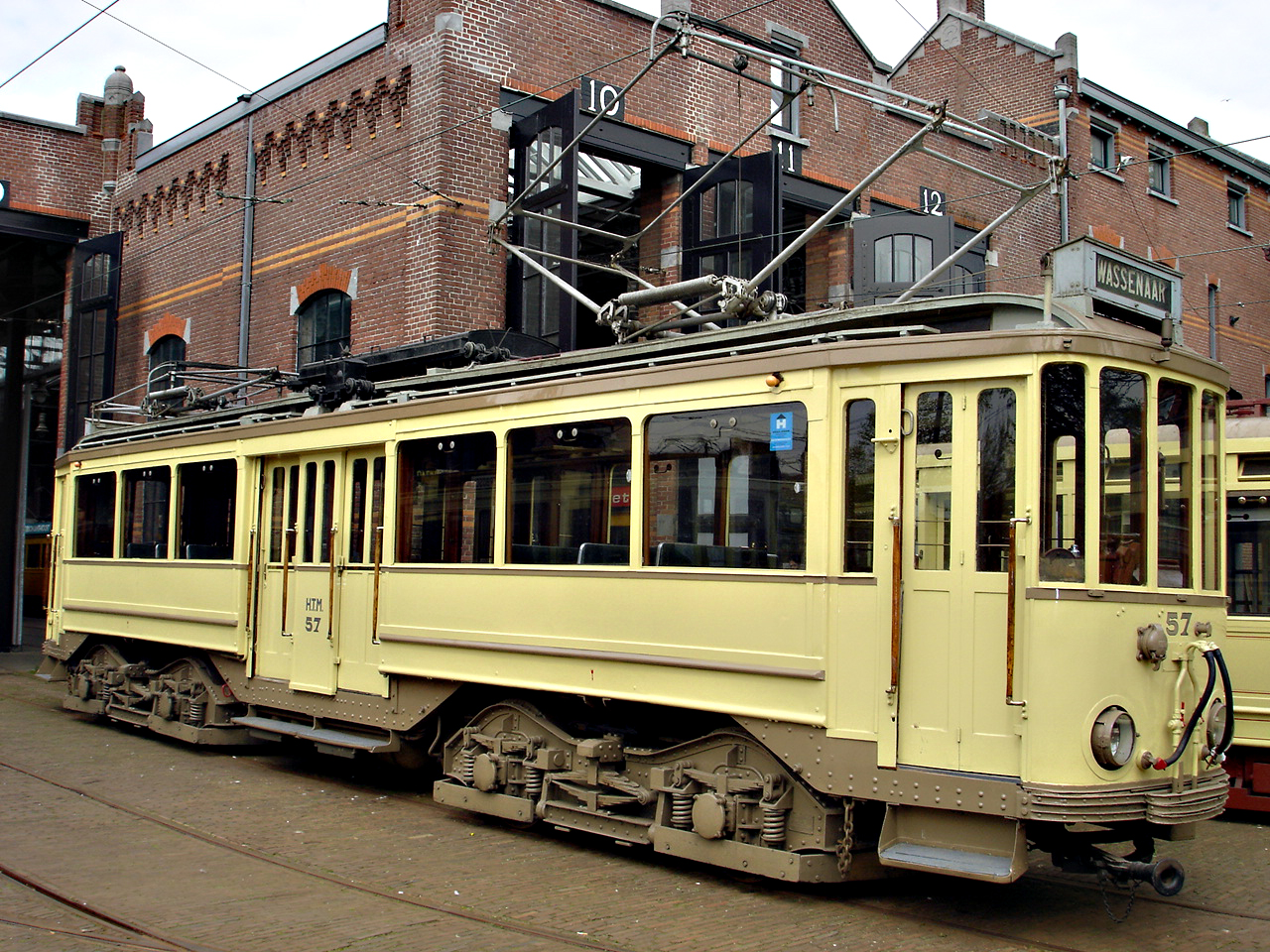
Buitenlijner 57, motorwagen van de Gele Tram, is geheel nieuw in de verf gezet. 'Salonwagen' 118 hoort erbij.

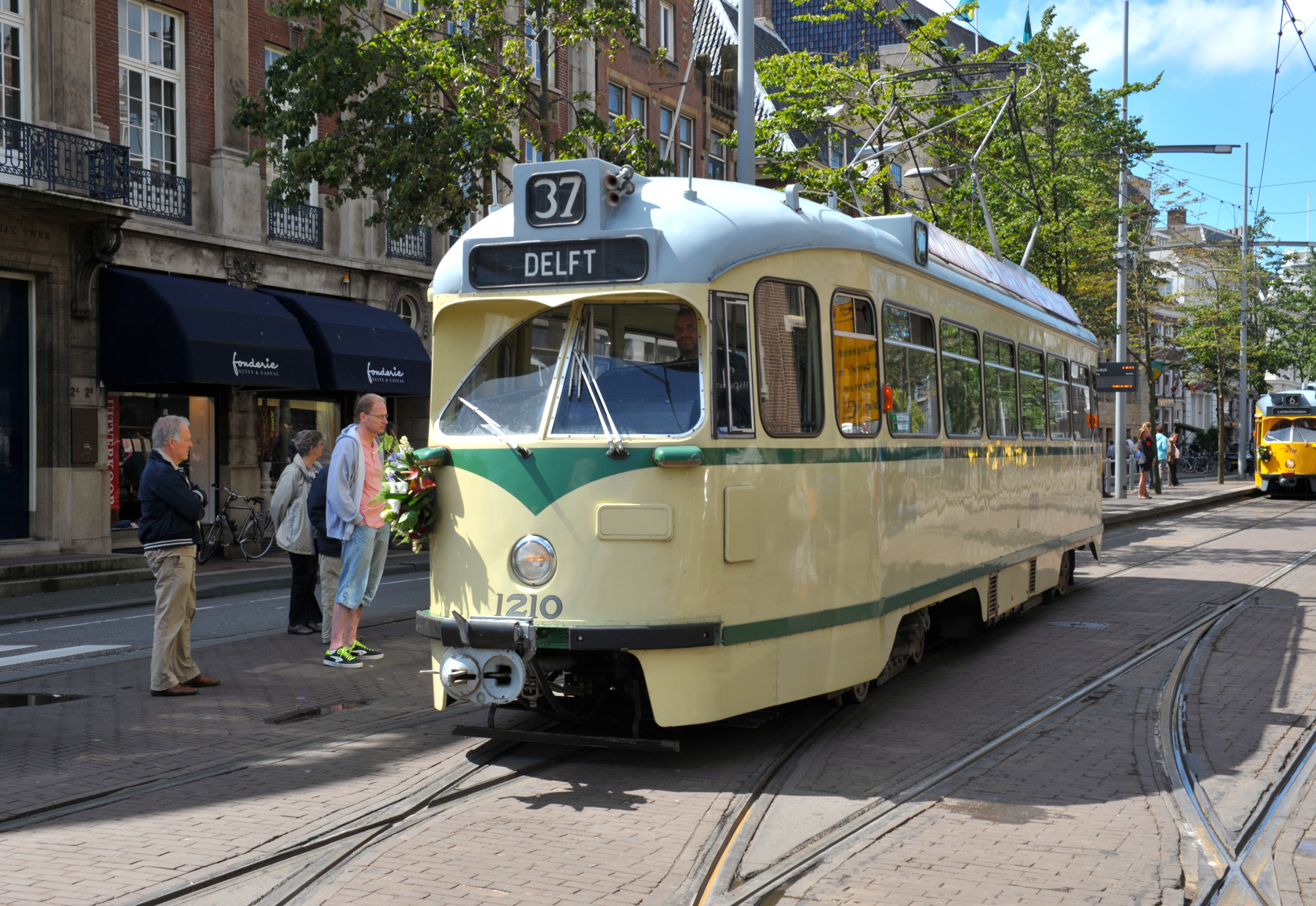
PCC-car 1210 in de oorspronkelijke uitvoering van de jaren zestig.

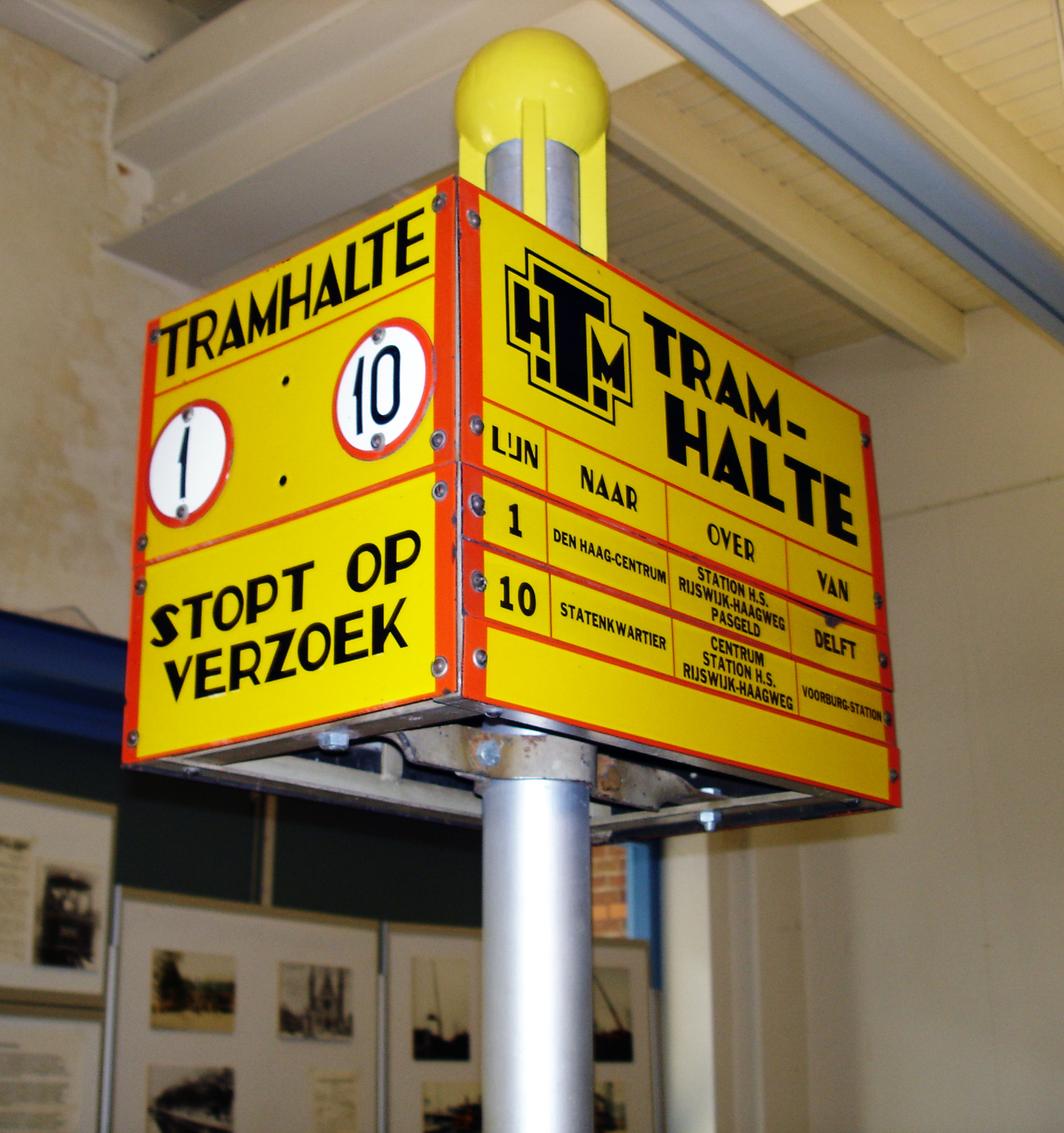
HTM-halte met op- en afschroefbare metalen onderdelen zoals die tientallen jaren Den Haag hebben gesierd.

In Den Haag is sinds de jaren zestig een grote collectie Haagse museumtrams opgebouwd. Het eerste museumtramstel werd in 1964 gerestaureerd door de HTM. Ter gelegenheid van het eeuwfeest van de Haagse tram werd dit tramstel 265 + 505 + 614 in de zomers van 1964 tot 1967 gebruikt voor ritten met publiek op de Haagse tramlijnen 8 en 9 tussen station Hollands Spoor en Scheveningen. Vanaf 1965 nam de Tramweg-Stichting het initiatief om oude Haagse trams voor het nageslacht te bewaren. Een groot deel van de Haagse museumtrams werd later ondergebracht in de Stichting Haags Tram Museum.
Sinds de viering van het 125-jarige bestaan van de Haagse tram in 1989 is het materieel te bezichtigen in het Haags Openbaar Vervoer Museum (HOVM) in de remise Frans Halsstraat, van waaruit ook regelmatig tramritten door Den Haag worden gemaakt. Ook de Tramweg-Stichting is nog steeds actief met het restaureren van historisch materieel van de Haagse tram. Zij had tot 2022 ruimte in de remise Scheveningen en werkt bij manifestaties samen met het HOVM. Sinds voorjaar 2023 zijn de museumtrams van de Tramweg-Stichting ondergebracht bij het HOVM. Hiertoe behoren zowel trams van de HTM als van de NZH.
Zestien Haagse museumtrams (en acht autobussen) staan op de gemeentelijke monumentenlijst.
Tijdens jubilea van de Haagse tram in 2004 (100 jaar beugeltram) en 2014 (150 jaar tram in Den Haag) kwamen er bij diverse evenementen een groot aantal Haagse museumtrams op straat voor optochten en ritten met publiek.

## Historisch trammaterieel

### Stichting Haags Tram Museum
- 9 motorwagens:
  - 36 (Ombouwer) - serie 21-101
  - 57 (Buitenlijner) - serie 51-80
  - 164 (Laagdakker) - serie 151-168
  - 215 (Zwitser) - serie 201-216
  - 265 (250'er) - serie 250-279
  - 810, 819 en 826 (serie 800) - serie 801-830

- 11 PCC-cars:
  - 1022 - serie 1003-1024
  - 1101 - serie 1101-1200 (in gebruik als Tourist Tram)
  - 1165 - serie 1101-1200
  - 1180 - serie 1101-1200 (in gebruik als Tourist Tram)
  - 1193 - serie 1101-1200 (in gebruik als Tourist Tram)
  - 1210 - serie 1201-1240
  - 1227 - serie 1201-1240 (bestemd voor Tourist Tram)
  - 1304 - serie 1301-1340
  - 1321 - serie 1301-1340 (in gebruik als Tourist Tram)
  - 1337 - serie 1301-1340
  - 2101 - serie 2101-2130

- 6 aanhangwagens:
  - 118 (salonwagen) - serie 101-120
  - 505 (zomerrijtuig) - serie 500-506
  - 614 (koektrommel) - serie 600-629
  - 769 en 780 (serie 750) - serie 751-780
  - 905 (serie 900) - serie 901-920

- 6 werkwagens:
  - 2 (railreinigmotorwagen, stofzuiger)
  - H5 (pekelmotorwagen)
  - 14 (pekelaanhanger)
  - H25 (slijpaanhanger)
  - H41 (montagemotorwagen met bijnaam dieseltinus)
  - asbreuklorrie

- 1 elektrische locomotief:
  - 2310 (ex-H51; goederenlocomotief, bijnaam strijkijzer)

- In een niet voor publiek bestemd gedeelte (spoor 1 t/m 3) van de remise Frans Halsstraat verblijven ook niet-museumtrams, zoals:
  - Partytram PCC-car 1302
  - De kop van de eerste Haagse PCC-car, de 1001.

- In januari 2023 werden de volgende trams afgevoerd: pekelwagen H2, zandwagen H55 en wagenbak 304.

### Tramweg-Stichting
- 3 motorwagens
  - 58 (Buitenlijner) - serie 51-80
  - 77 (Ombouwer, eenmanwagen) - serie 21-101
  - 294 (290'er) (ex-werkwagen H14; in restauratie) - serie 290-299
- 1 aanhangwagen
  - 402 (zomerrijtuig; in restauratie) - serie 400-415

#### NZH-trams
- 2 motorwagens: NZH A106 en A327 ("Leidse tram"[1])
- 1 aanhangwagen: NZH B 303
- 1 gesloten goederenwagen: NZH C 32 (reconstructie NZH)

### Haagse museumtrams elders
- Electrische Museumtramlijn Amsterdam: motorwagen 816, PCC 1024; aanhangwagen 779
- Tramlijn Nederlands Openluchtmuseum (Arnhem): motorwagen 274[2]
- Nederlands Transport Museum (Nieuw-Vennep): PCC 1006 (vanaf mei 2022), daarvoor: Kusttram te Oostende (België)[3]
- Zuid-Limburgse Stoomtrein Maatschappij: motorwagen 90 (Limburger) in uitvoering als LTM 610[4]
- Trammuseum Skjoldenæsholm (Denemarken): motorwagen: 824[5]
- Hannovers Trammuseum te Wehmingen (Duitsland): motorwagen 830 en aanhangwagen 756; PCC's 1308 en 2104[6]
- National Tramway Museum te Crich (Engeland): PCC 1147[7]
- Musée des transports urbains, interurbains et ruraux te Chelles (Frankrijk): PCC 1311[8][9]
- National Capital Trolley Museum (NCTM), nabij Washington D.C., USA: PCC 1329[10]

## Fotogalerij

### Haagse museumtrams in Den Haag

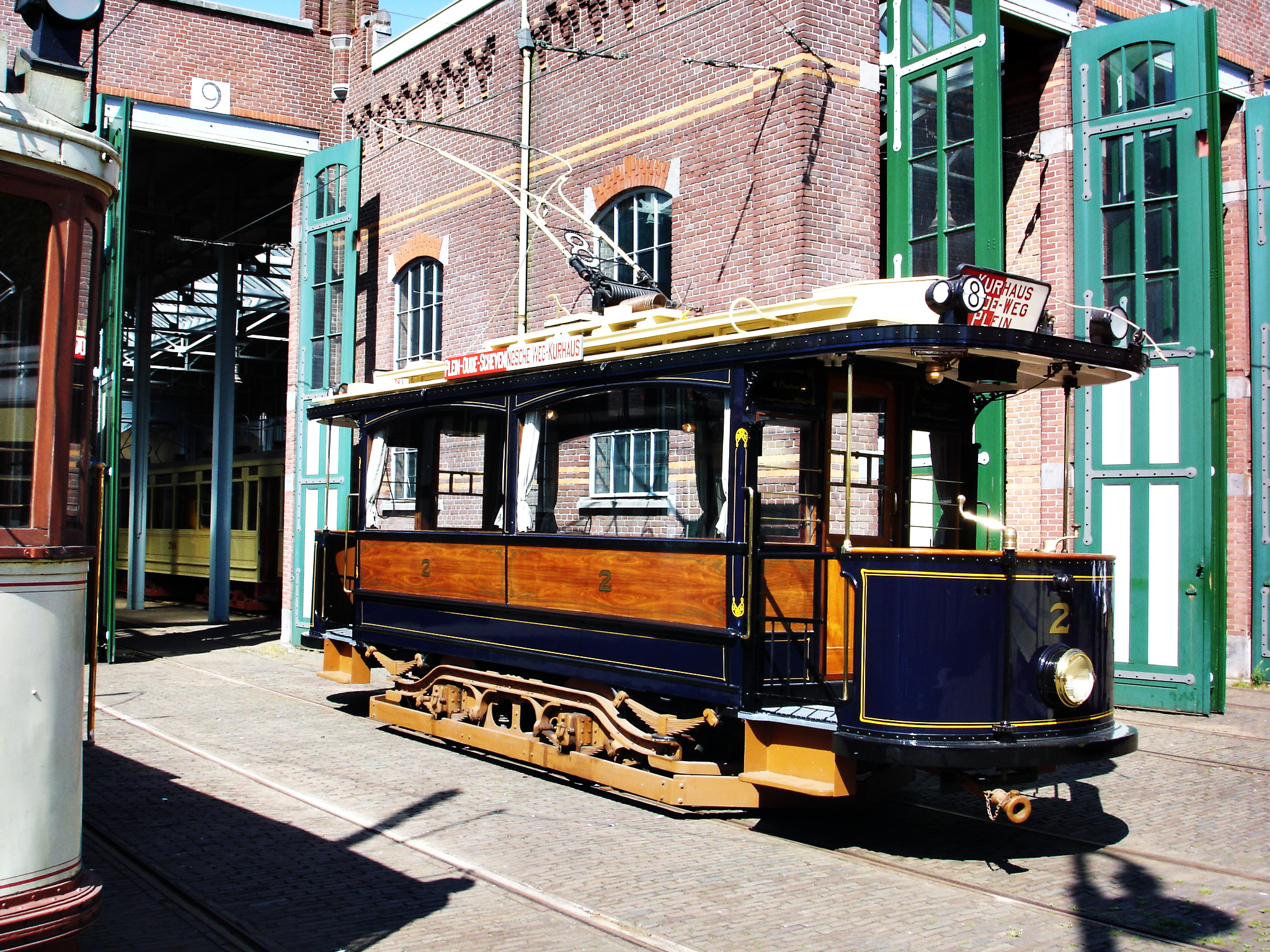
Replica van motorwagen 2 (ex-Gemeentetram Amsterdam 72), bouwjaar 1903. Van de Tramweg-Stichting; 15 april 2007.
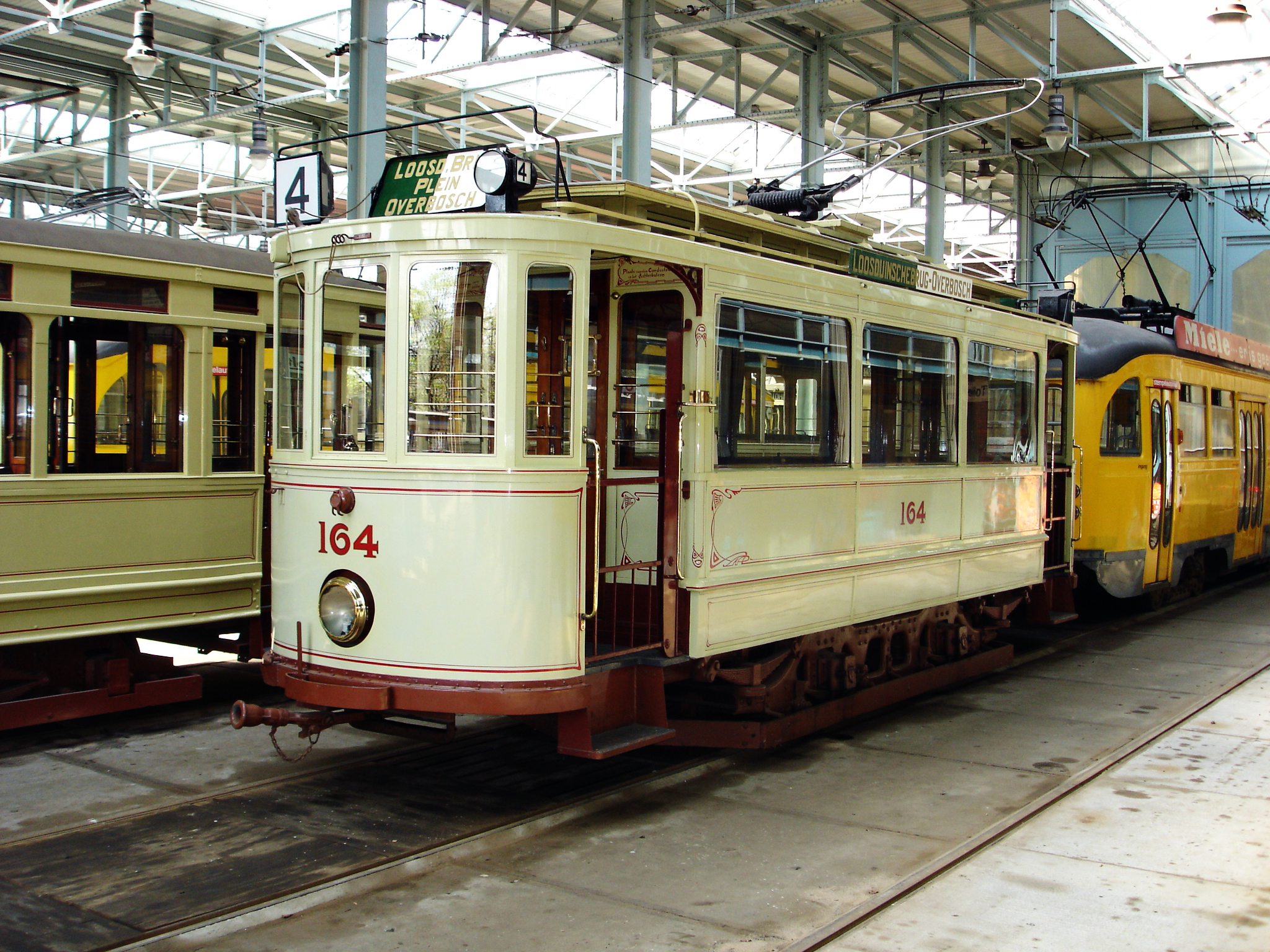
Motorwagen 164, zogenaamde 'Laagdakker' die op de tramlijnen 3 en 4 onder de drie poortjes van het Binnenhof kon doorrijden (bouwjaar 1906); 15 april 2007.
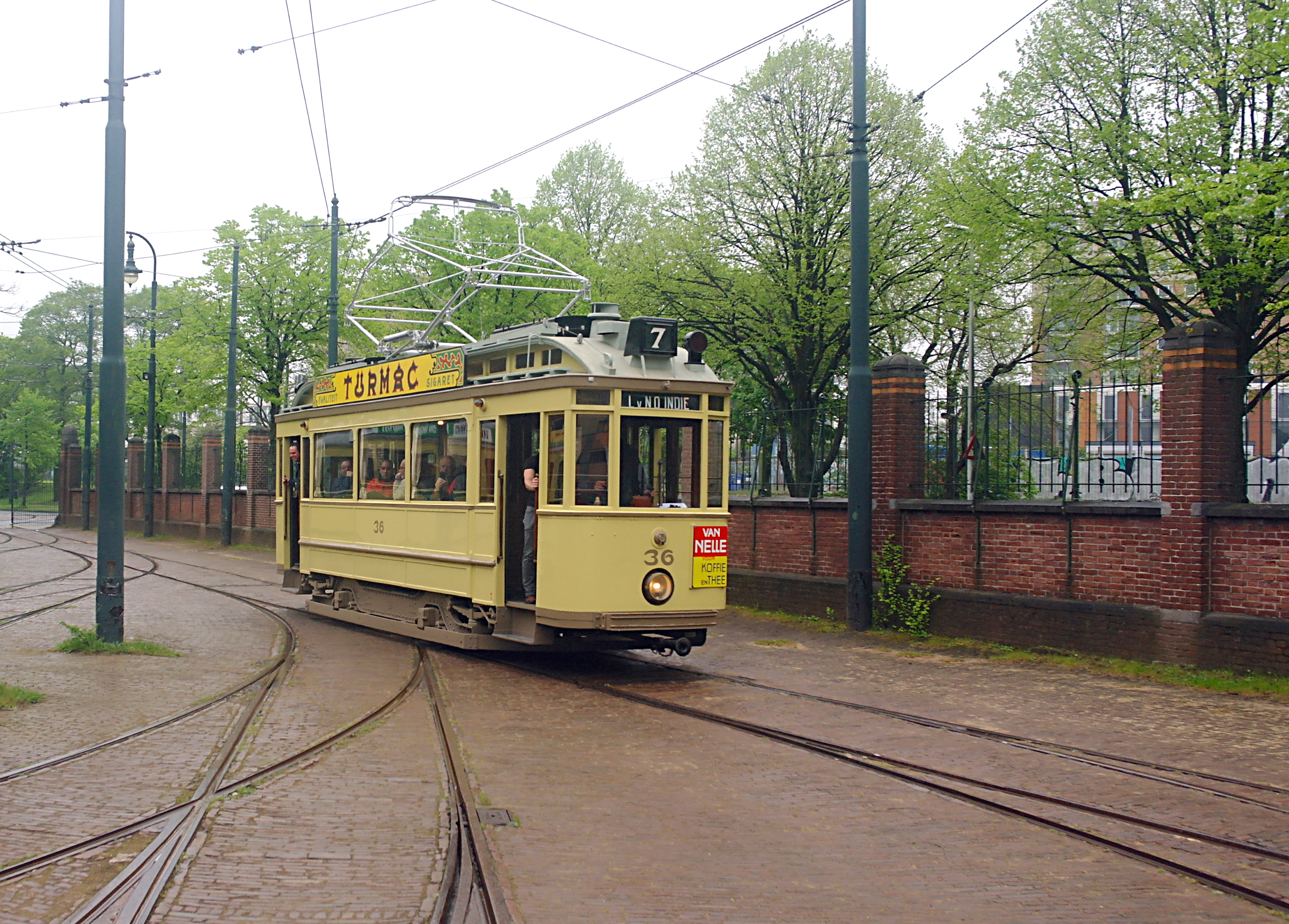
De eerste rit van de na 18 jaar herstelde Ombouwer 36; 29 april 2018.
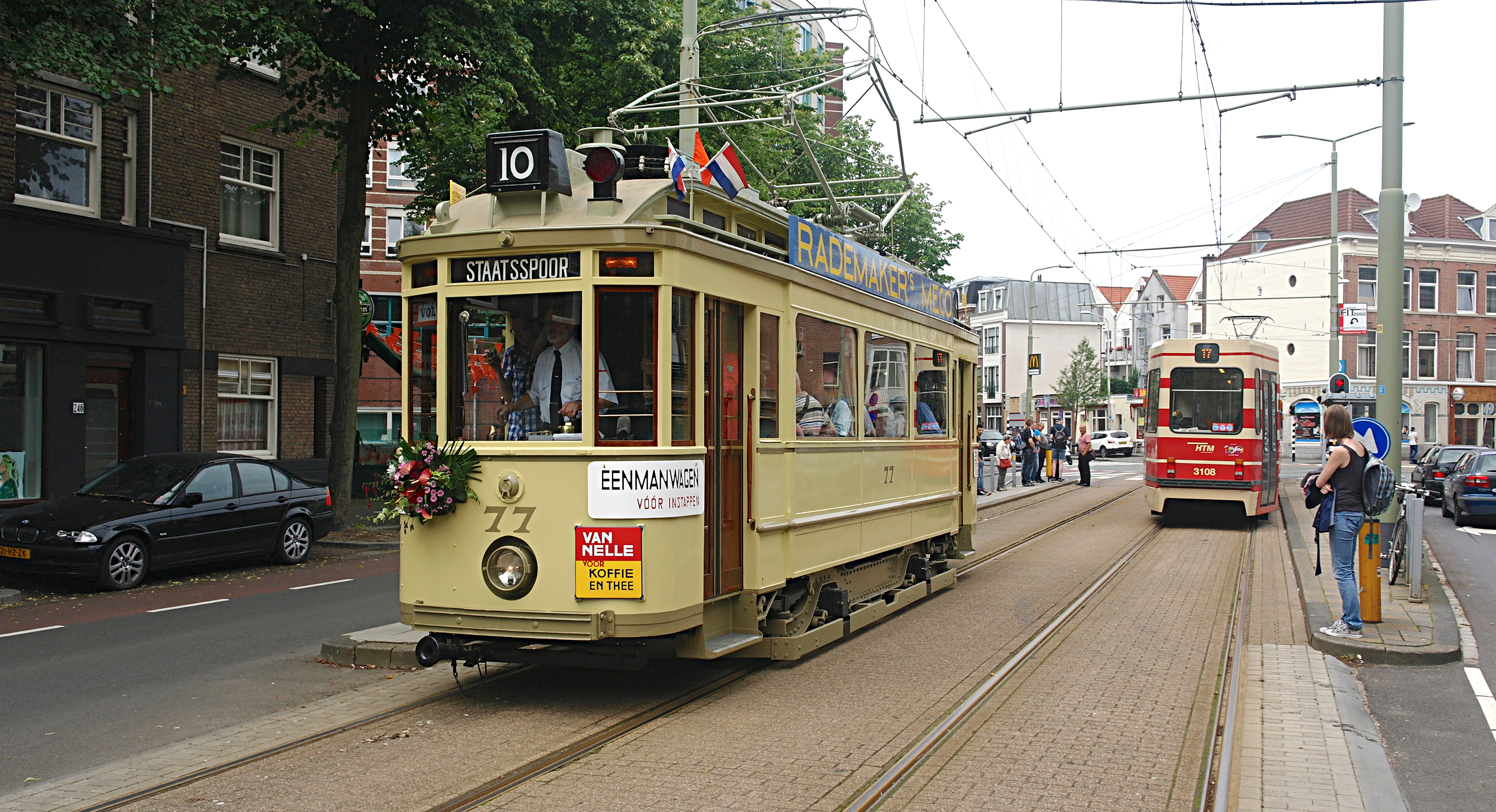
Gerestaureerde Ombouwer 77 van de Tramweg-Stichting; 12 juli 2014.
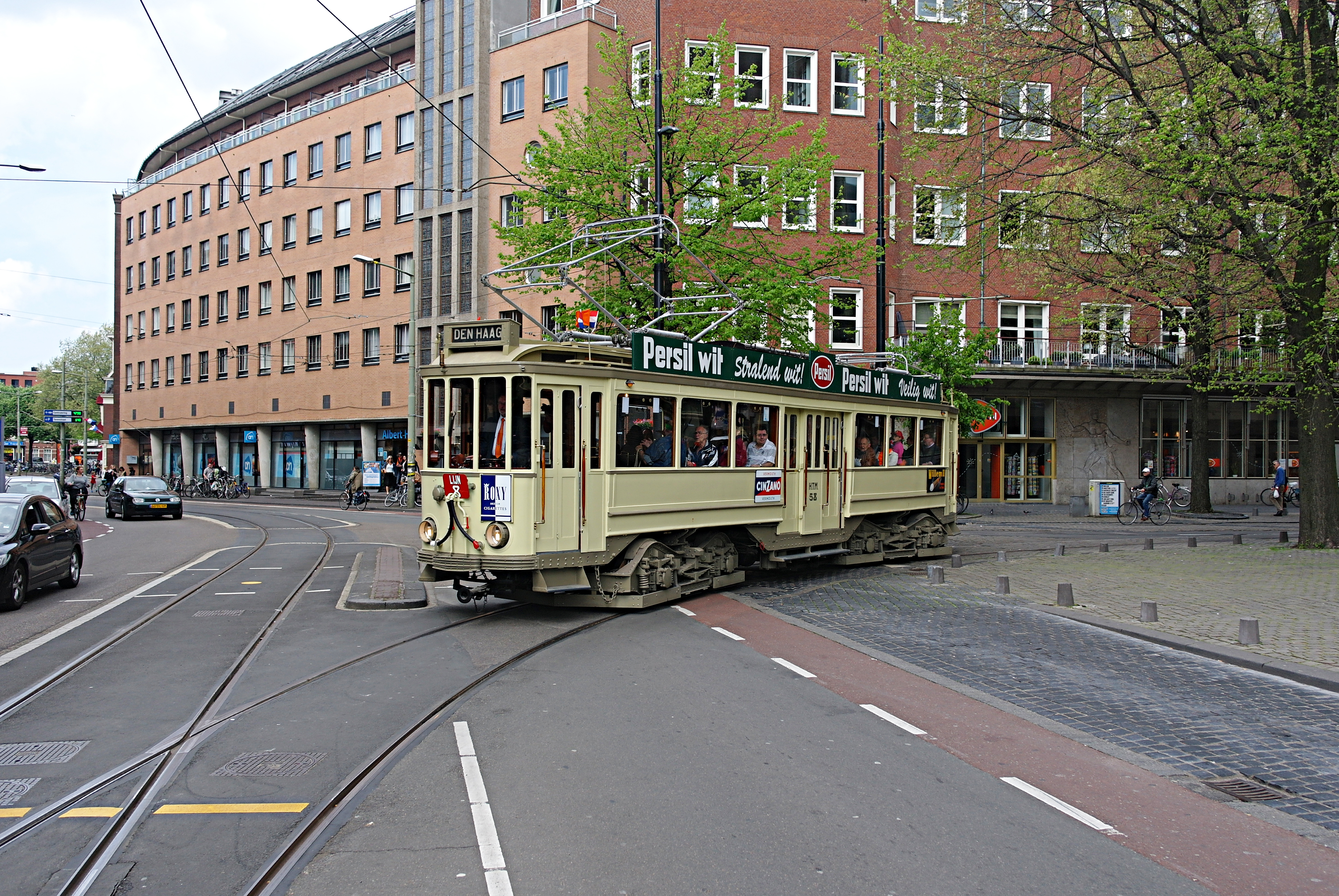
Buitenlijner 58, motorwagen van de Gele Tram van de Tramweg-Stichting; 26 april 2014.
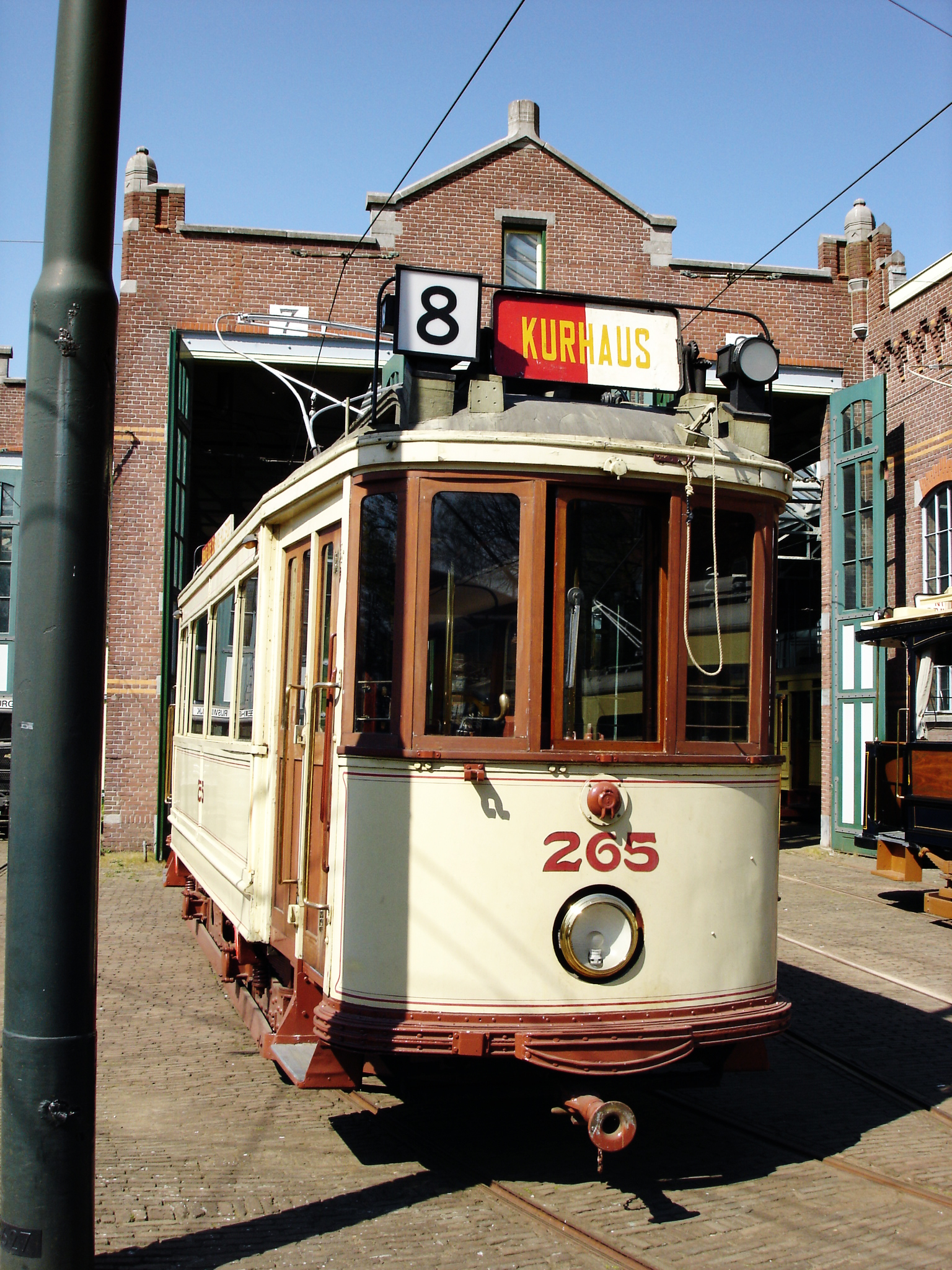
Motorwagen 265 (serie 250-279) teruggebracht in oorspronkelijke uitvoering van 1921.
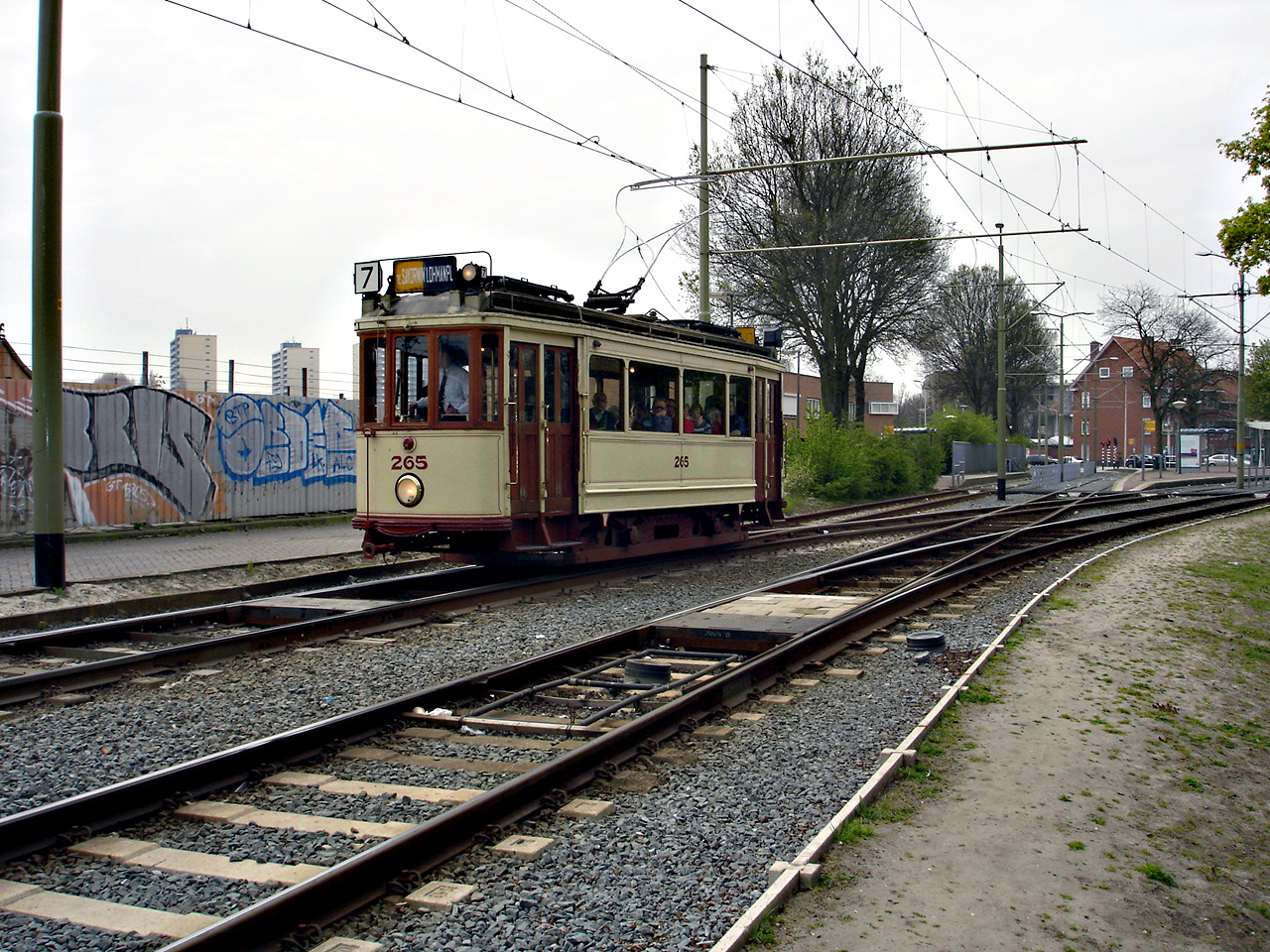
Motorwagen 265, als lijn 7, op de Parallelweg, halte Wouwermanstraat, tijdens een van de zondagse rondritten.
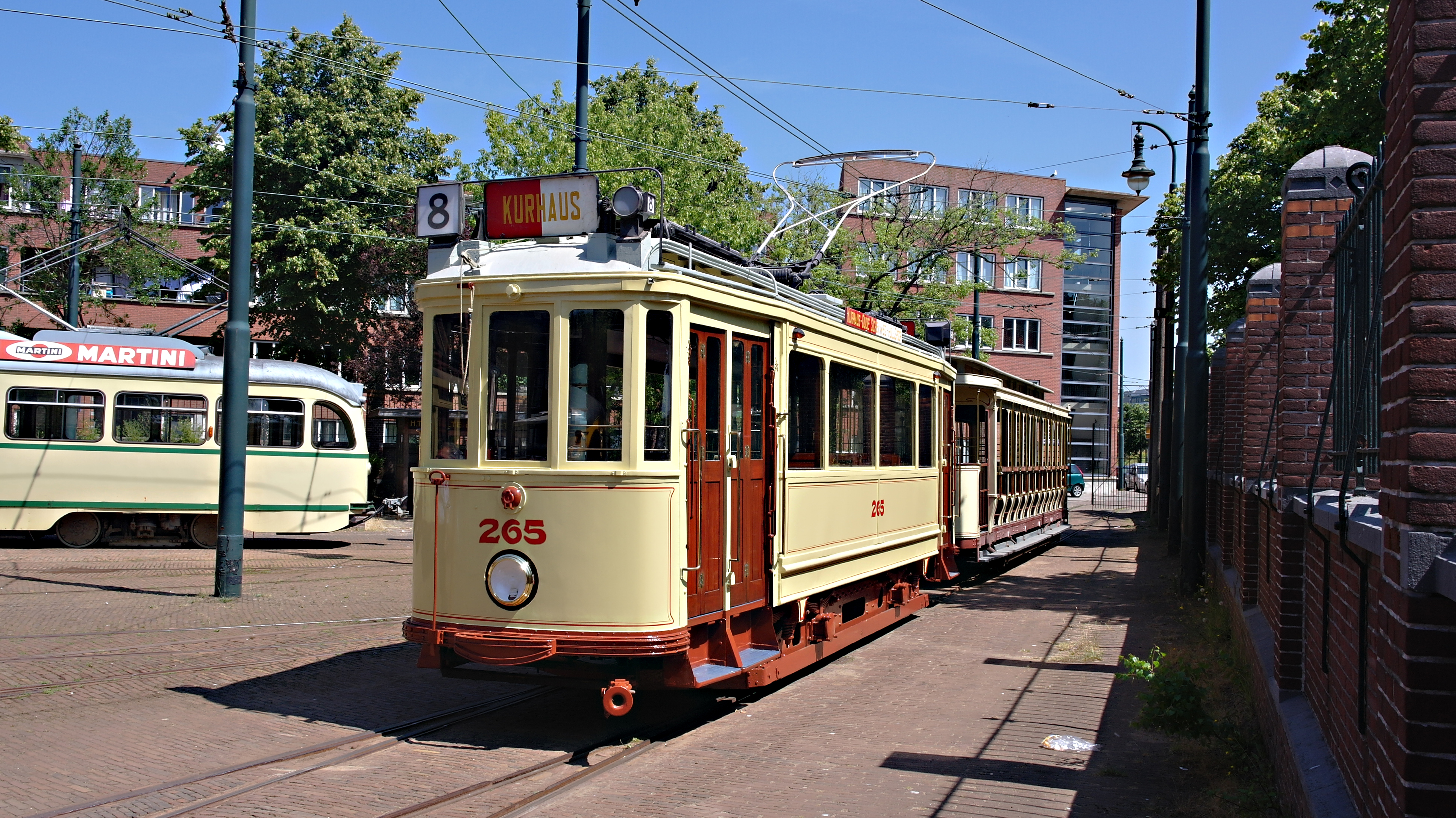
Motorwagen 265 na de schilderbeurt in de zomer van 2013; nu in de uitvoering van halverwege de jaren twintig toen de bruine balkonramen crème werden.
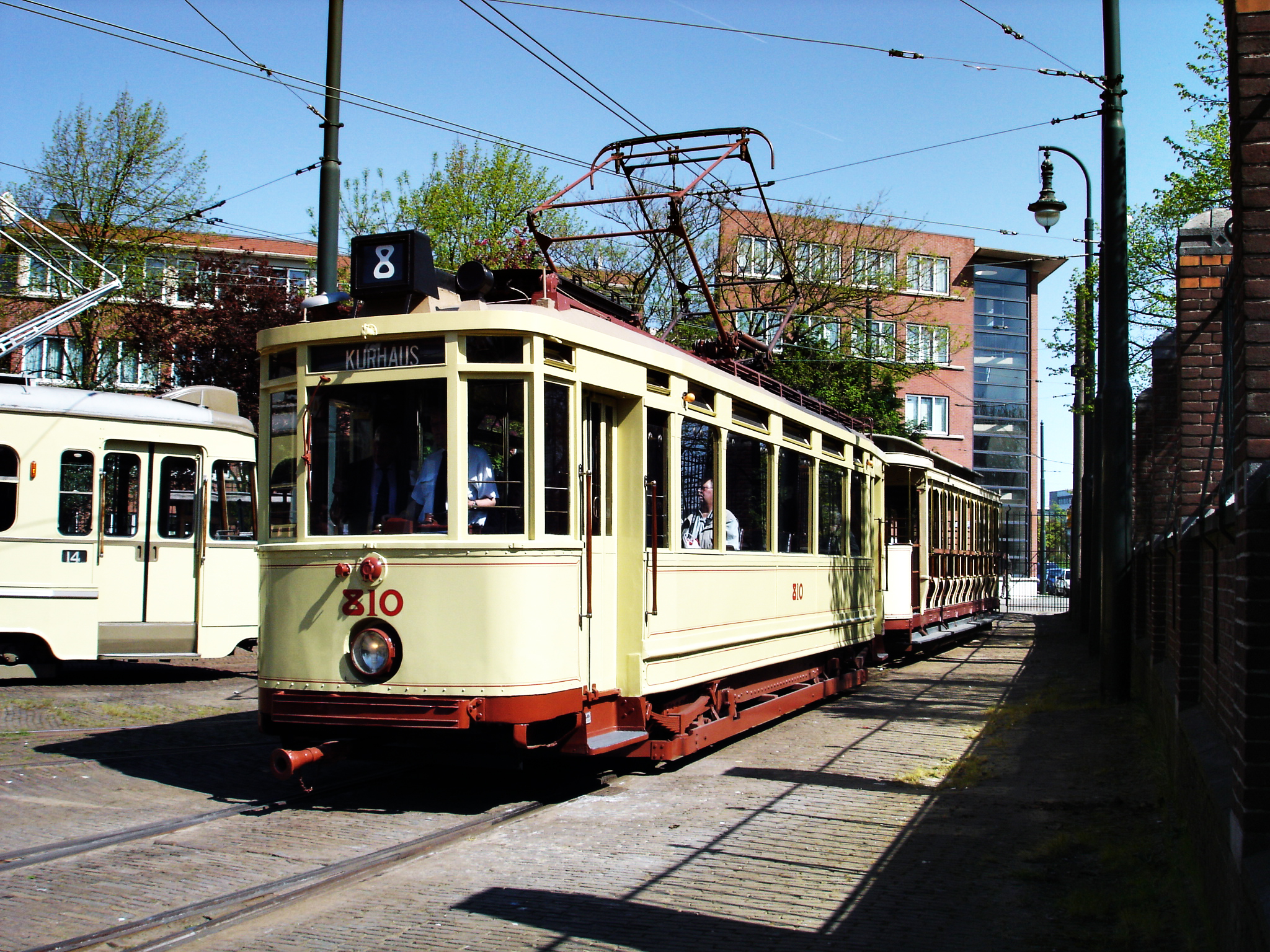
De zomerse combinatie motorwagen 810 en open aanhangwagen 505 reed veelvuldig op de Scheveningse lijnen 8 en 9.
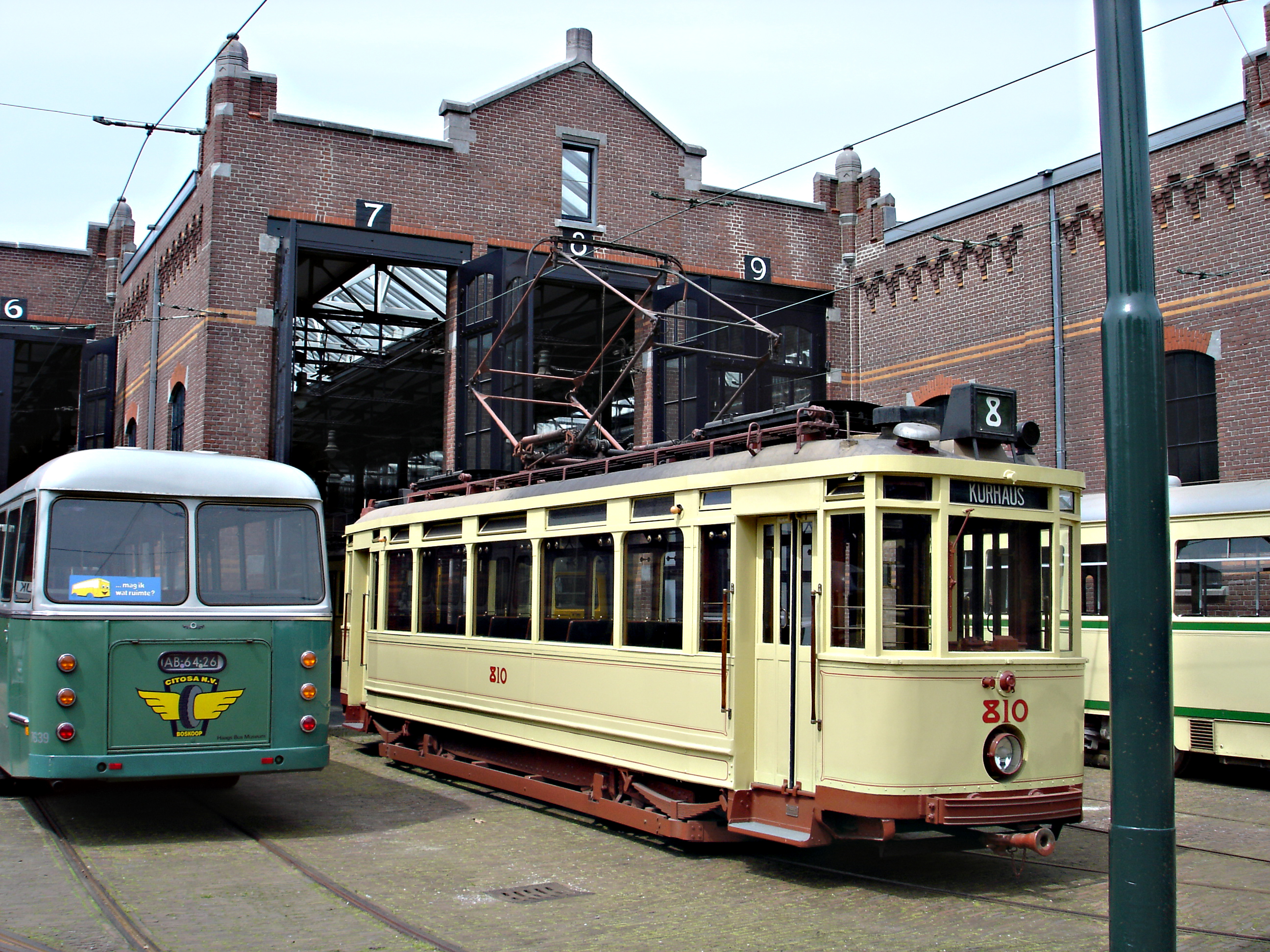
Motorwagen 810, met een tweeassig onderstel, uit de serie 801-820, bouwjaar 1927.
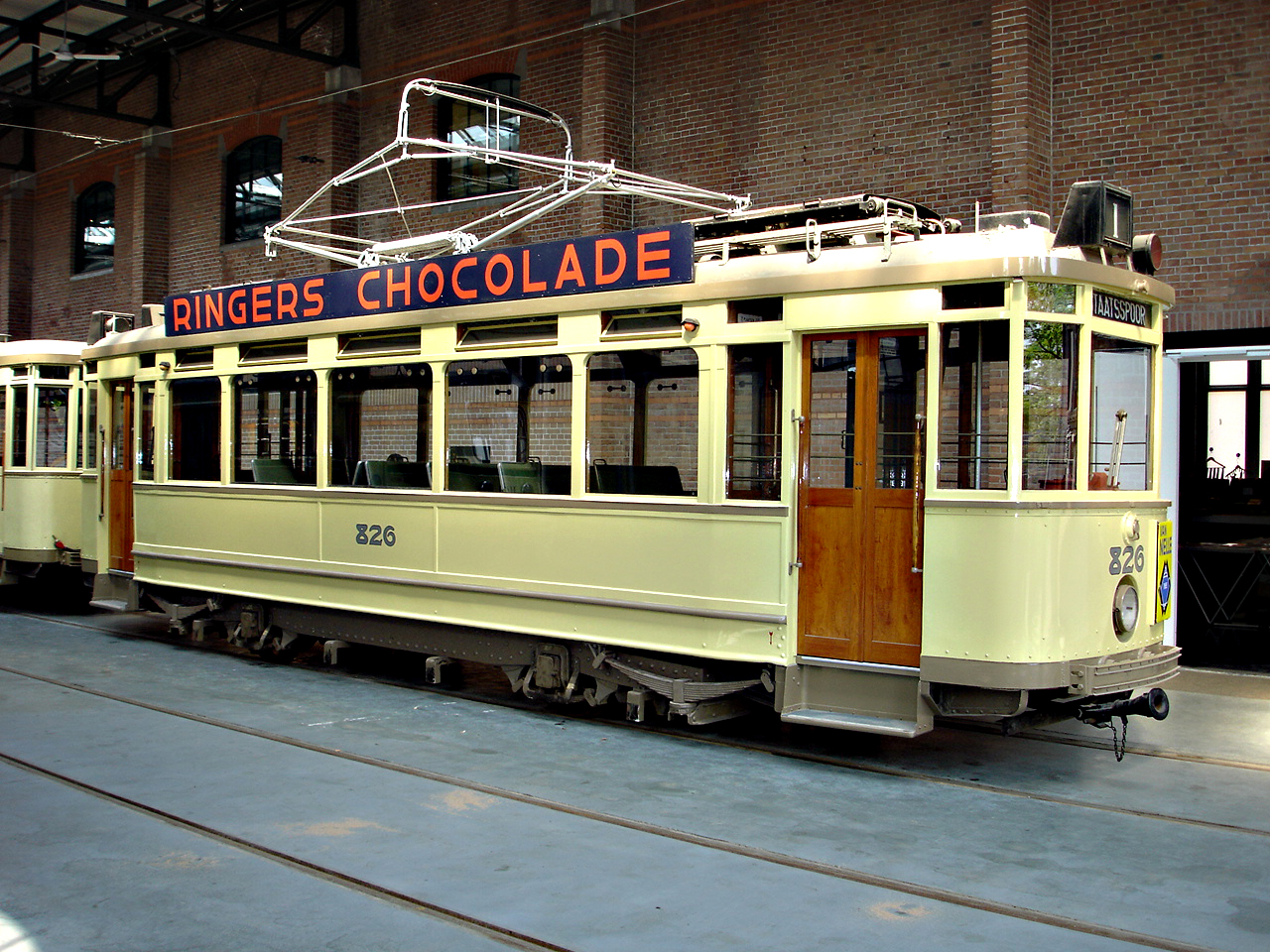
Motorwagen 826 (bouwjaar 1929) is teruggebracht in een uitvoering van de jaren vijftig.
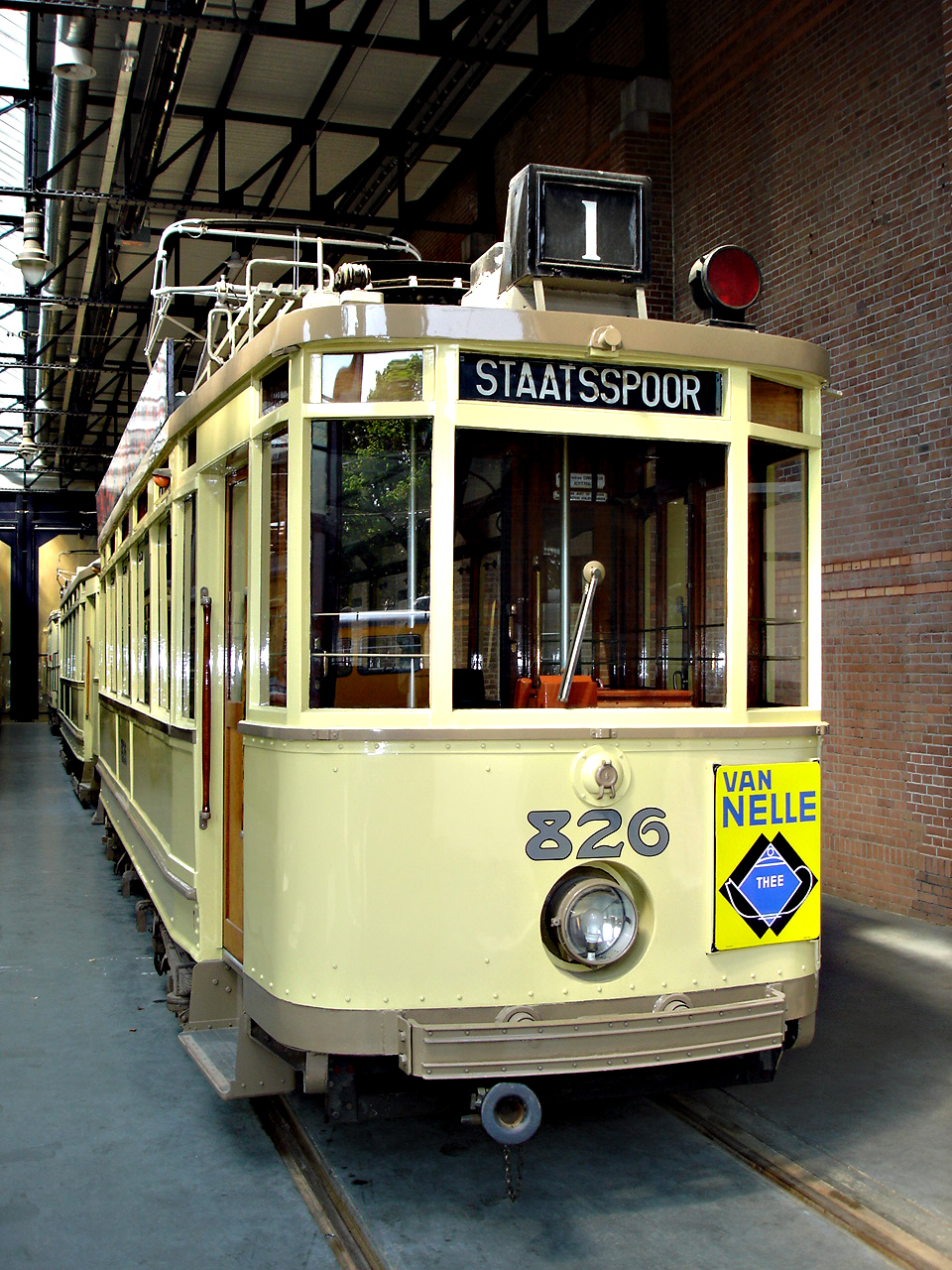
Kop van wagen 826 in de uitmonstering van lijn 1 met emaille Van Nelle theereclame.
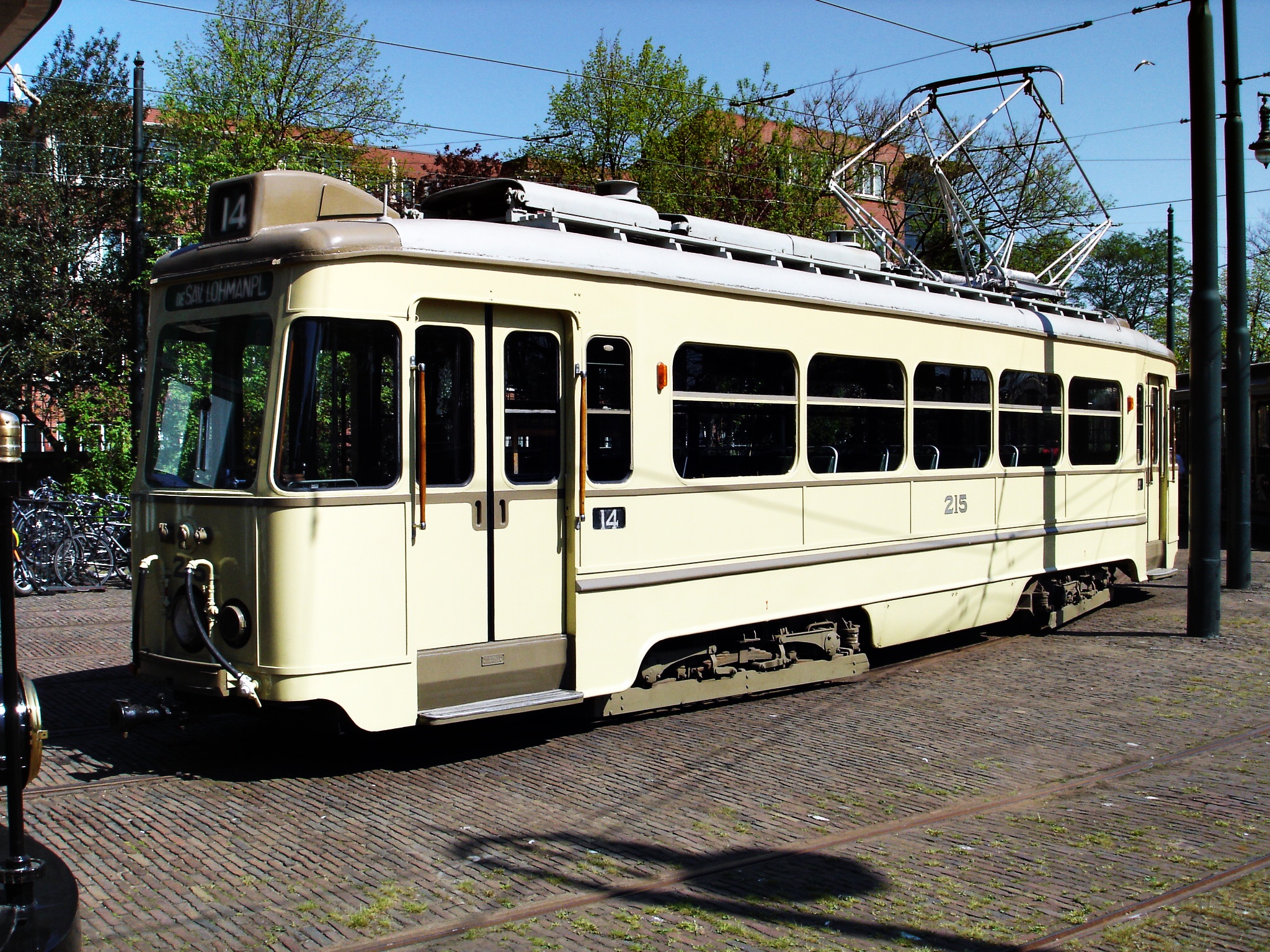
Eerste nieuwe naoorlogse type motorwagen 215 (gebouwd in 1948 door Werkspoor), met Zwitserse installatie.
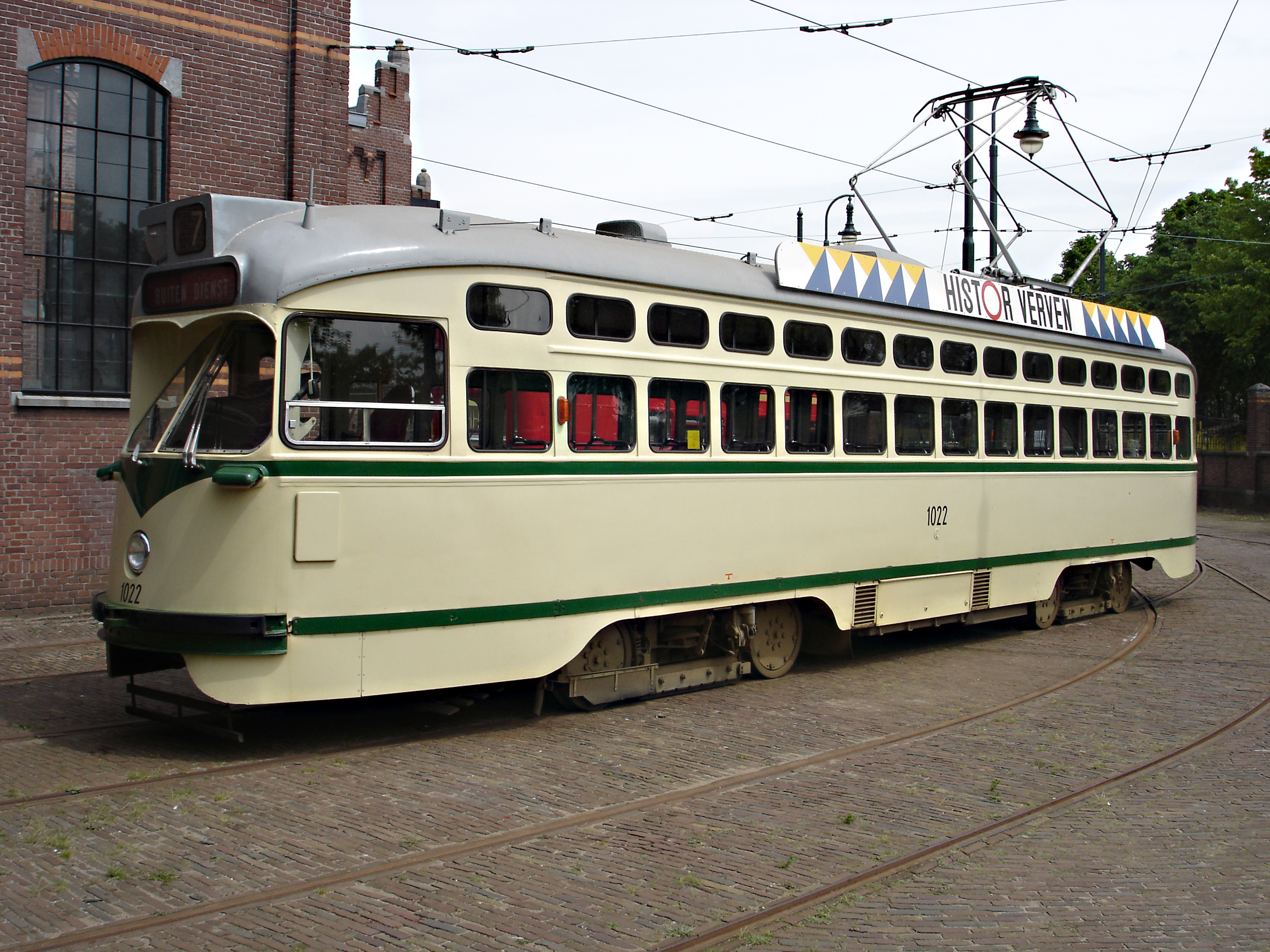
PCC-car 1022, bouwjaar 1952, gerestaureerd in de situatie na de eerste grote verbouwing (1972).
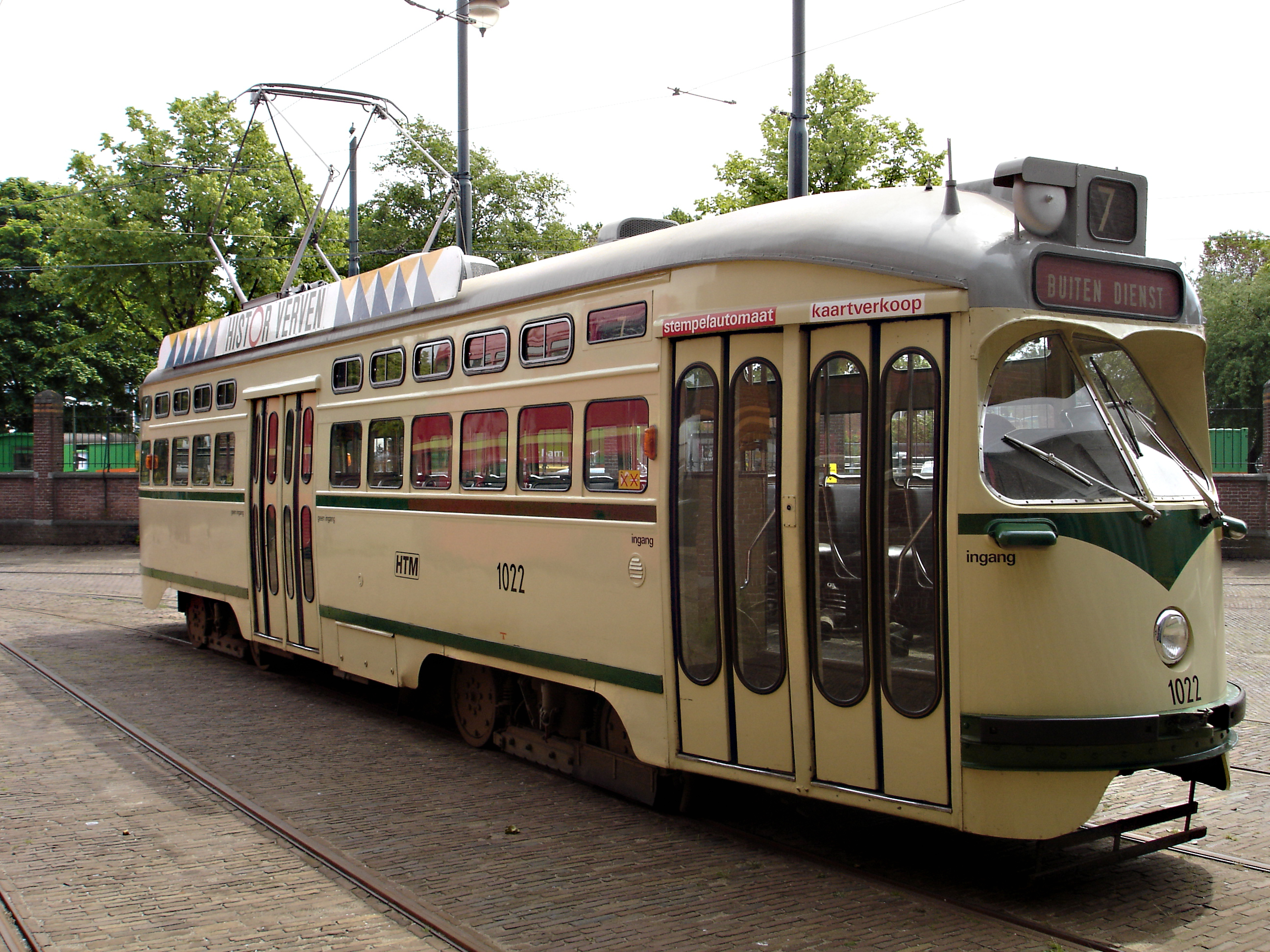
PCC-car 1022, gerestaureerd; alleen de voordeuren kregen grote ramen om het zicht voor de bestuurder te verbeteren.
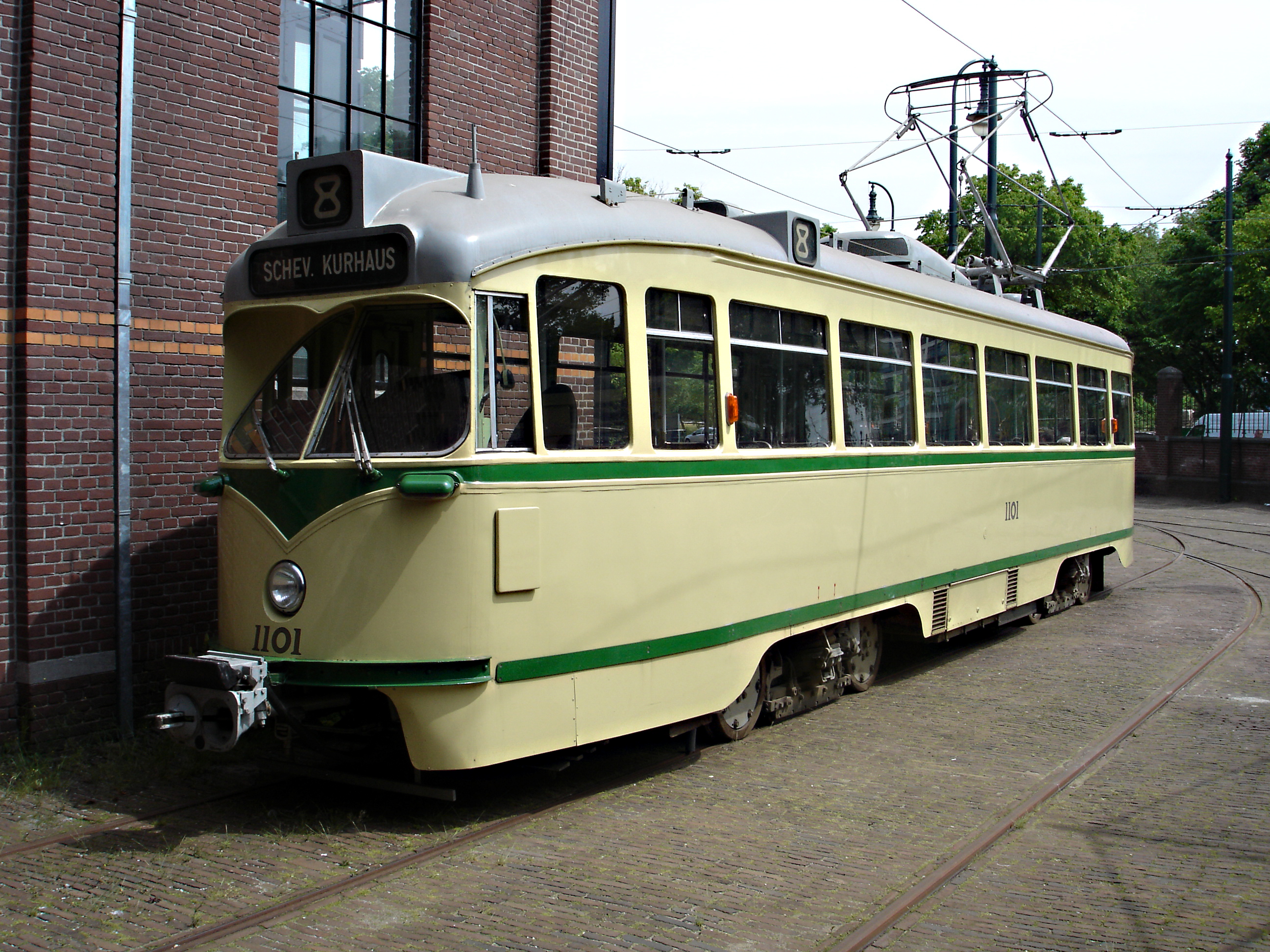
PCC-car 1101, gerestaureerd in de afleveringstoestand van 1957.
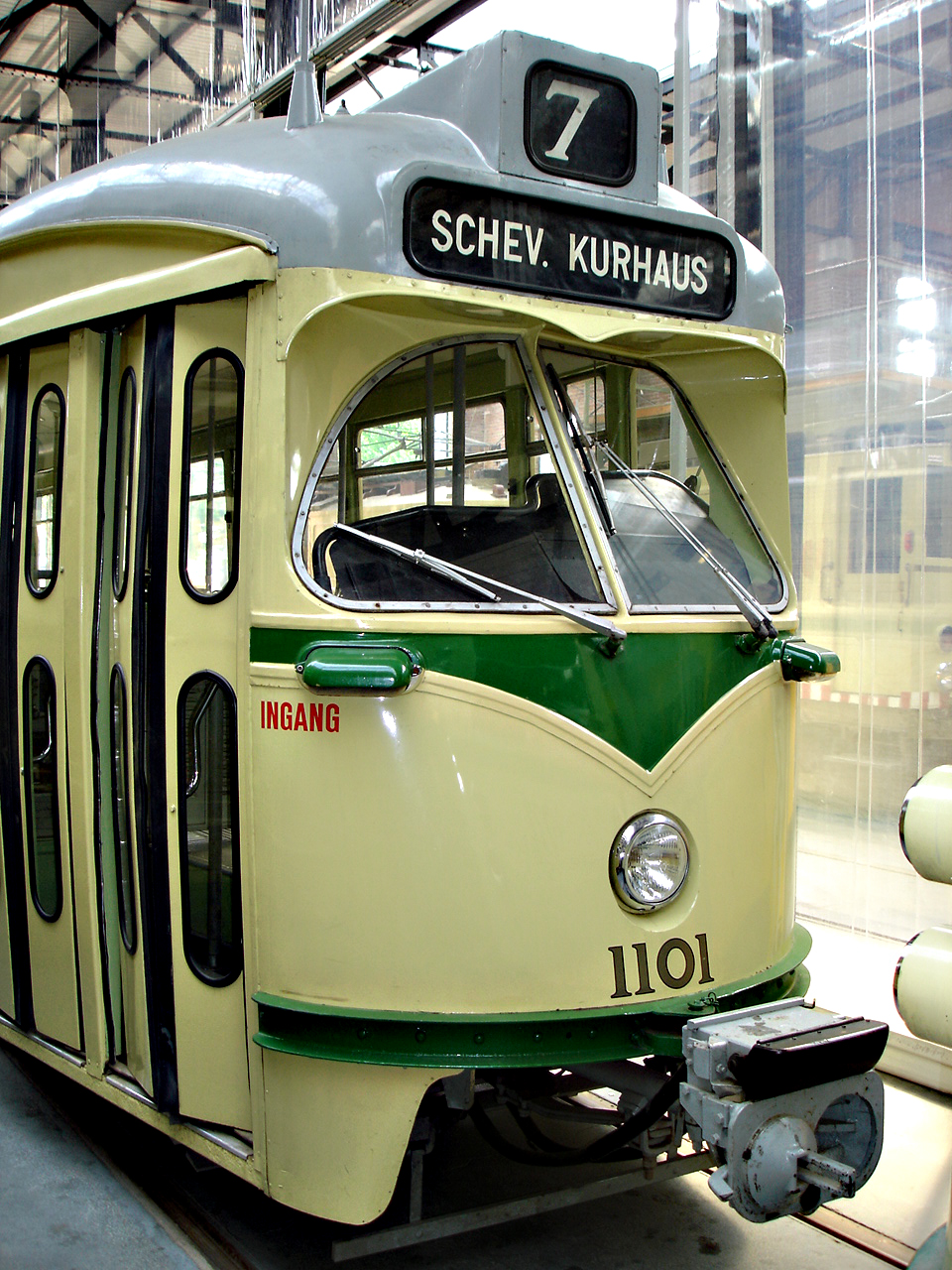
Kop van PCC-car 1101 als lijn 7.
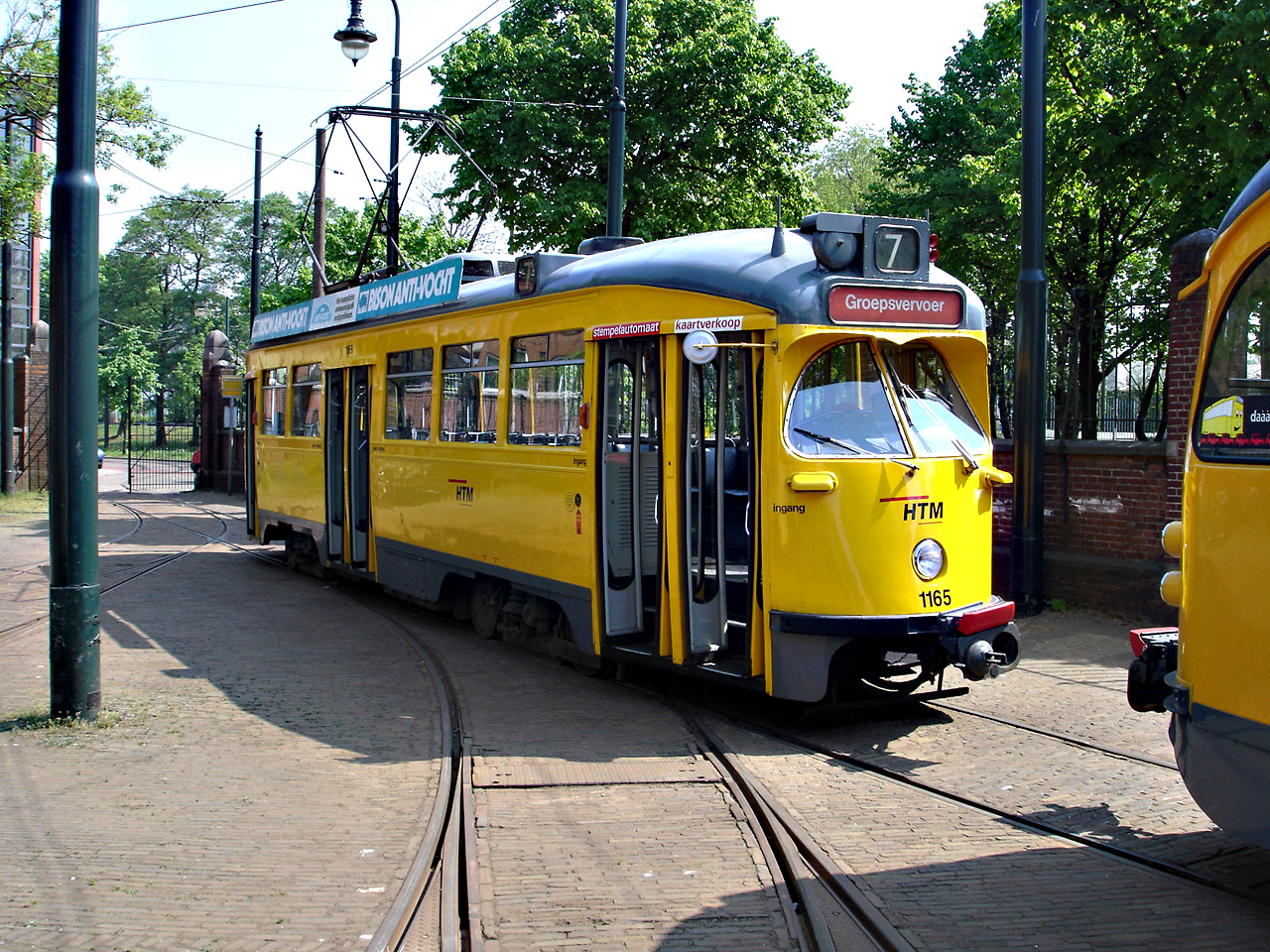
PCC-car 1165 staat op het remiseterrein klaar voor een zondagse nostalgische rit.
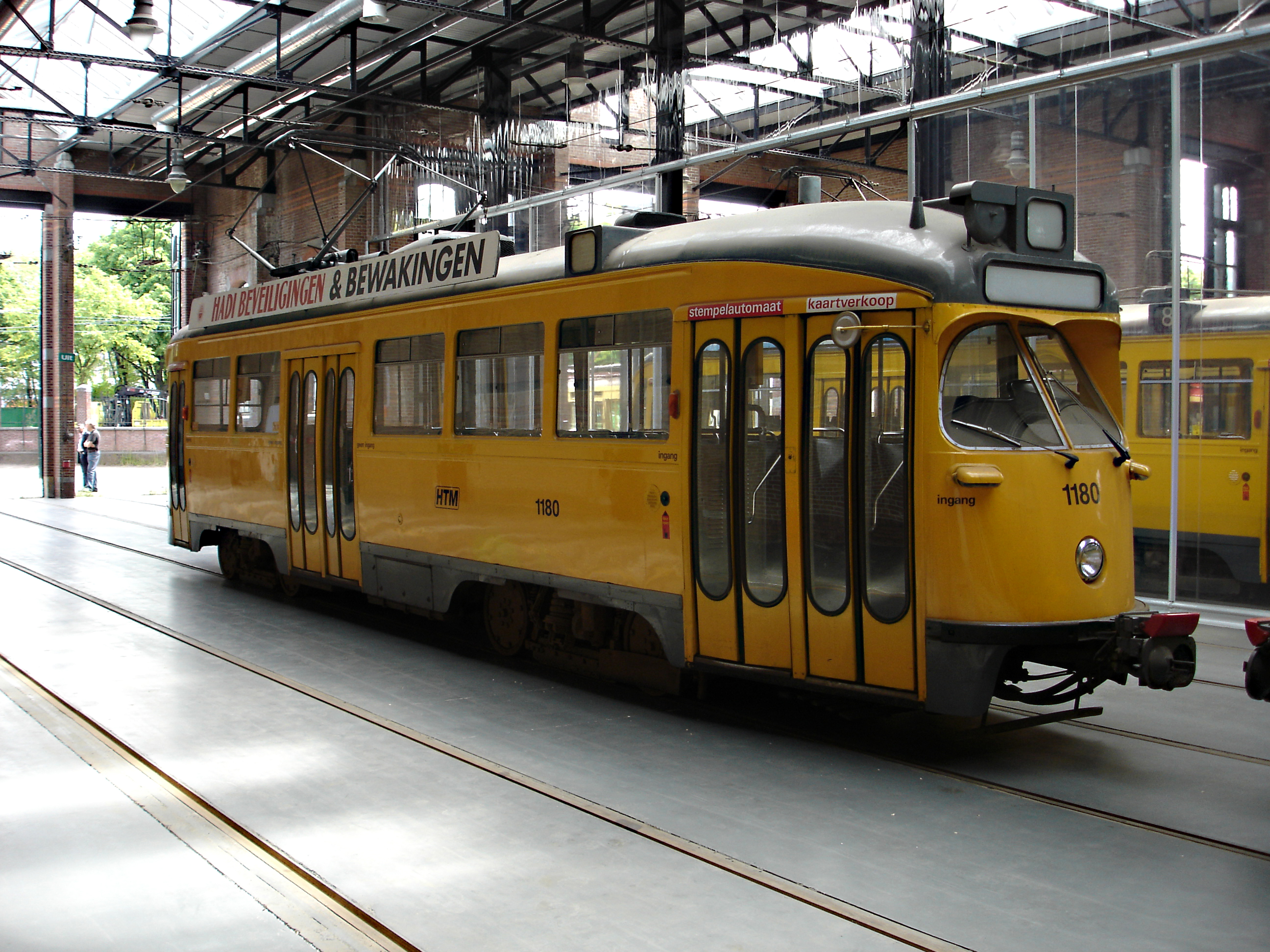
PCC-car 1180 heeft enkele jaren bij het AOM dienstgedaan – ook in de normale lijndienst van GVB (Amsterdam) – en is nu terug in Den Haag. Deze is inmiddels weer crème geschilderd voor de dienst op de Tourist Tram.
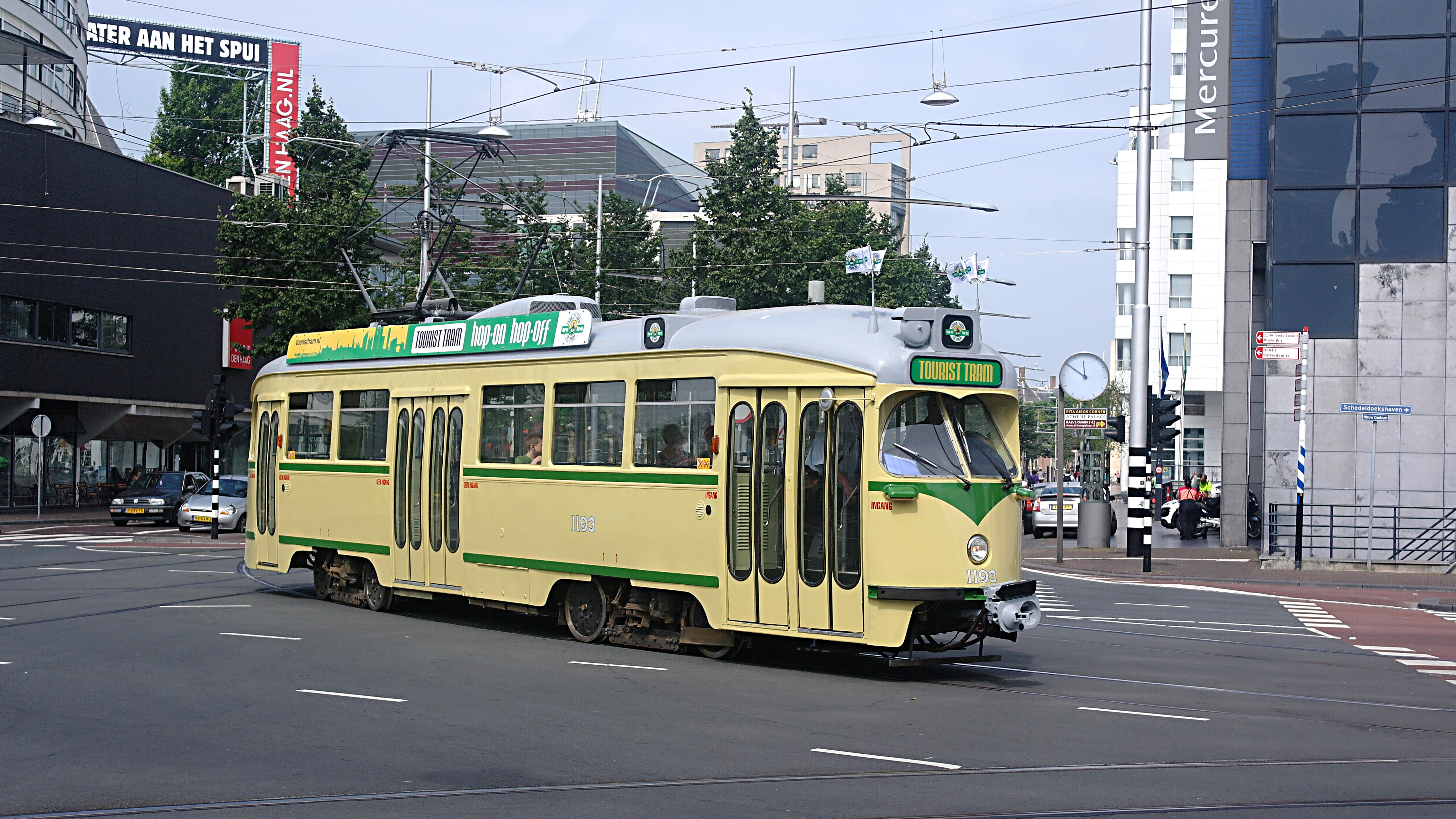
PCC-car 1193 doet (samen met de 1180) sinds 2016 dienst als Tourist Tram in Den Haag. Schedeldoekshaven; 24 juli 2016.
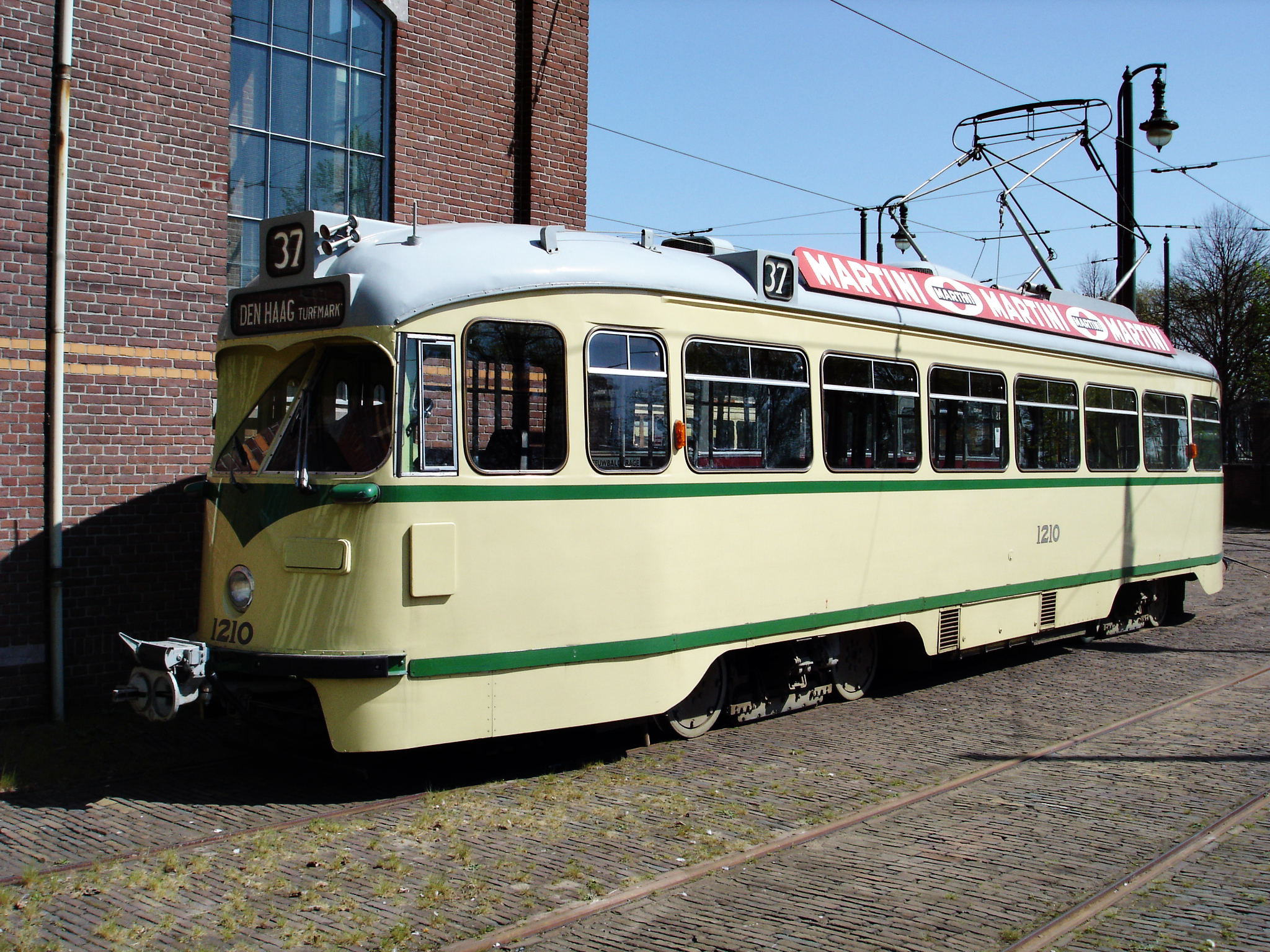
PCC-car 1210, gebouwd in 1963, teruggebracht in staat van aflevering.
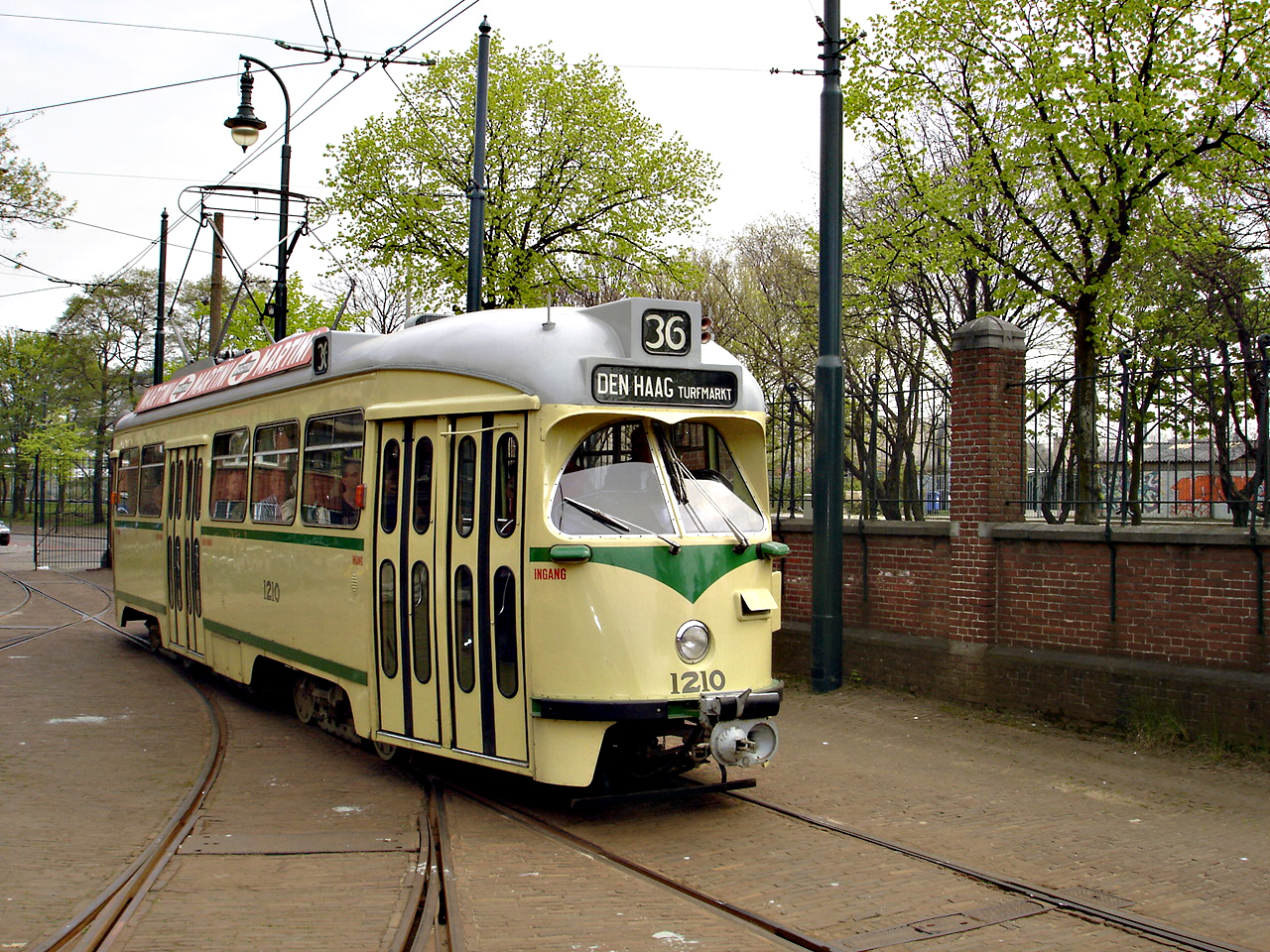
PCC-car 1210, met zicht op de deurzijde en ingetuigd als lijn 36, staat klaar voor een zondagse rit.
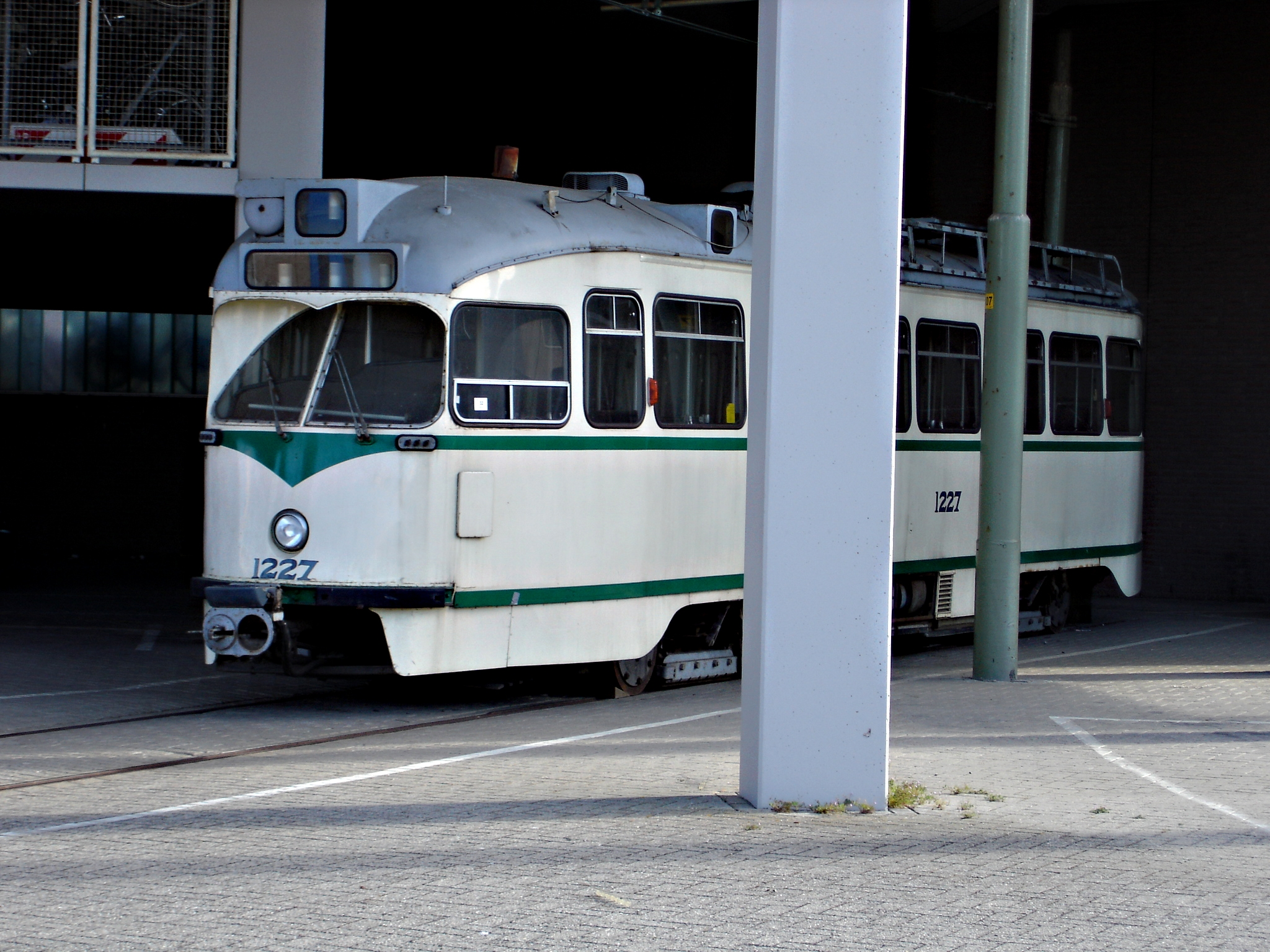
PCC-car 1227 op het achterterrein van de HTM-remise Scheveningen in afwachting van restauratie.
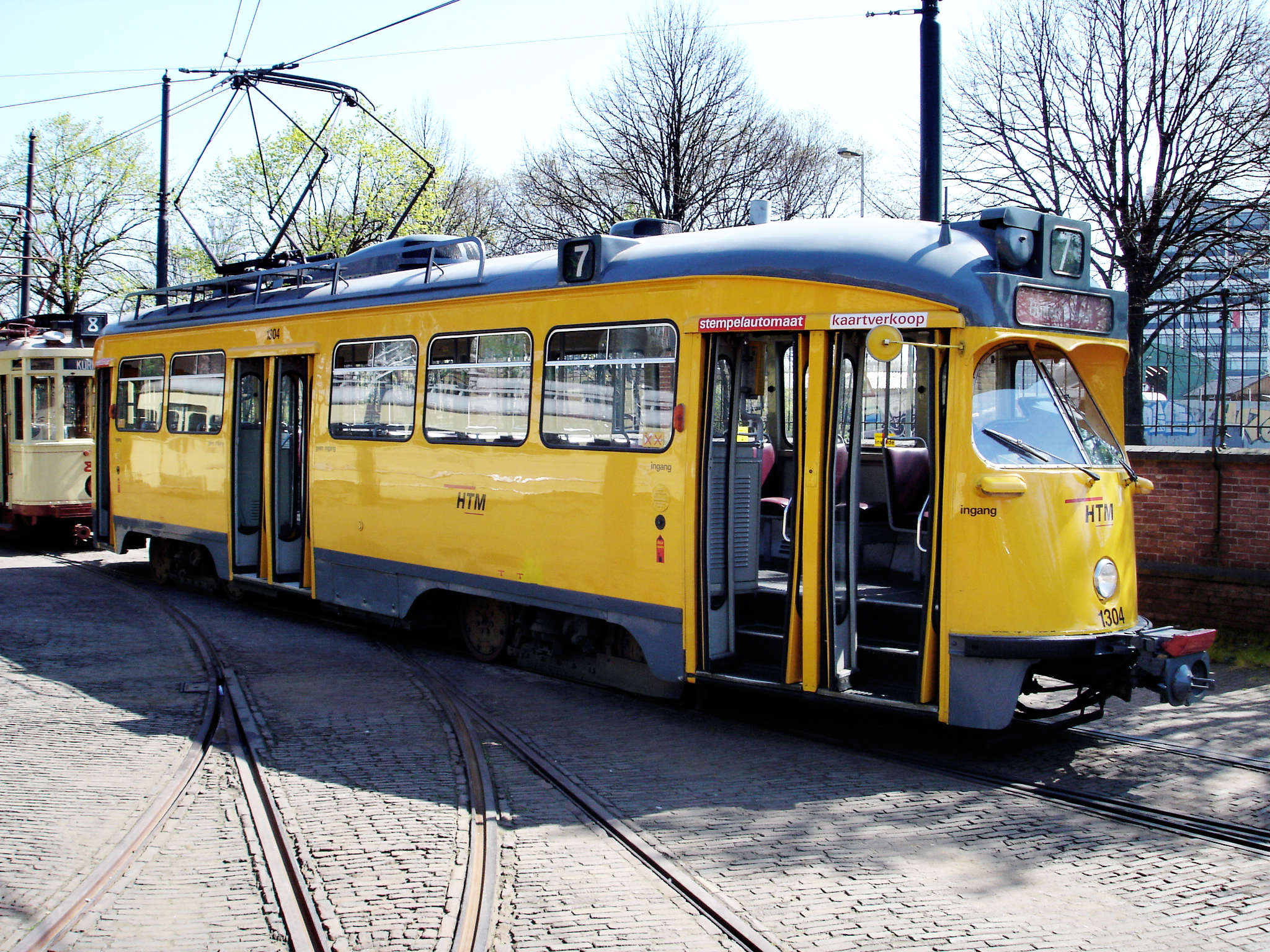
PCC-car 1304, gebouwd in 1971 in het toen modieuze 'openbaar vervoer-geel'.
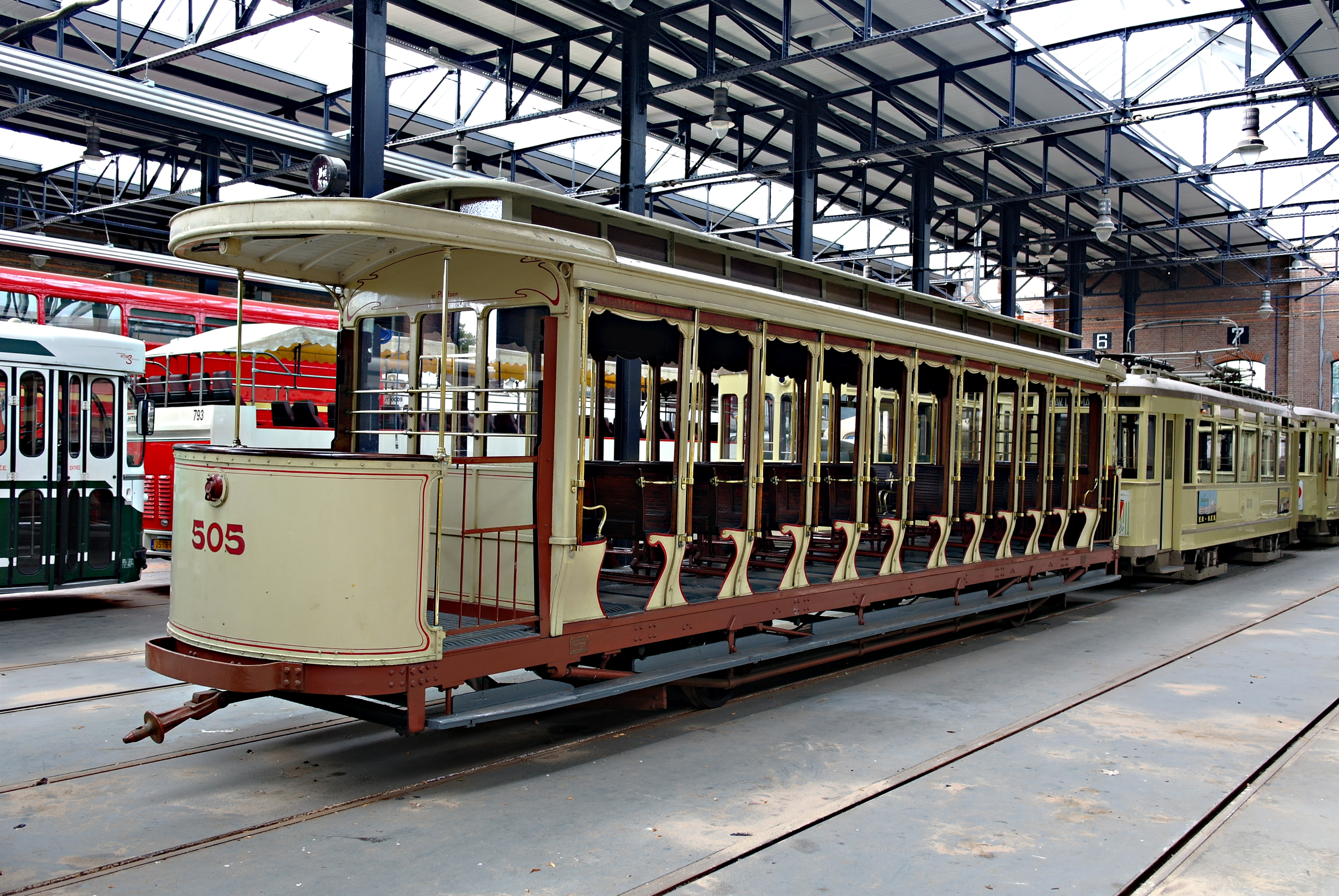
'Open' aanhangwagen, zgn. zomerwagen, 505 uit de serie 500-526 (1905), is in 1964 gerestaureerd.
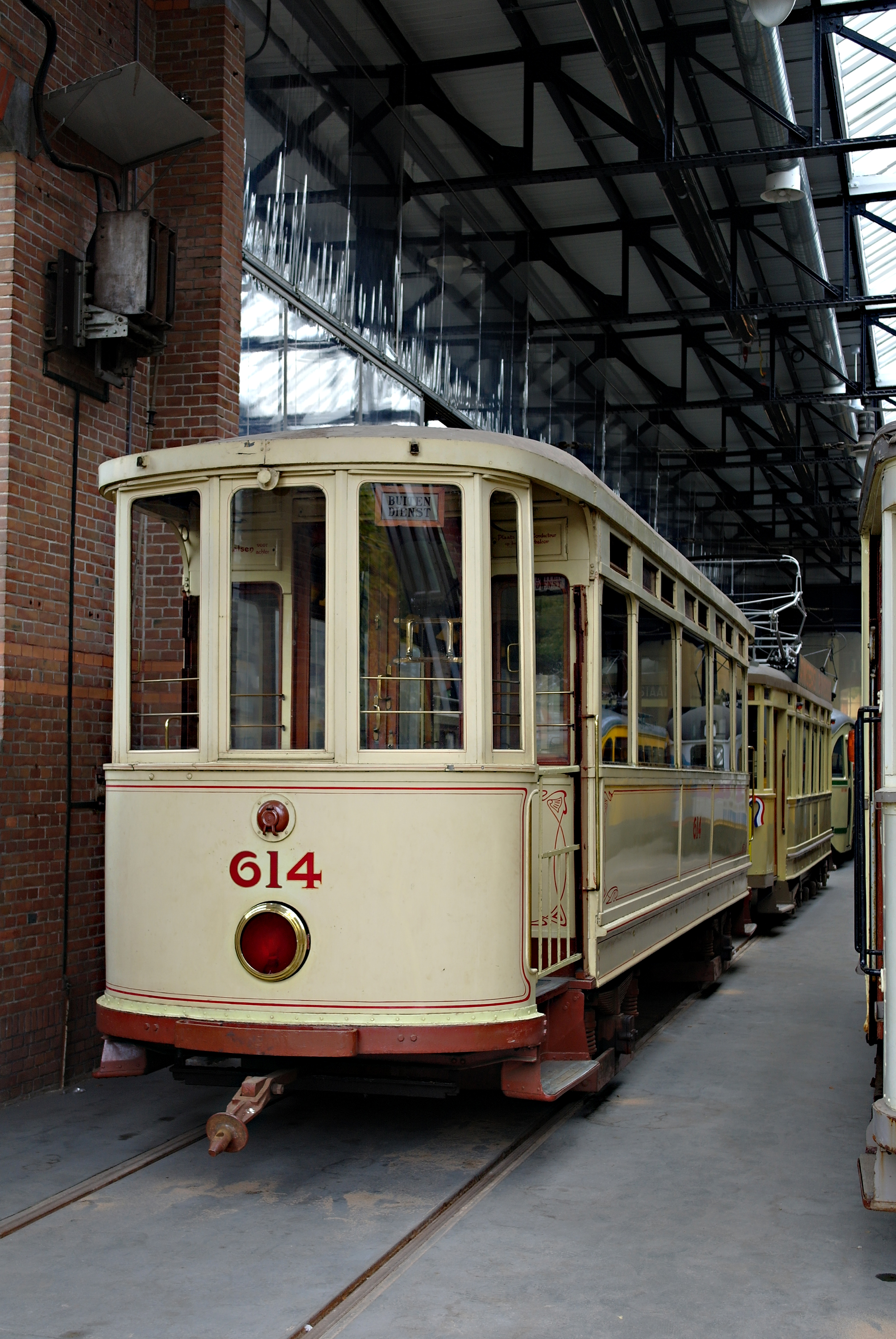
Aanhangwagen 614 uit de serie 600-629 (1912). Eerste grote serie nieuw gebouwde aanhangwagens van de HTM, bijnaam 'koektrommels' vanwege het bolle dak.
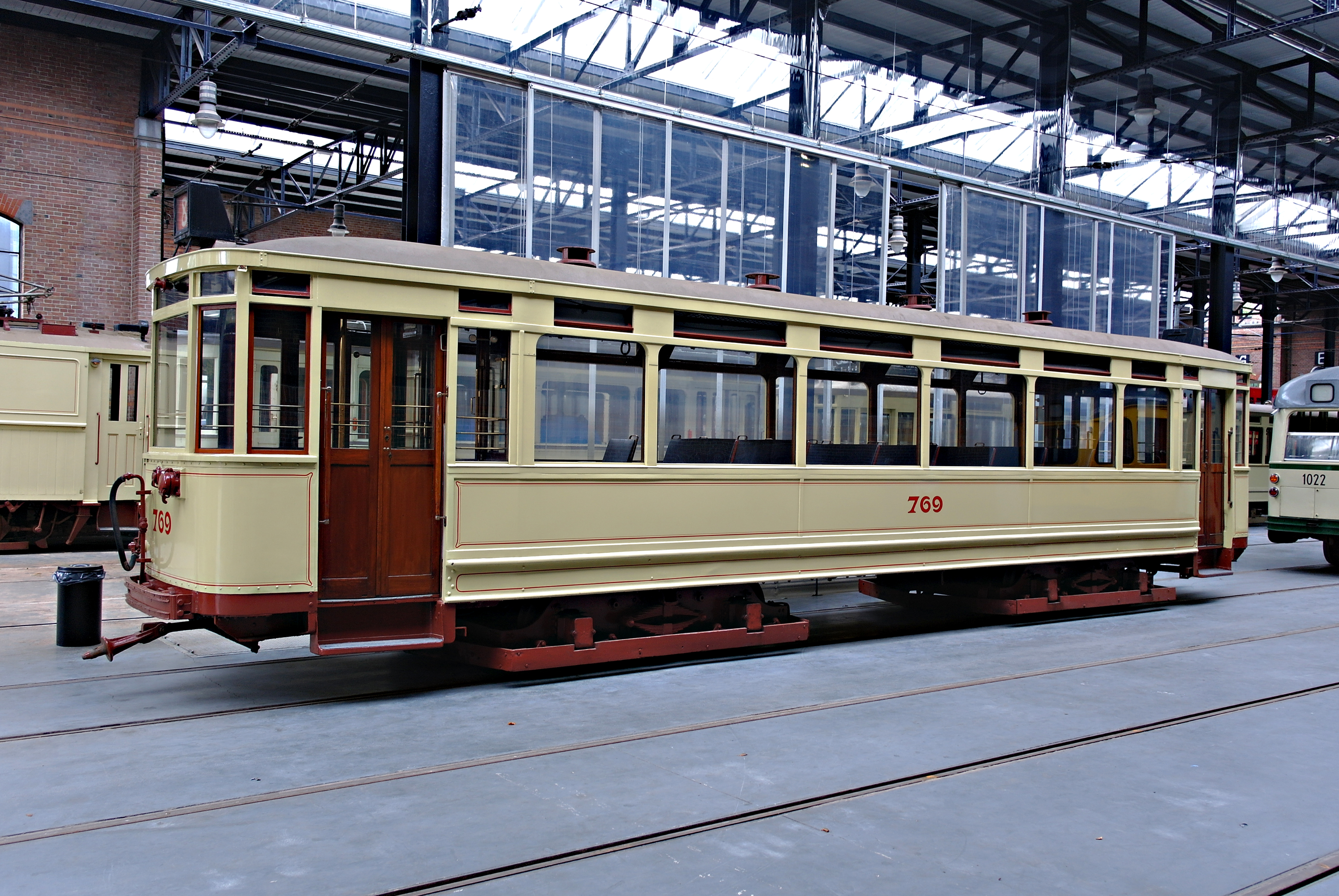
Aanhangwagen 769 (serie 751-780), gebouwd 1929, waarvan de eerste 20 geschikt waren voor de intercommunale lijnen.
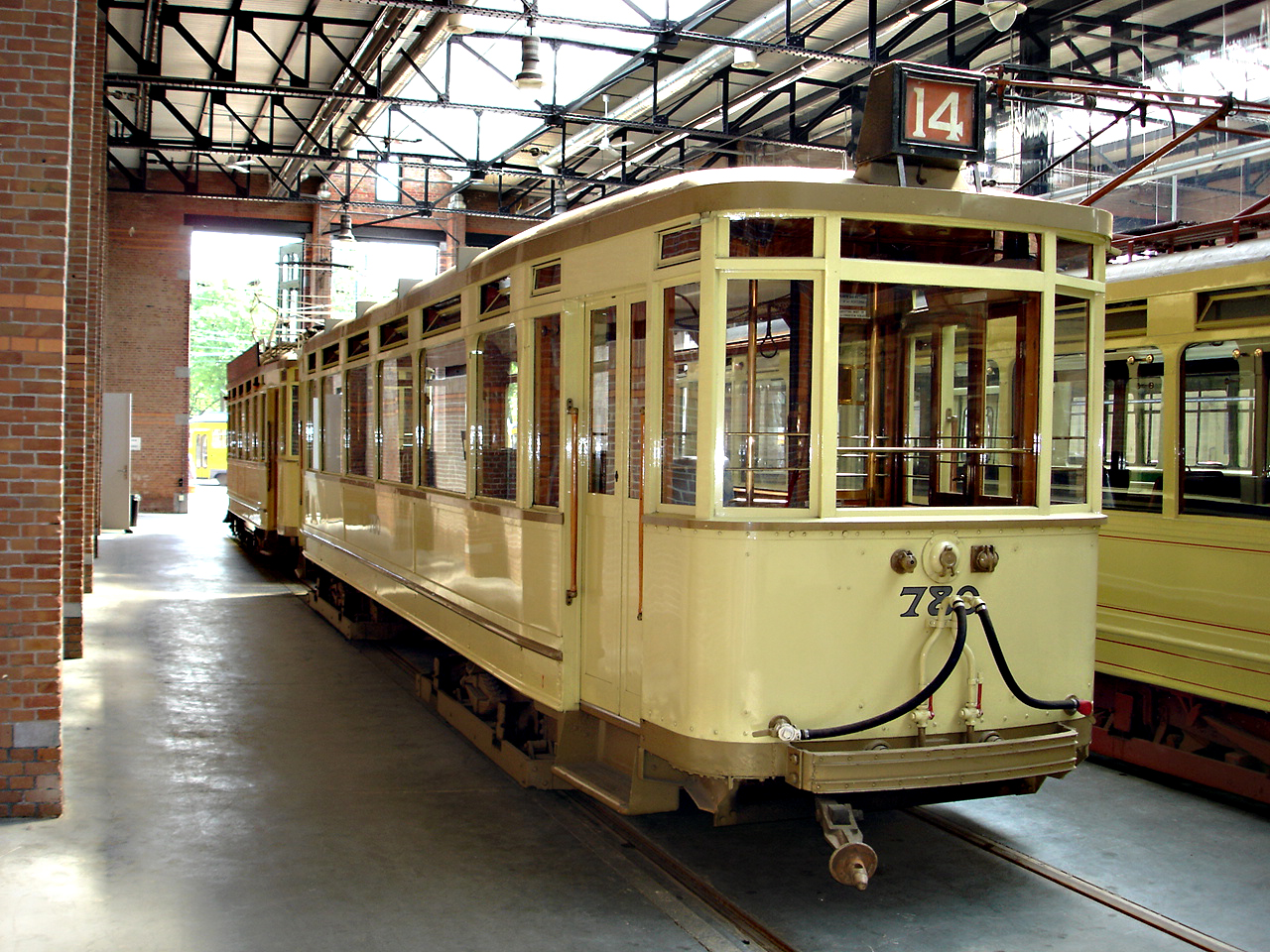
Aanhangwagen 780 (bouwjaar 1929) is gerestaureerd in de toestand als in de jaren 1950, als aanhangwagen van bijvoorbeeld lijn 1.
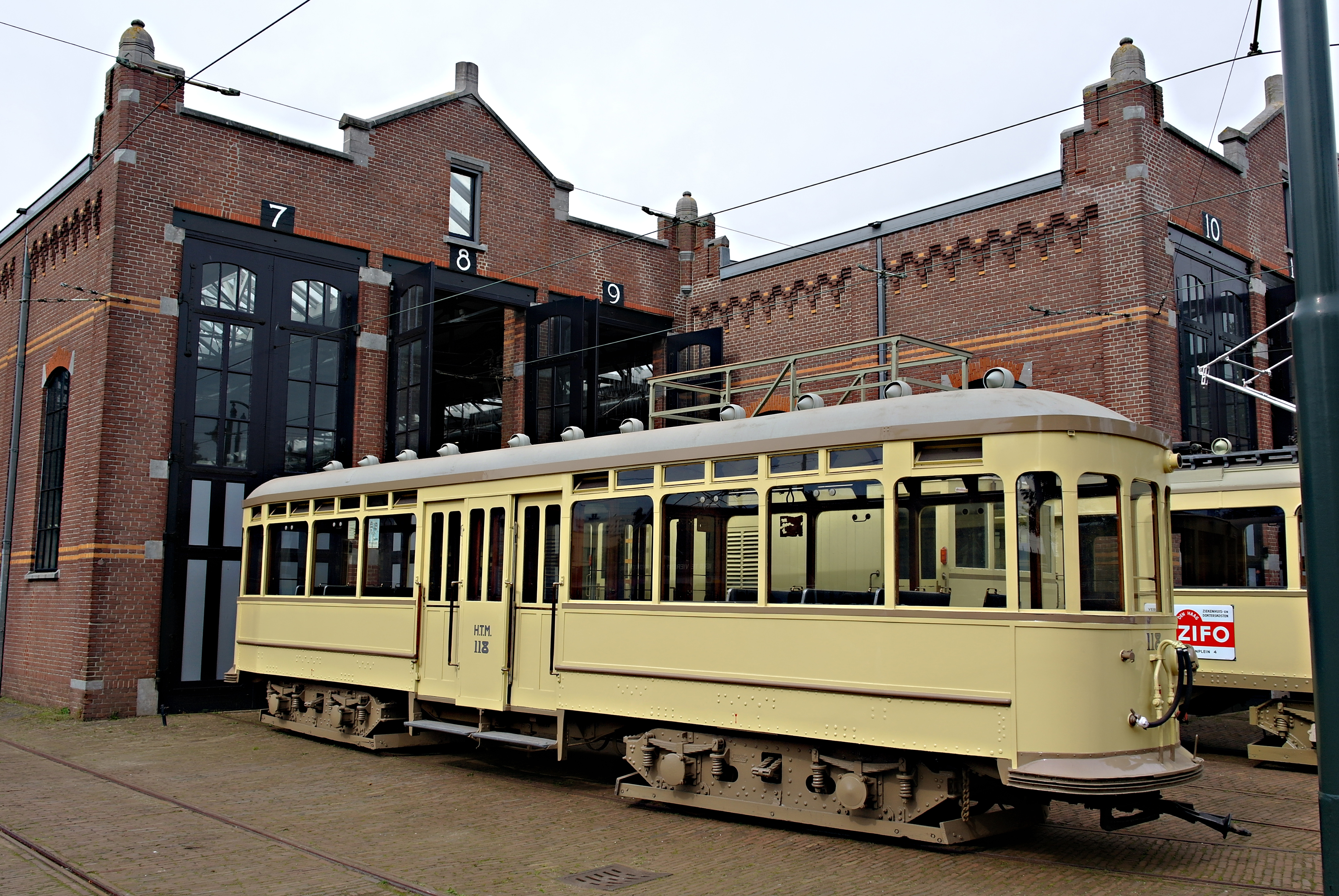
Aanhangwagen 118 (bouwjaar 1924), een zogenaamde 'Salonwagen', jarenlang een van de boegbeelden van de Gele Tram.
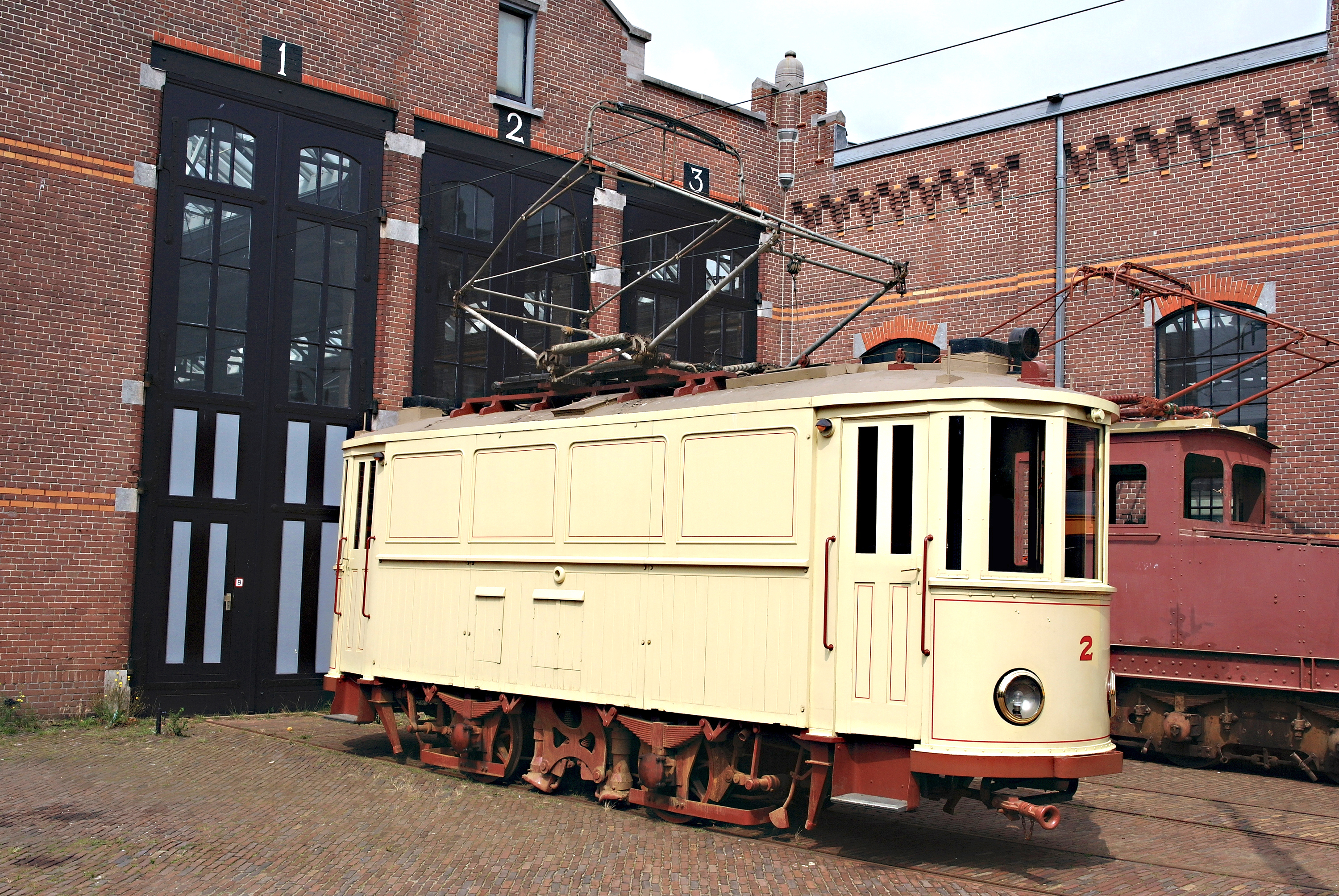
Railreiniger 2 voor de remise Frans Halsstraat.
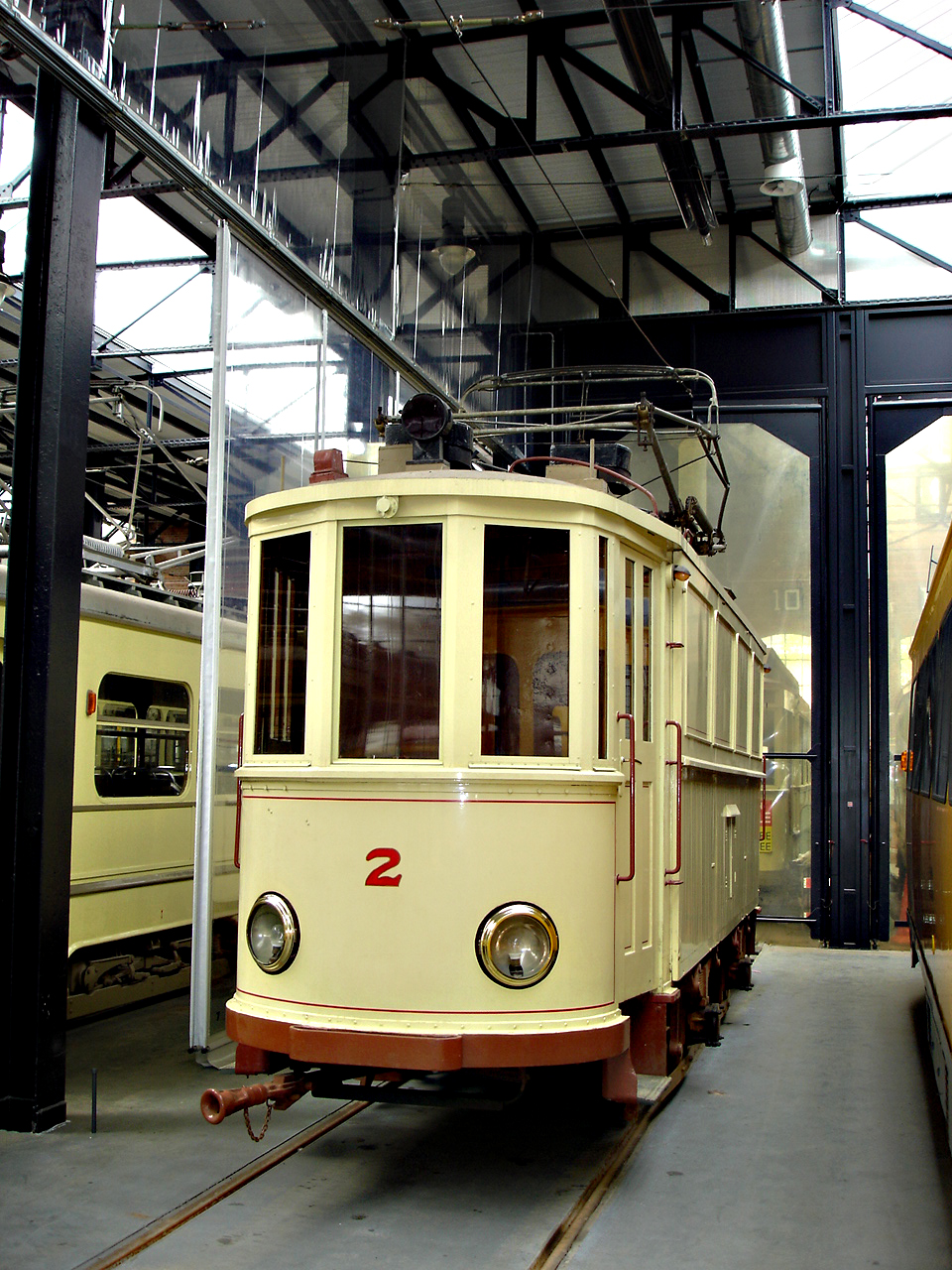
Railreiniger 2 heeft in de winter 2009-'10 nog dienstgedaan om sneeuw van de rails te ruimen.
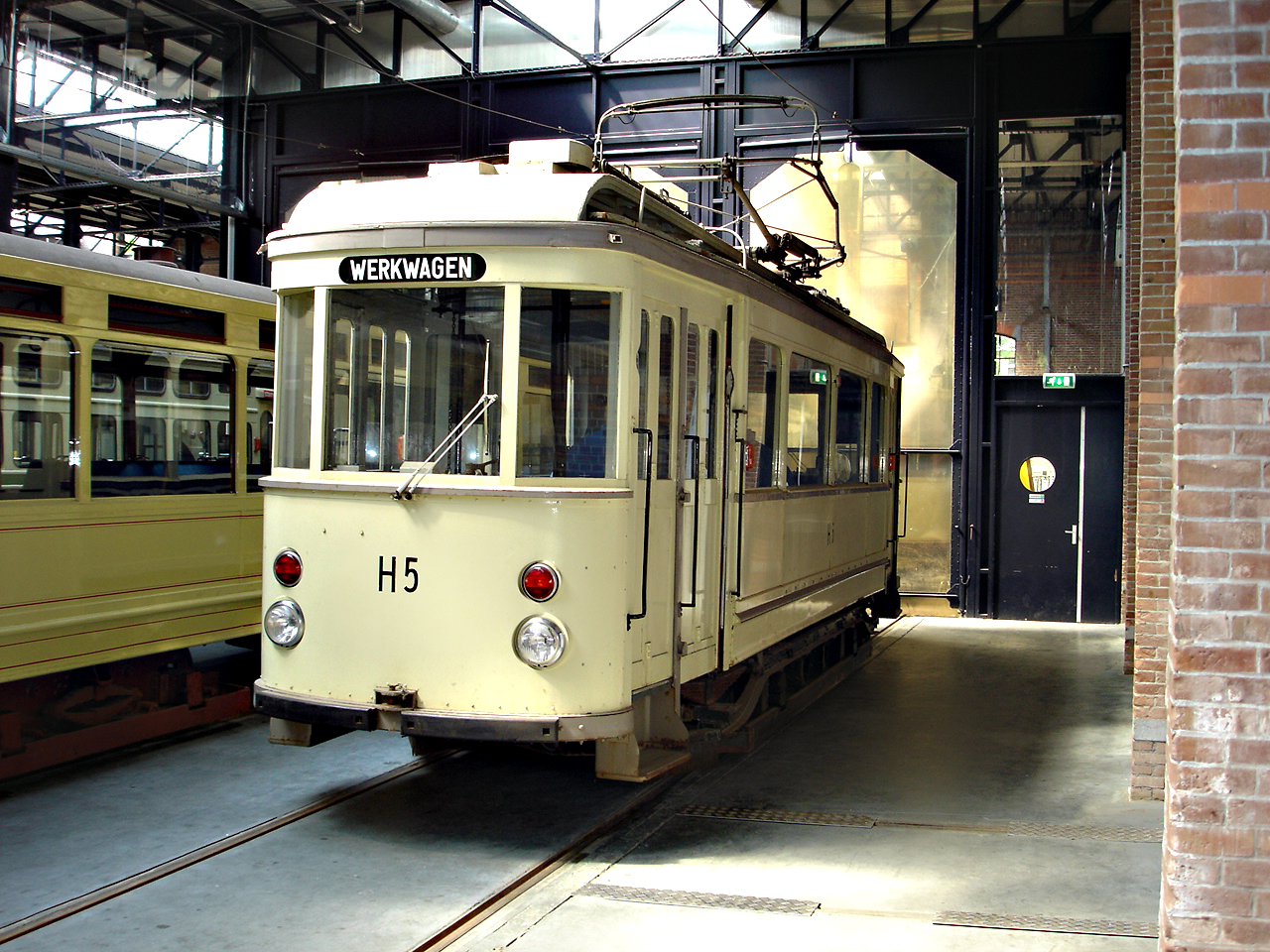
Pekelmotorwagens H5, ex-motorwagen 295 (serie 290-299), wordt mogelijk ooit gerestaureerd in een uitvoering als in de jaren vijftig.
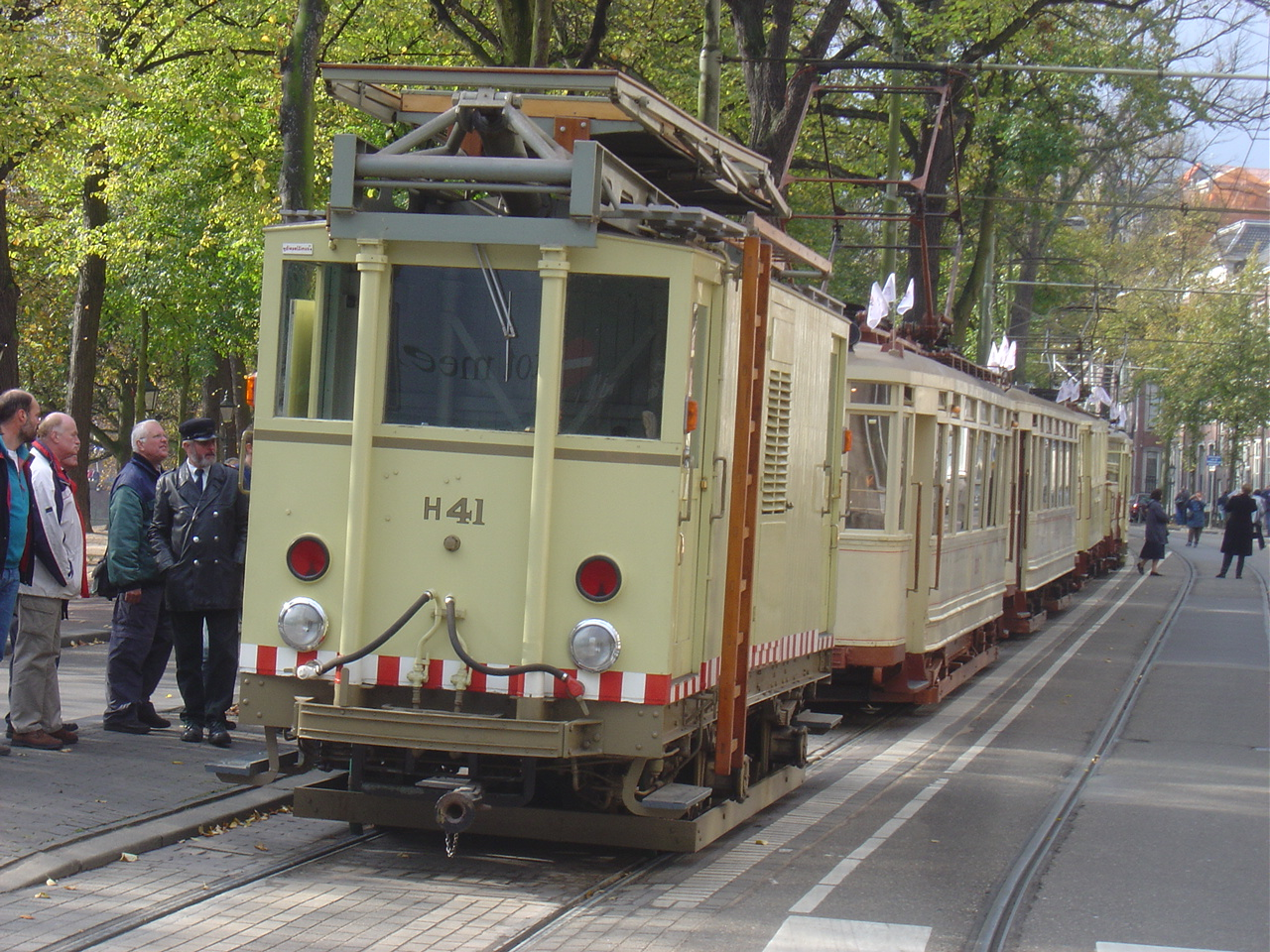
'Dieseltinus' (H41), een op dieseltractie rijdende werkwagen voor werk aan de bovenleiding.
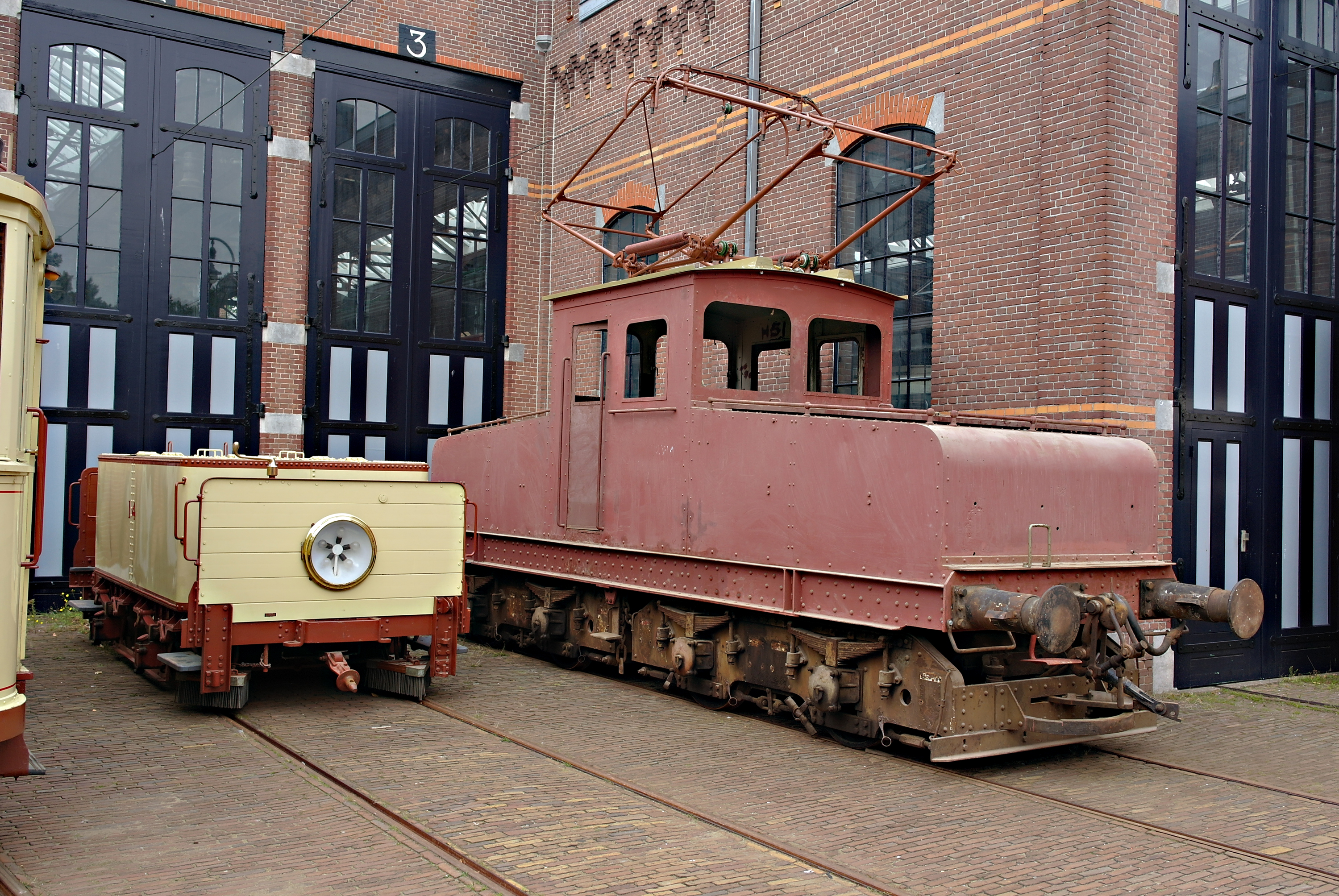
Goederenlocomotief 2310 (in de menie) gebouwd in 1927 voor het goederenvervoer op lijn 11 naar de Duinstraat in Scheveningen. Nog in restauratie.
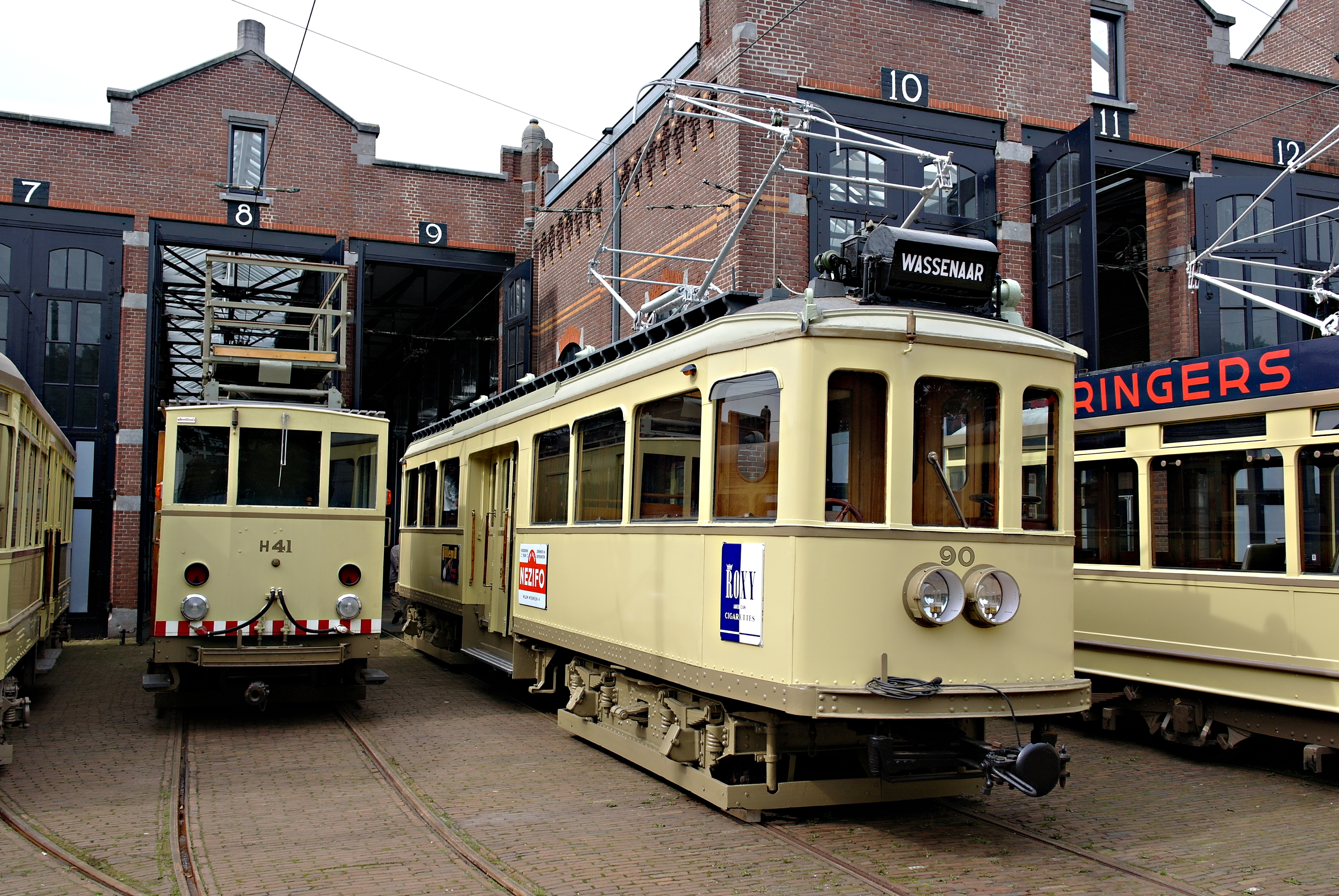
Motorwagen 90 is geen officiële Haagse museumtram, maar voor de manifestatie 'Retourtje Leiden' in 2011 door vrijwilligers van de Tramweg-Stichting weer in Haagse toestand gebracht om een Haagse 'Limburger' te kunnen tentoonstellen. In 2019 keerde hij terug naar Zuid-Limburg.

### Haagse museumtrams buiten Den Haag

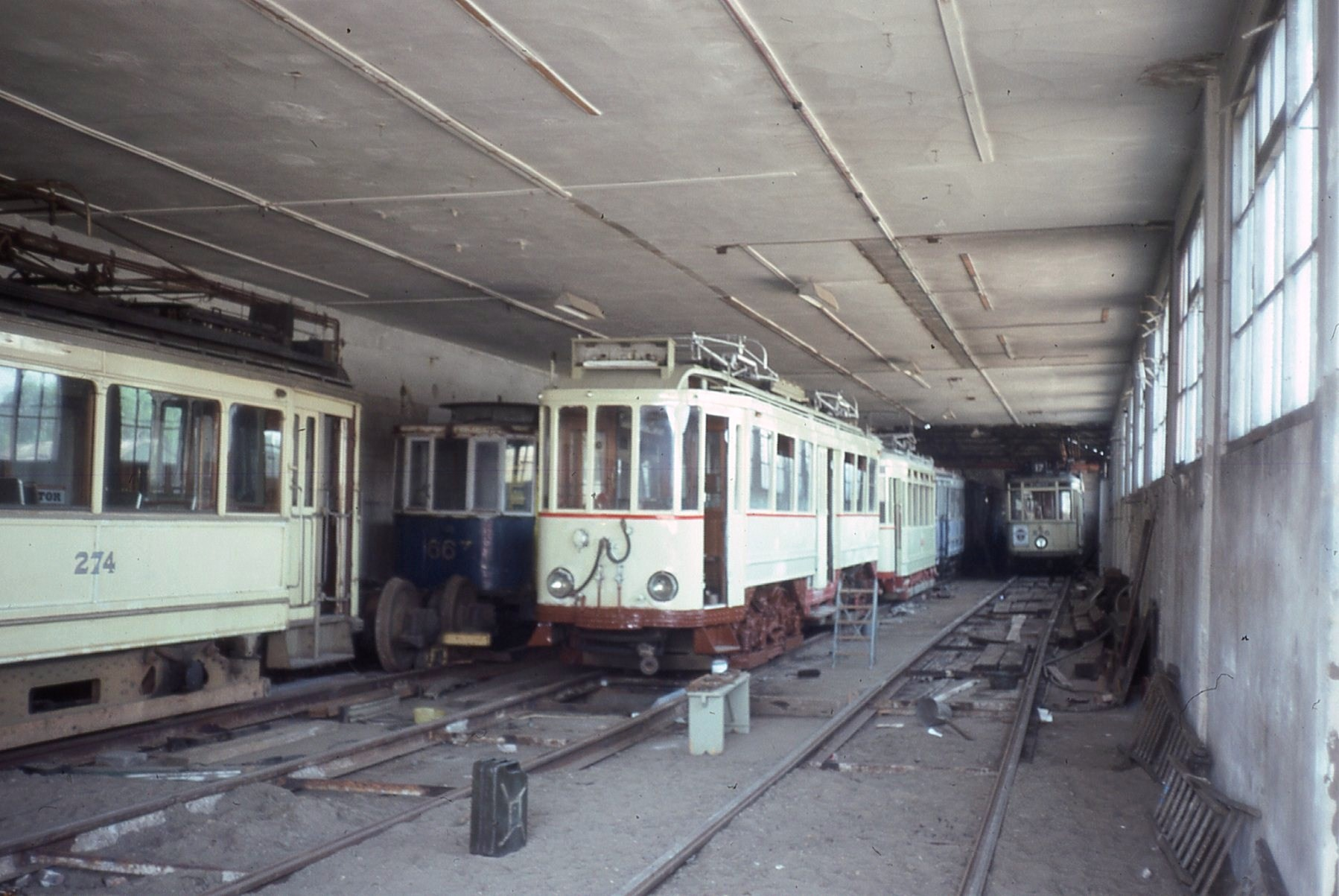
HTM 58 in de remise Karperweg van de Electrische Museumtramlijn Amsterdam; 1 juni 1976
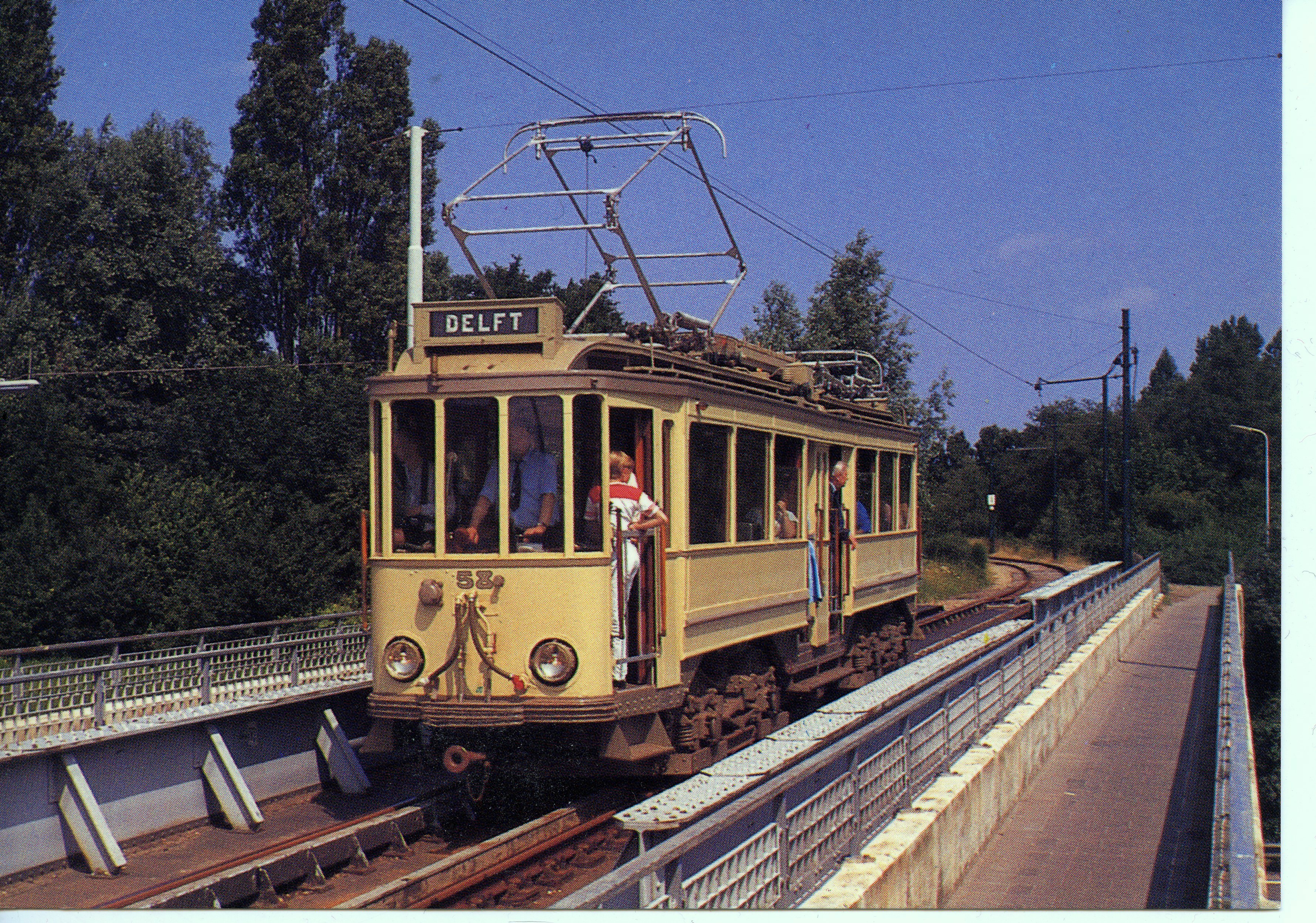
HTM 58 op het viaduct te Amstelveen van de Electrische Museumtramlijn Amsterdam; 29 juli 1984.
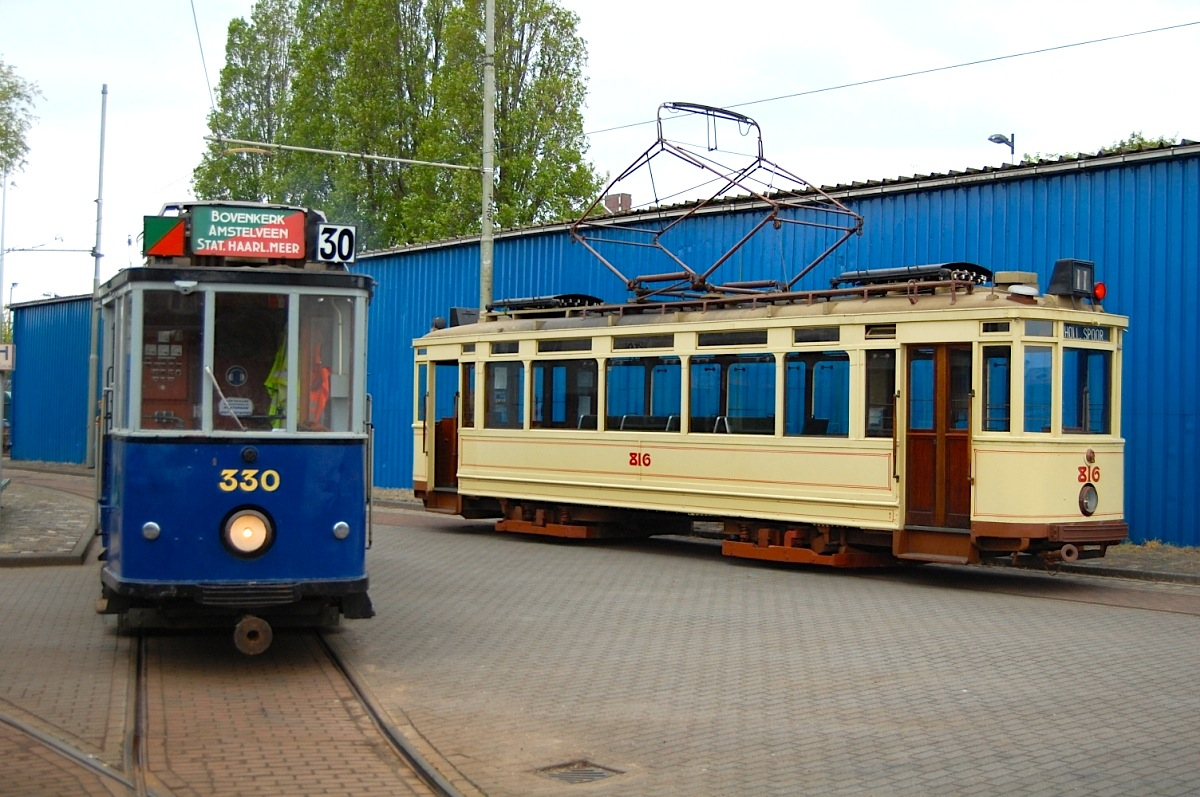
GVB 330 en HTM 816 bij de Electrische Museumtramlijn Amsterdam; 9 mei 2009.
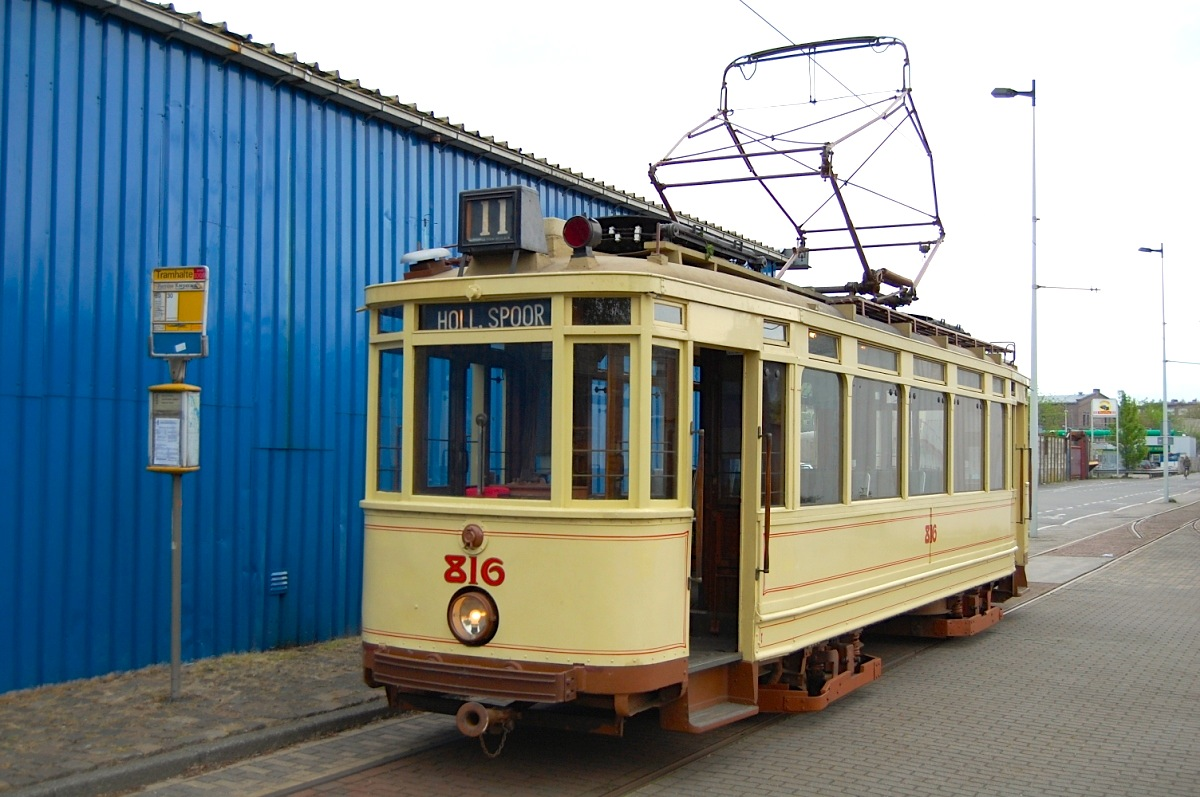
HTM 816 bij de Electrische Museumtramlijn Amsterdam; 9 mei 2009.
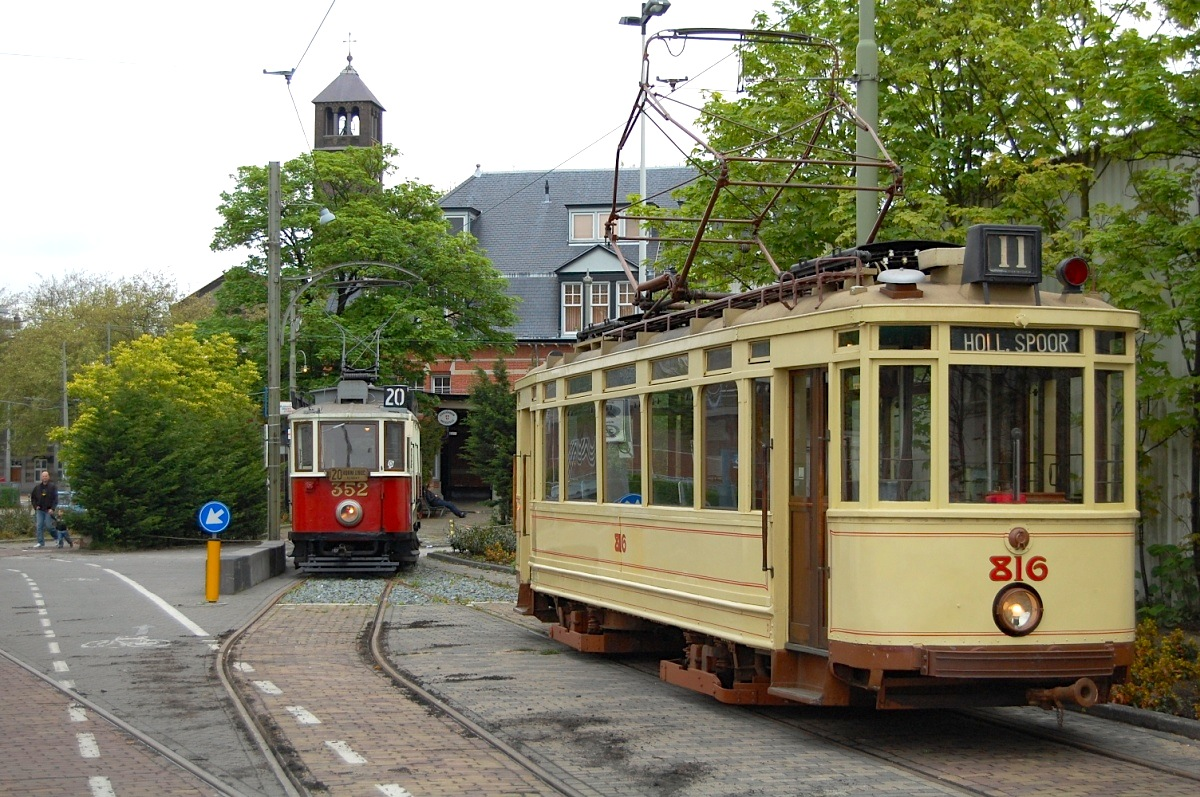
Praagse motorwagen 352 en Haagse motorwagen 816 bij het Haarlemmermeerstation.
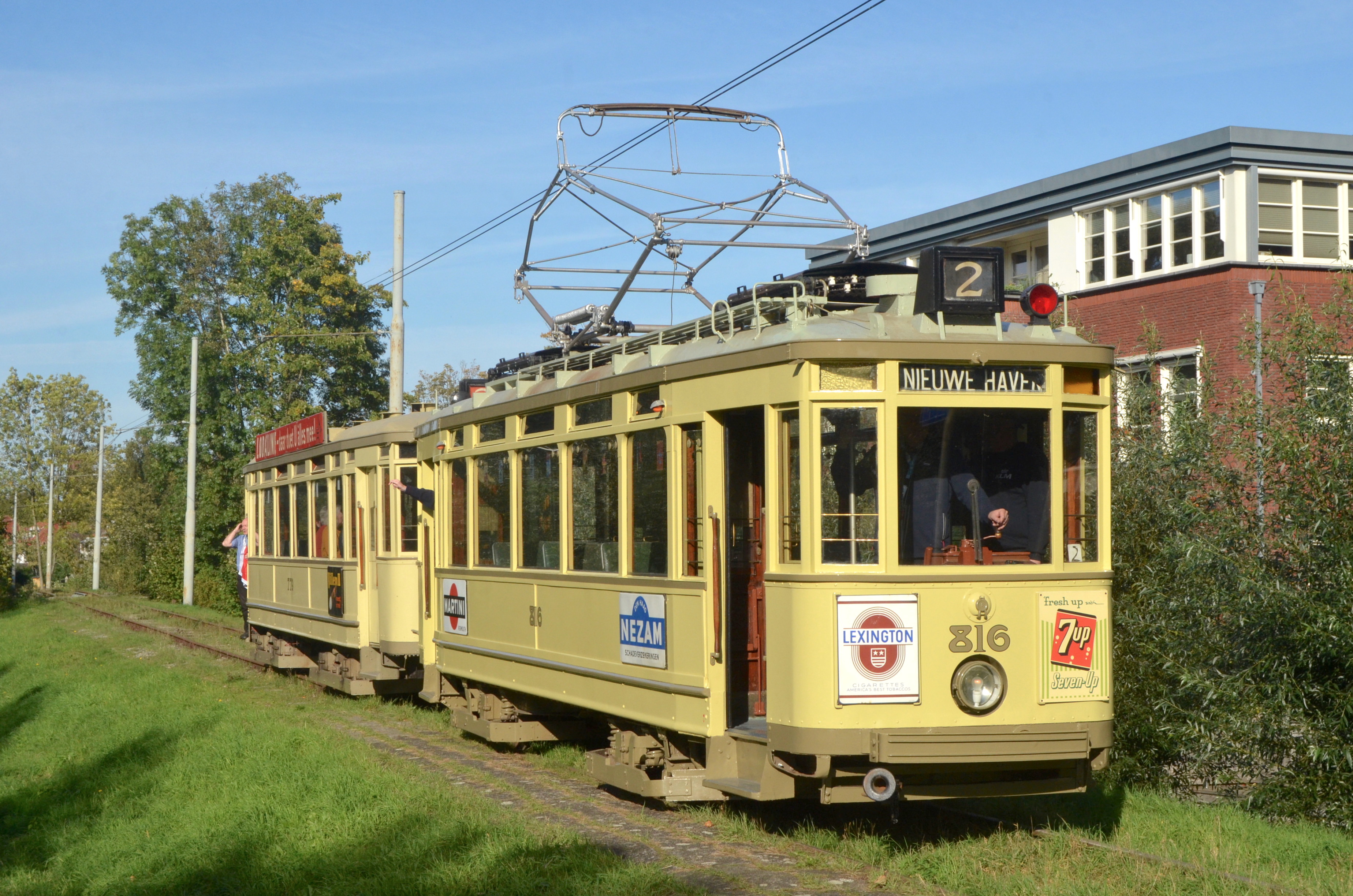
HTM 816 + 779 bij de Amsterdamseweg te Amstelveen; oktober 2022.
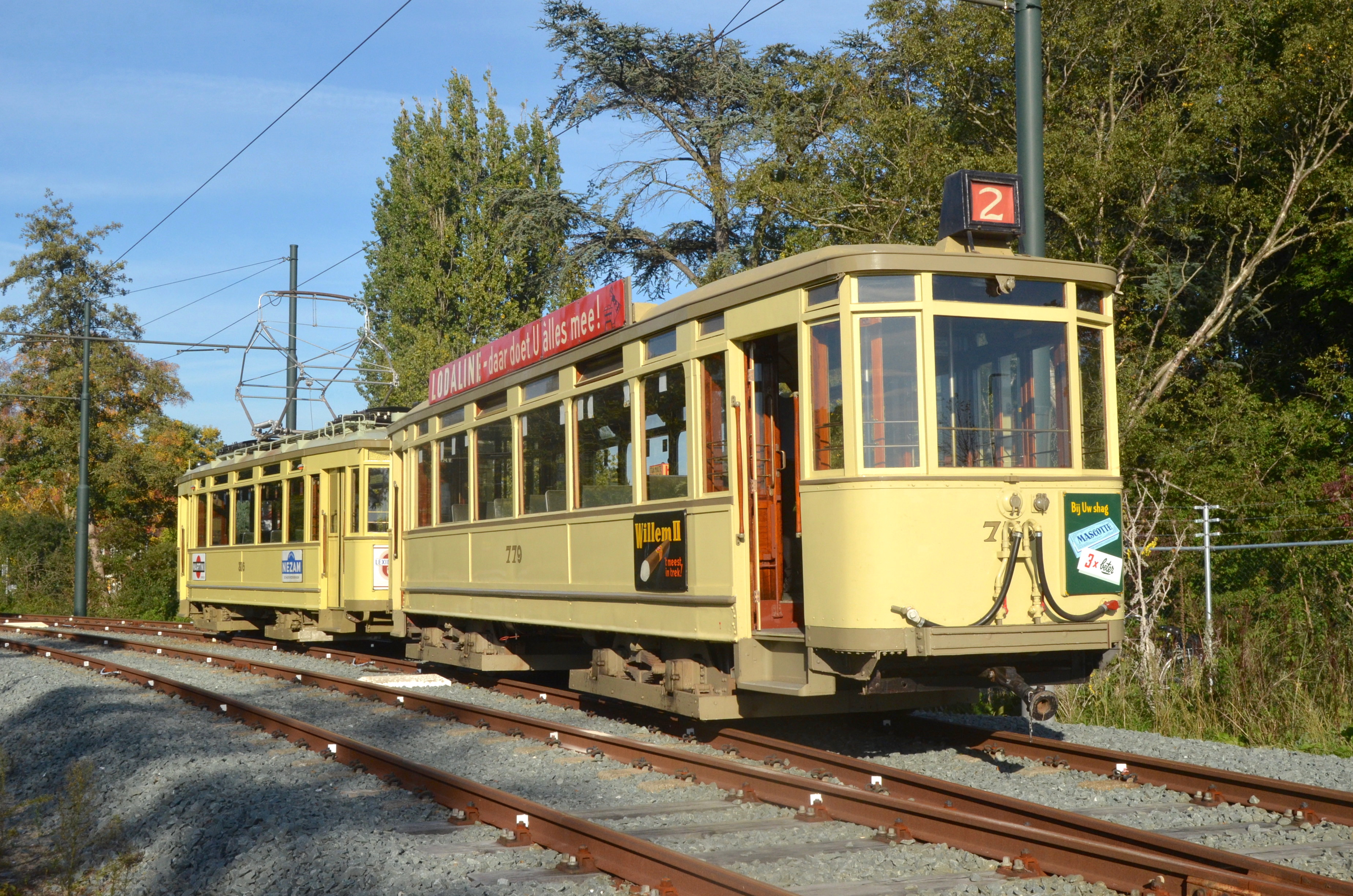
HTM 779 + 816 bij de Parklaan (wisselplaats) te Amstelveen; oktober 2022.
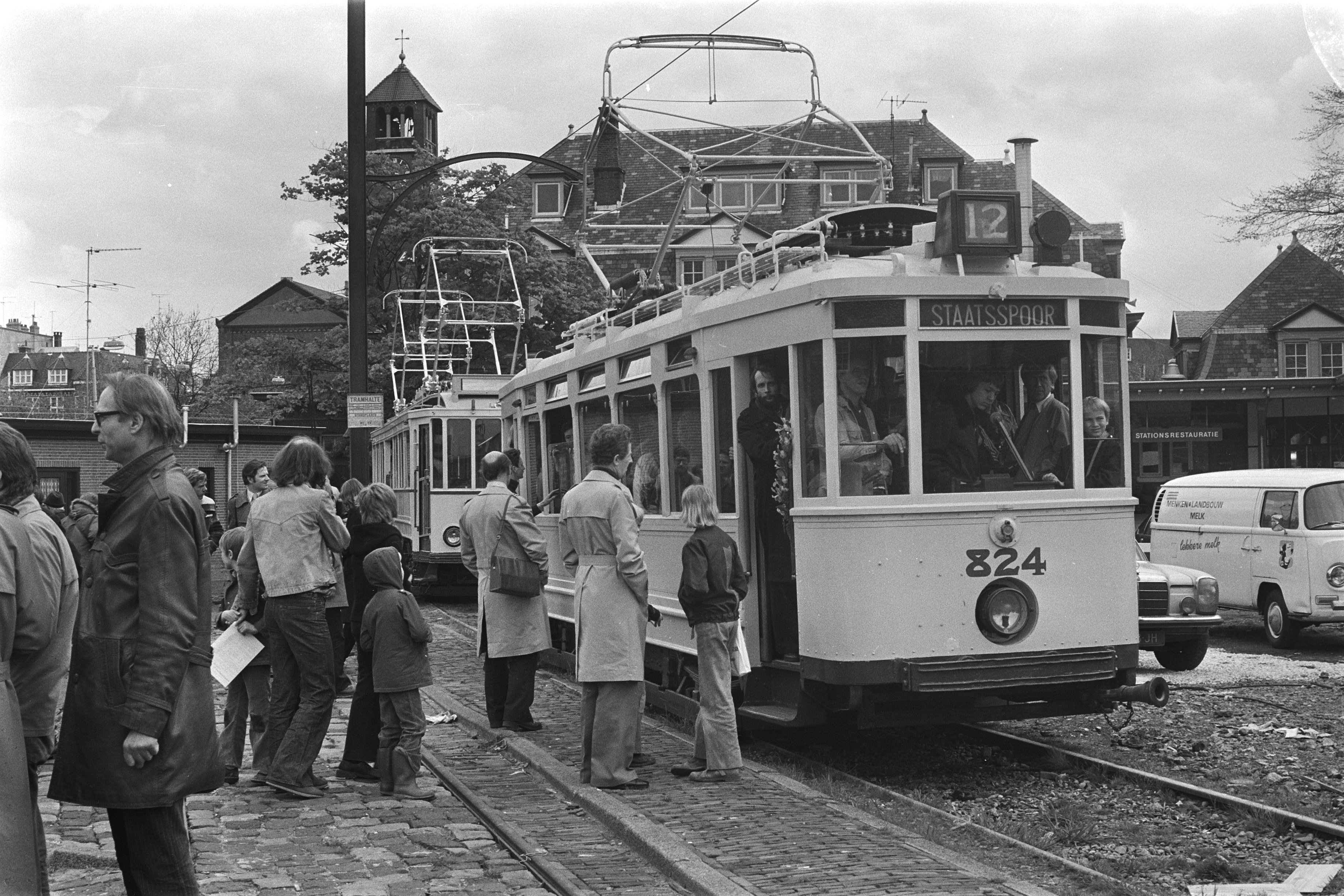
HTM 824 bij de Electrische Museumtramlijn Amsterdam; 14 mei 1977.
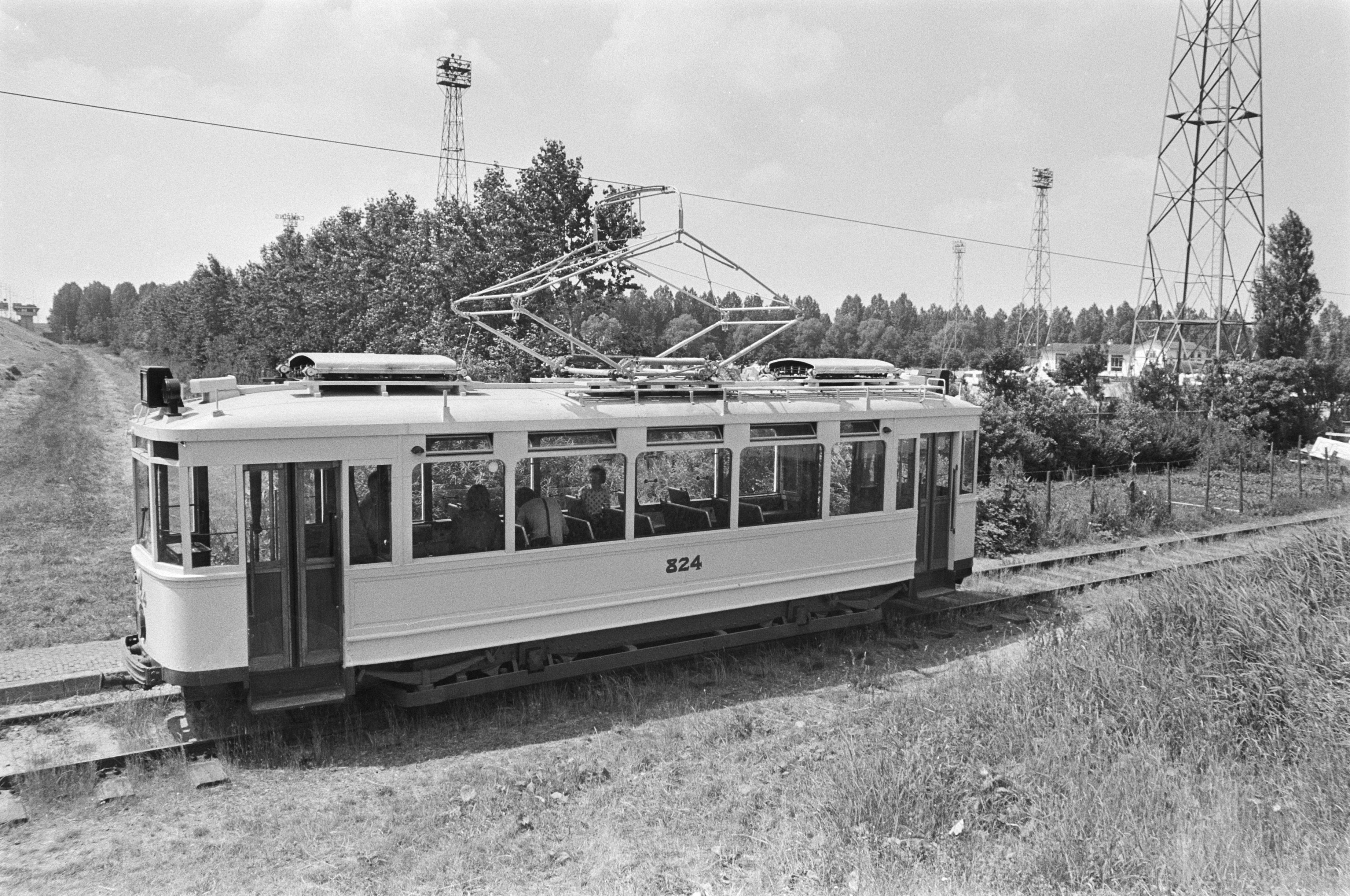
HTM 824 bij de Electrische Museumtramlijn Amsterdam; 6 juli 1977.
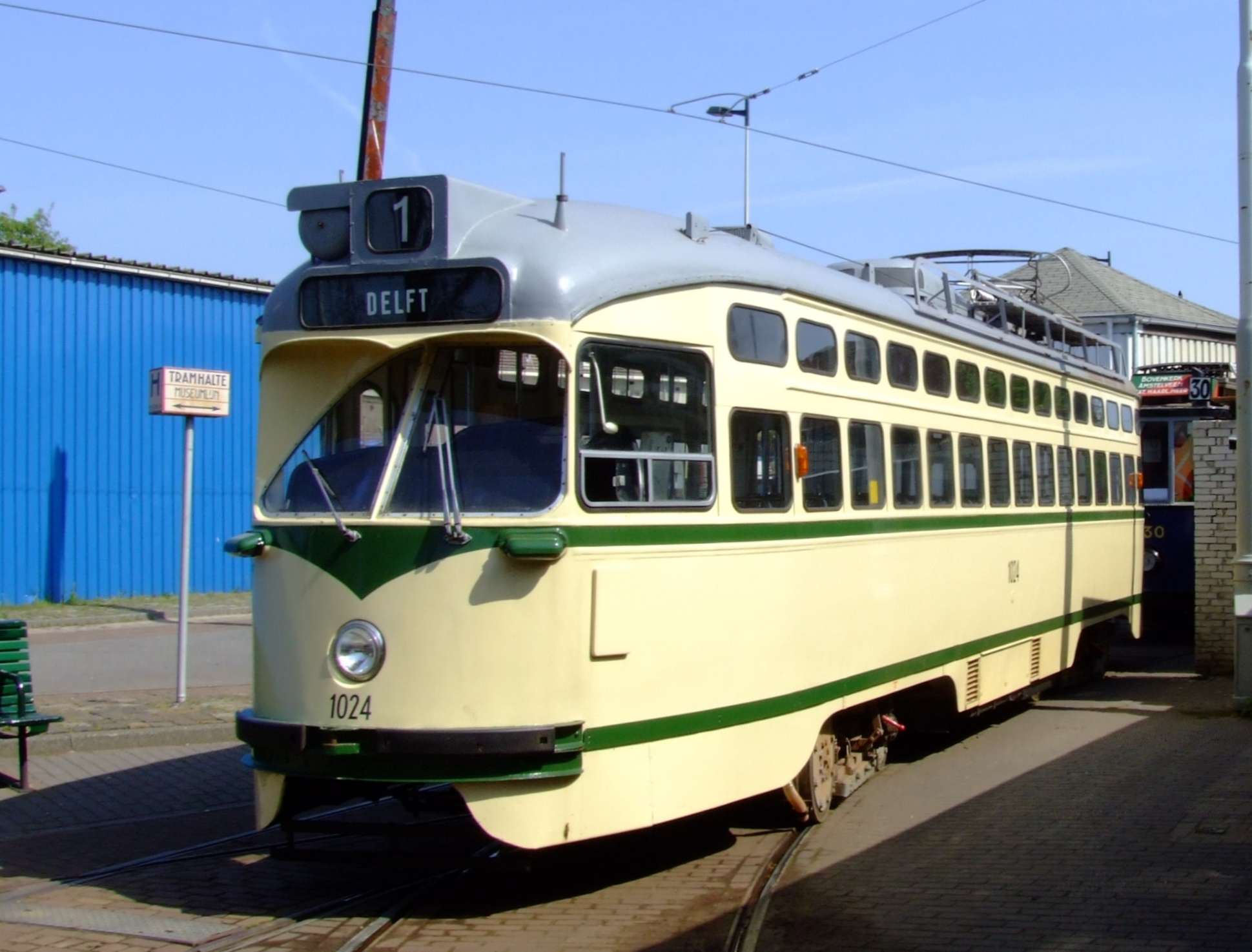
PCC-car HTM 1024 bij de Electrische Museumtramlijn Amsterdam; 4 mei 2008.
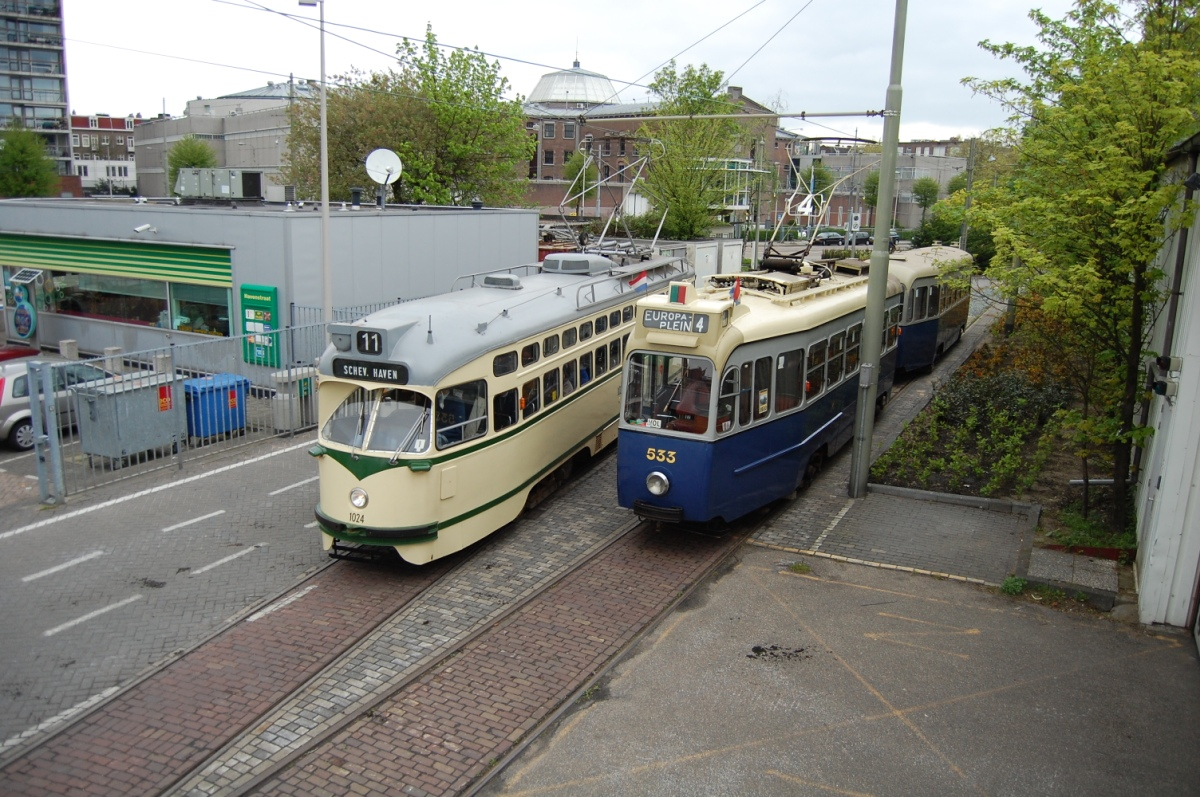
GVB 533 en HTM 1024 bij de Electrische Museumtramlijn Amsterdam; 9 mei 2009.
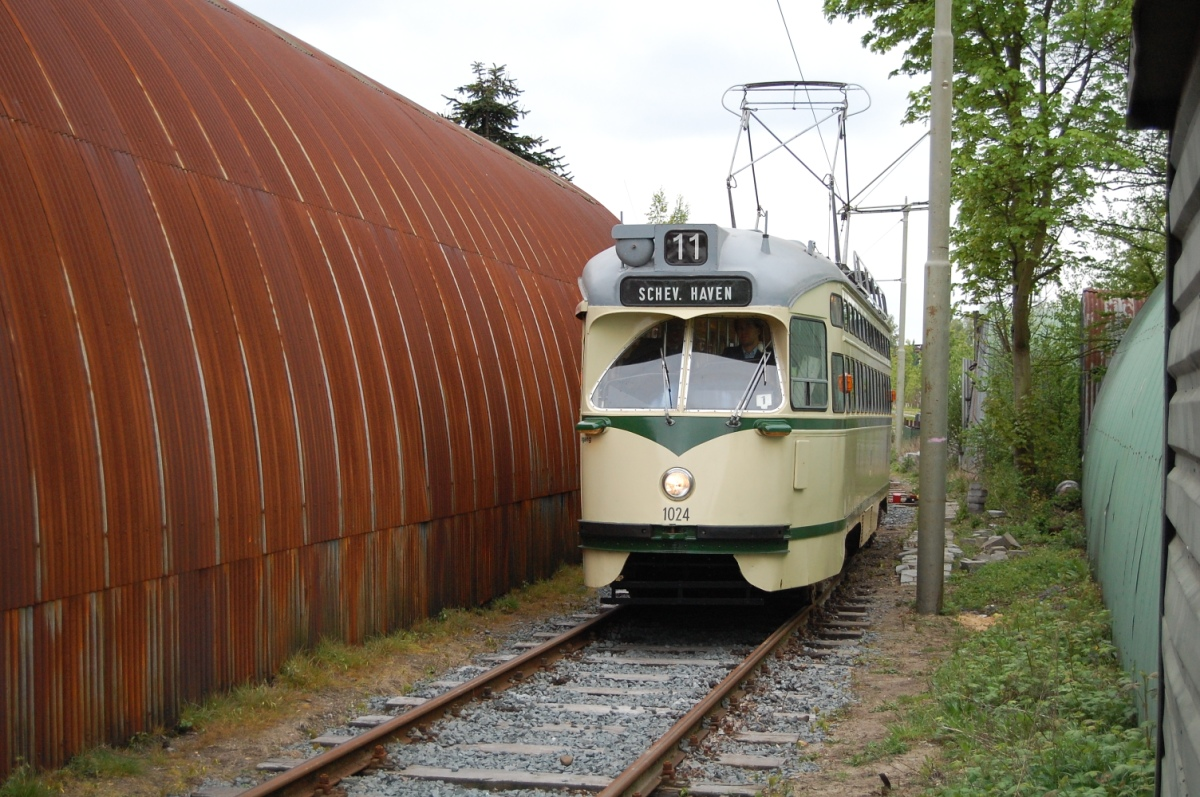
PCC-car HTM 1024 bij de Electrische Museumtramlijn Amsterdam; 9 mei 2009.
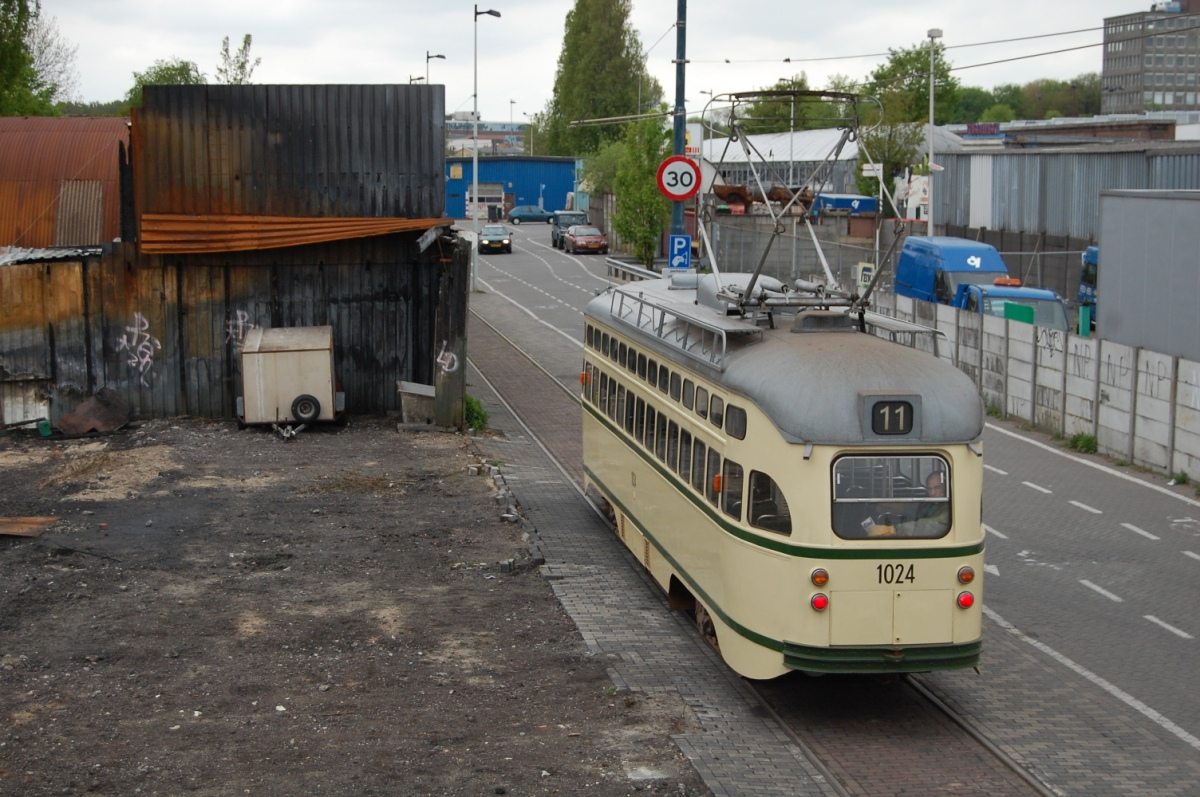
PCC-car HTM 1024 bij de Electrische Museumtramlijn Amsterdam; 9 mei 2009.
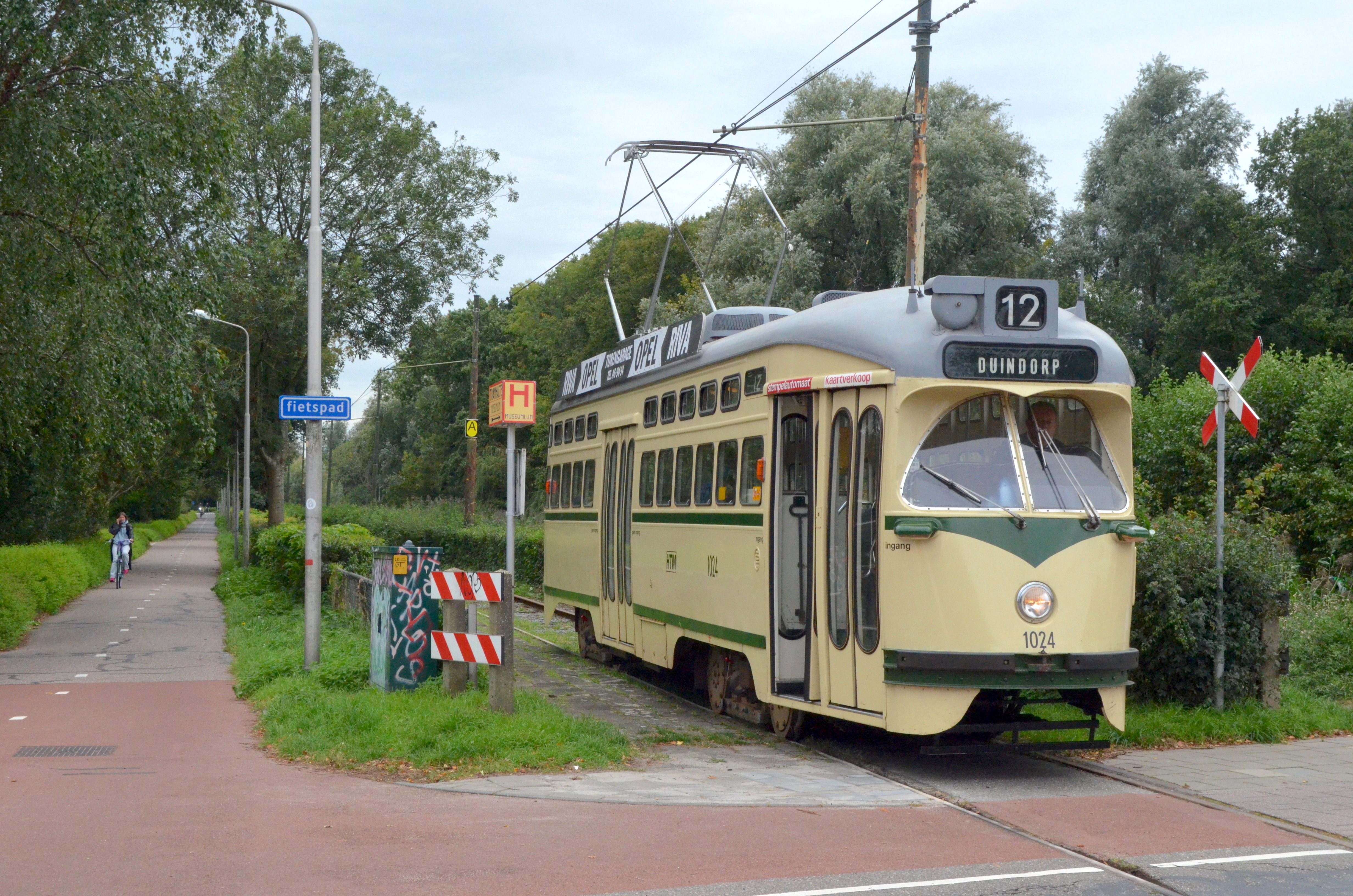
Haagse PCC-car 1024 bij de Molenweg te Amstelveen; september 2020.
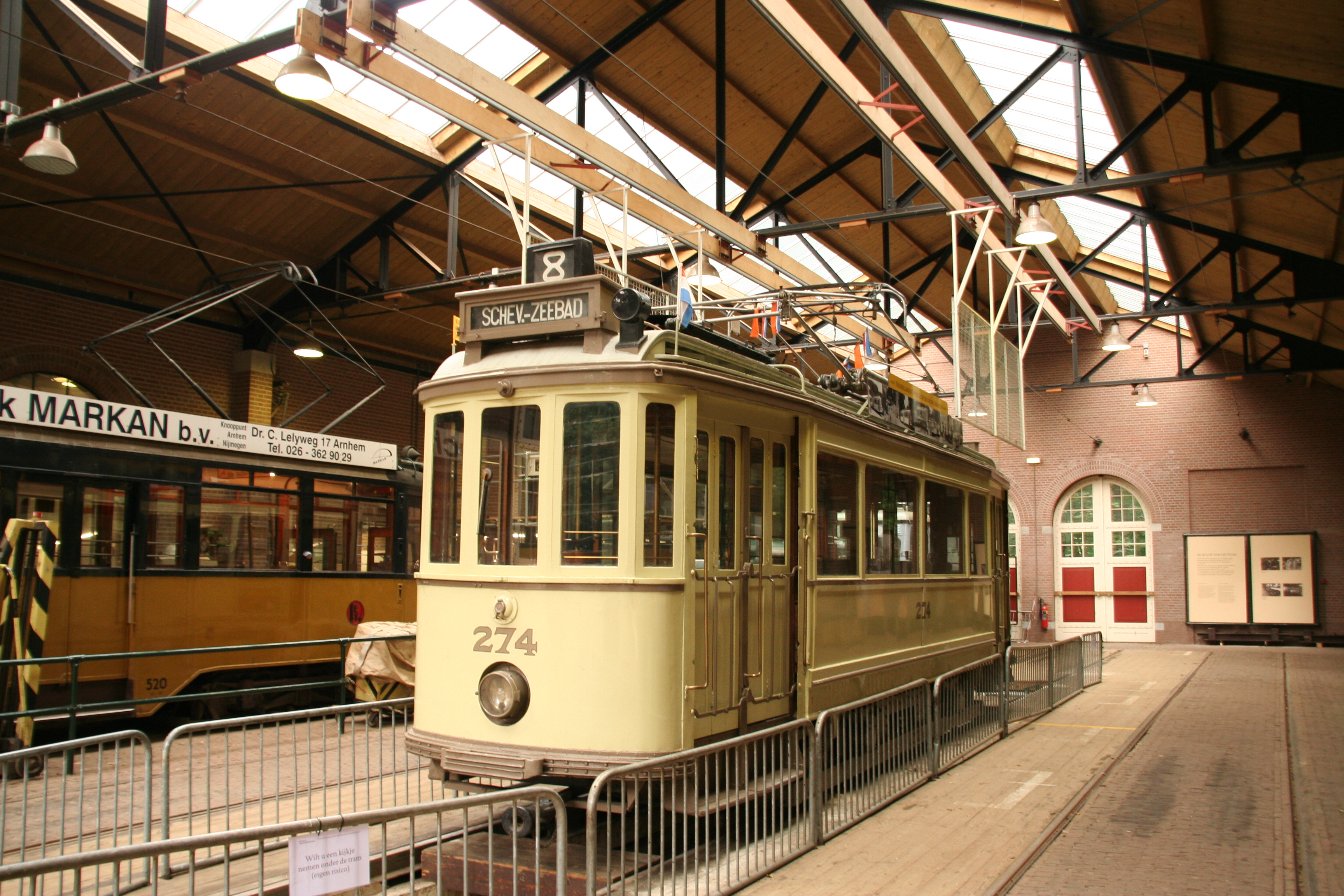
HTM 274 bij de Tramlijn Nederlands Openluchtmuseum te Arnhem; 10 augustus 2006.
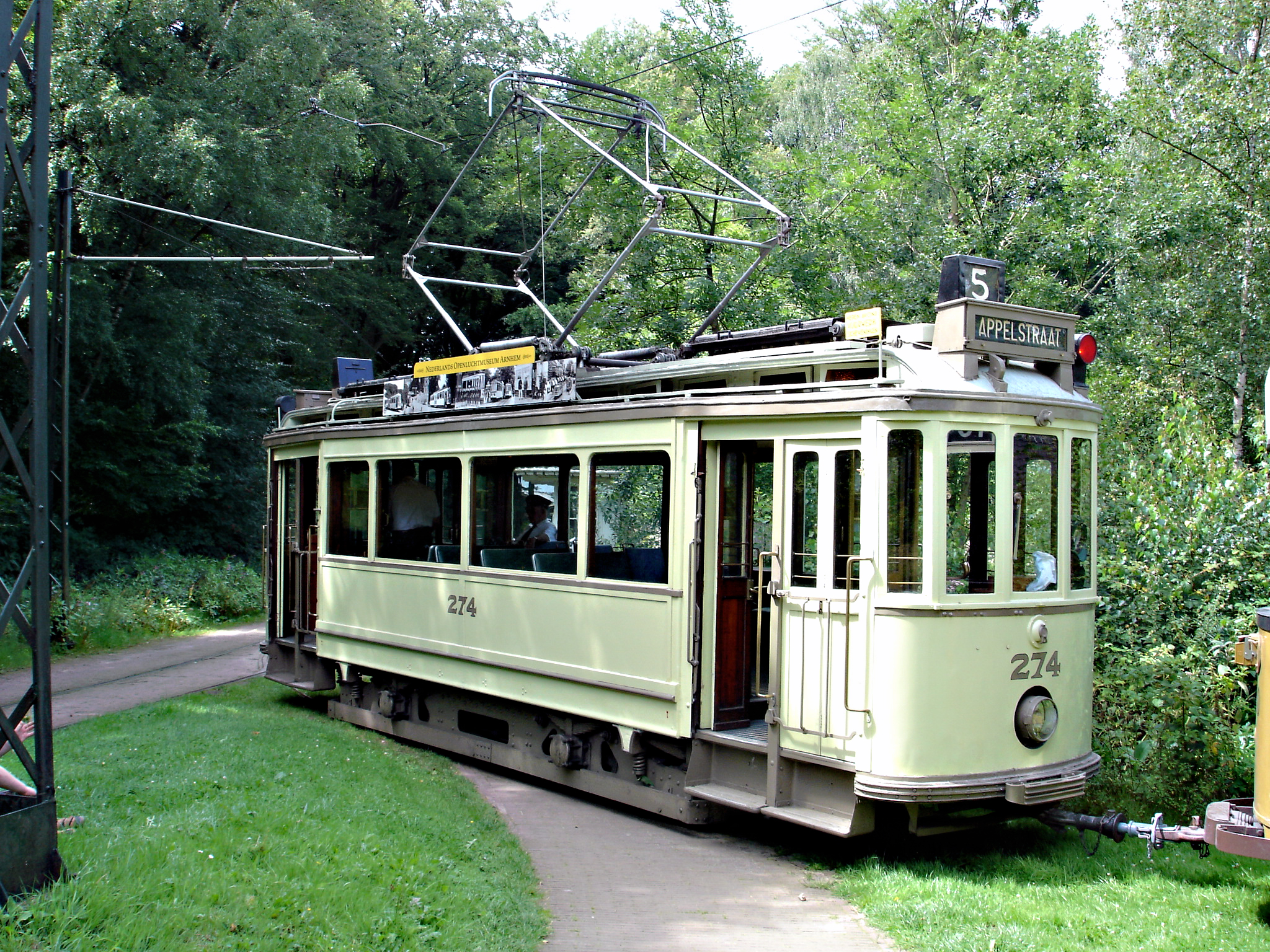
HTM 274 bij de Tramlijn Nederlands Openluchtmuseum te Arnhem; 1 augustus 2009.
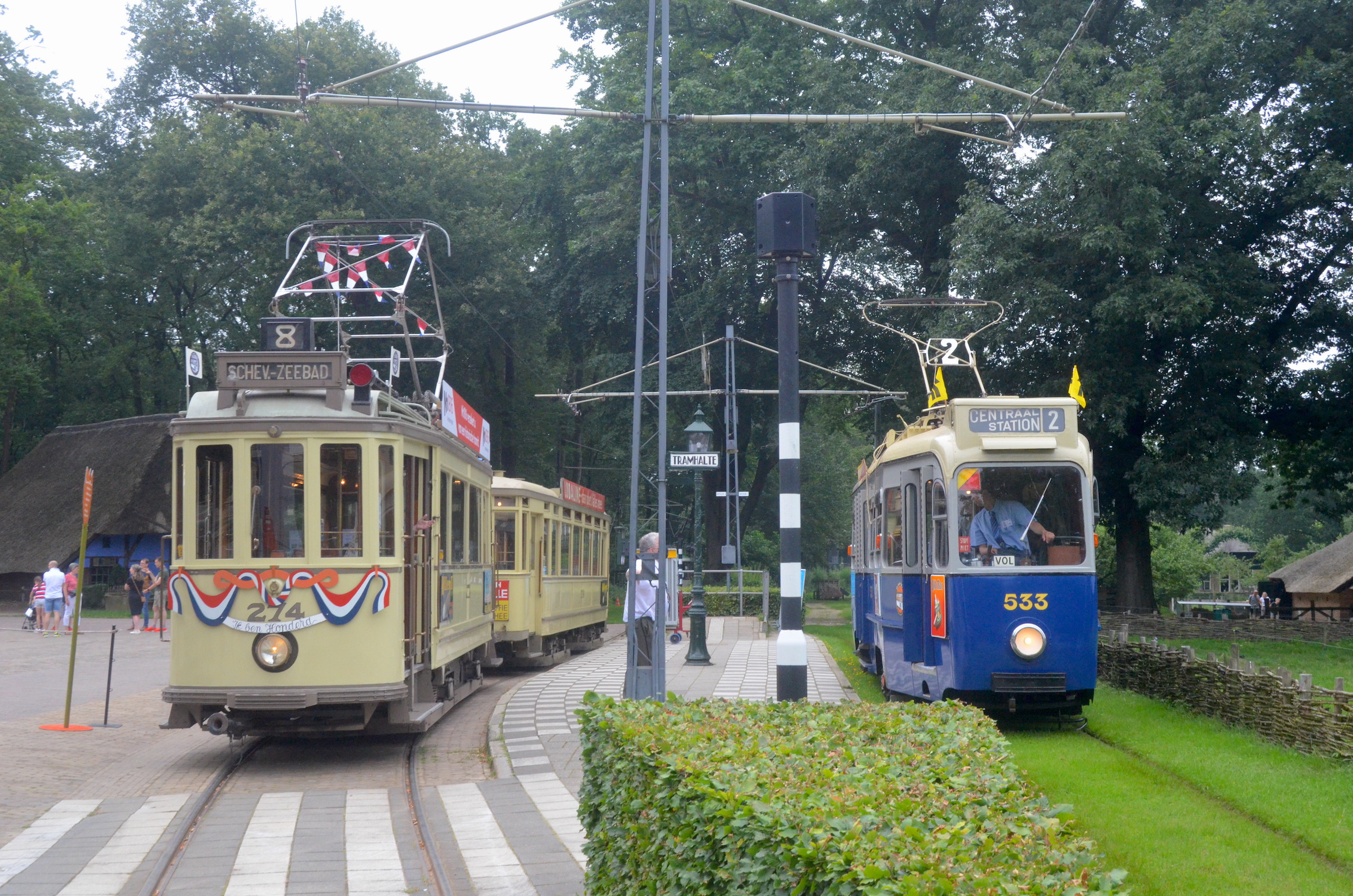
HTM 274 + 779 en GVB 533 bij de Tramlijn Nederlands Openluchtmuseum te Arnhem; 24 juli 2021.
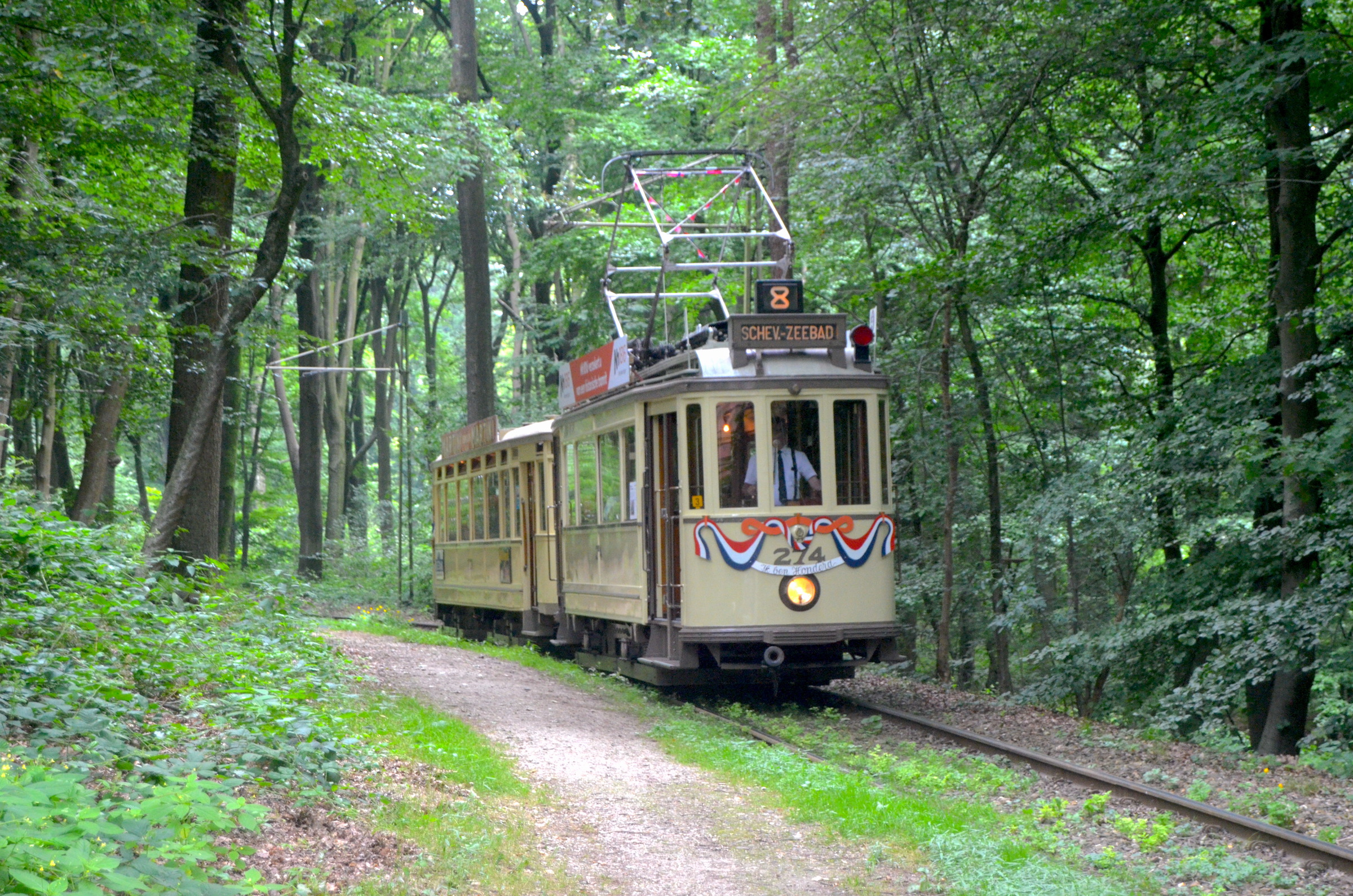
HTM 274 + 779 bij de Tramlijn Nederlands Openluchtmuseum te Arnhem; 24 juli 2021.
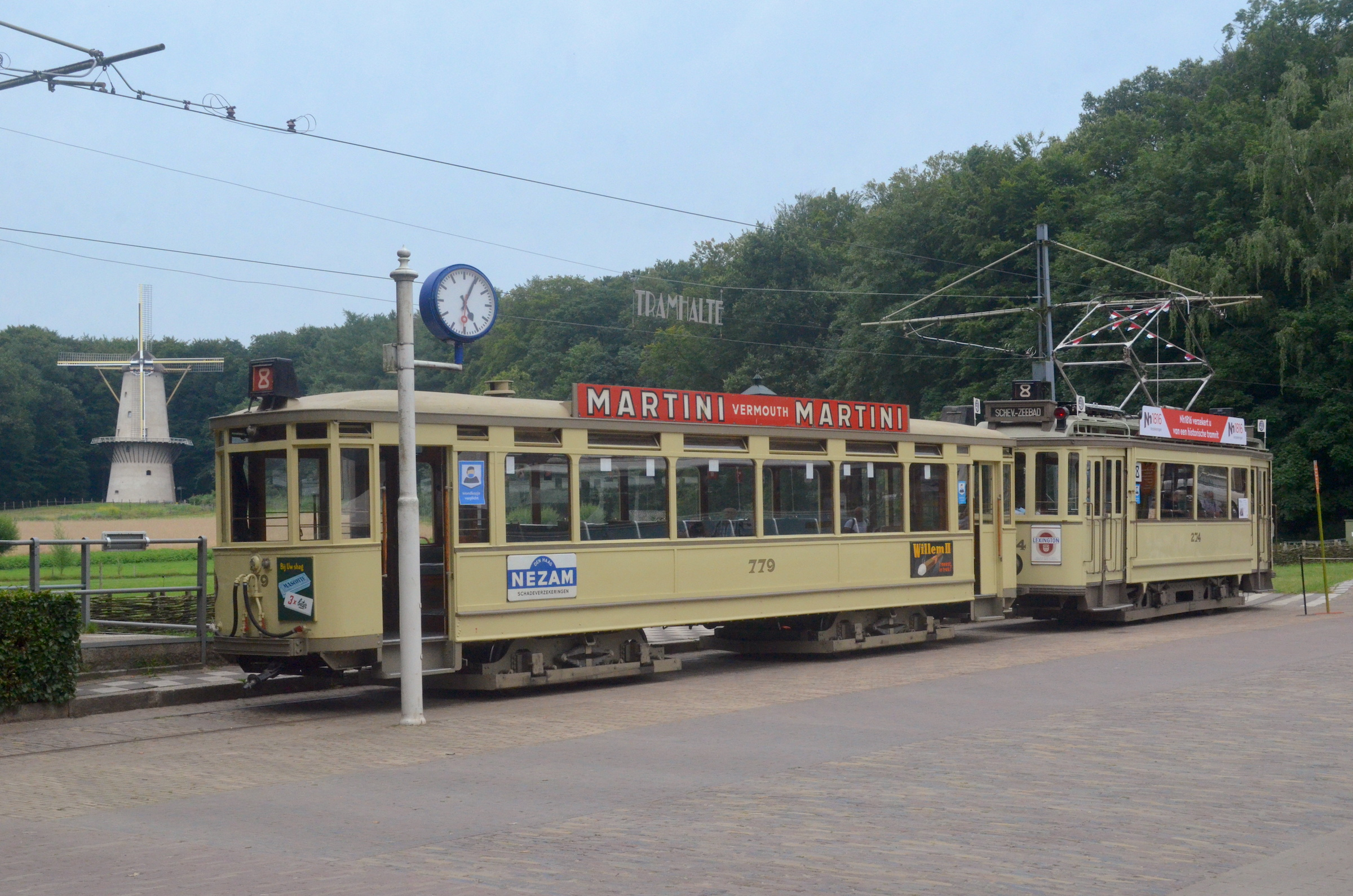
HTM 779 + 274 bij de Tramlijn Nederlands Openluchtmuseum te Arnhem; 24 juli 2021.
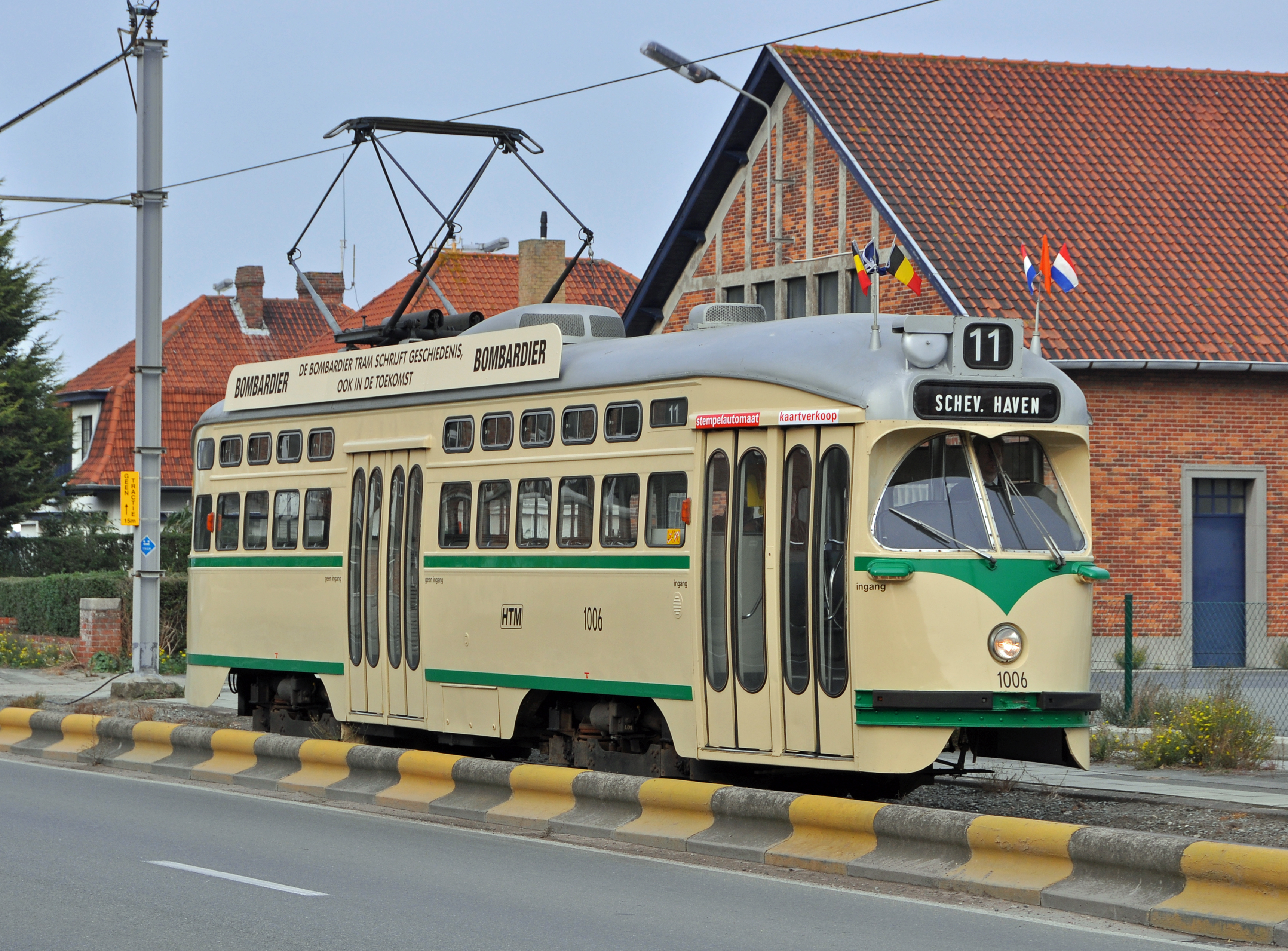
HTM 1006 bij de Kusttram in België; 29 oktober 2011.
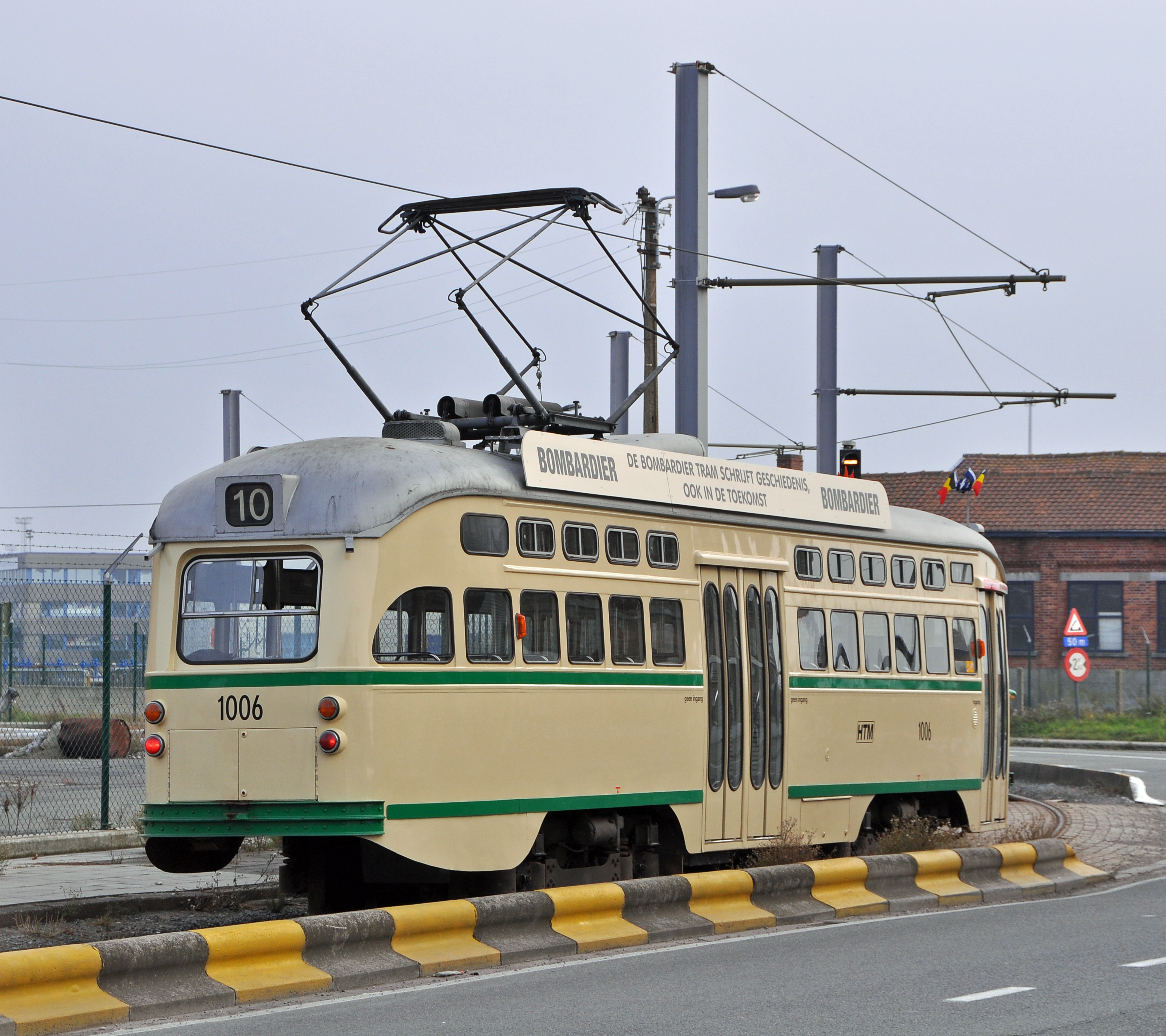
HTM 1006 bij de Kusttram in België; 29 oktober 2011.
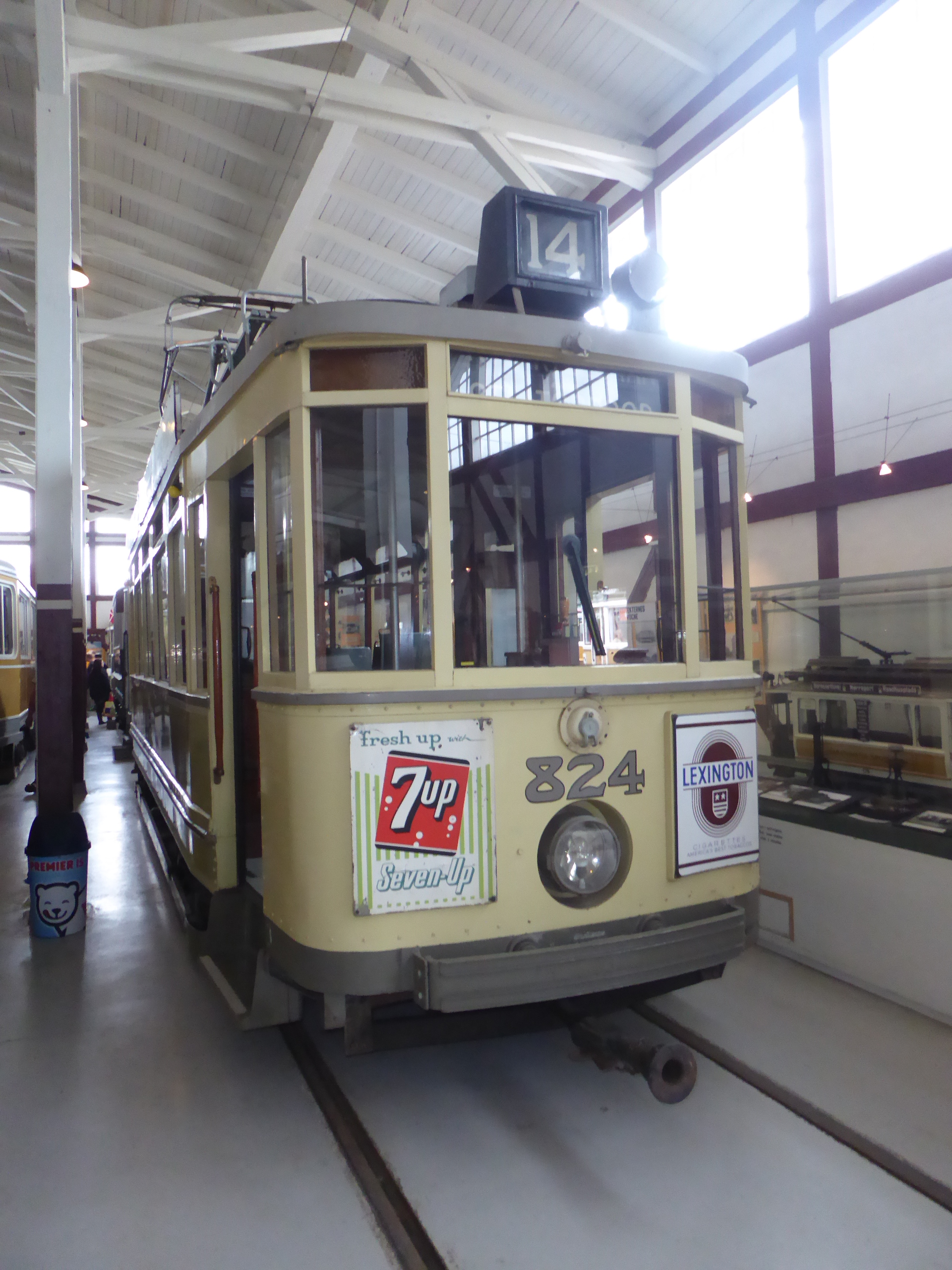
HTM 824 bij het Trammuseum Skjoldenæsholm in Denemarken; 30 juli 2016.
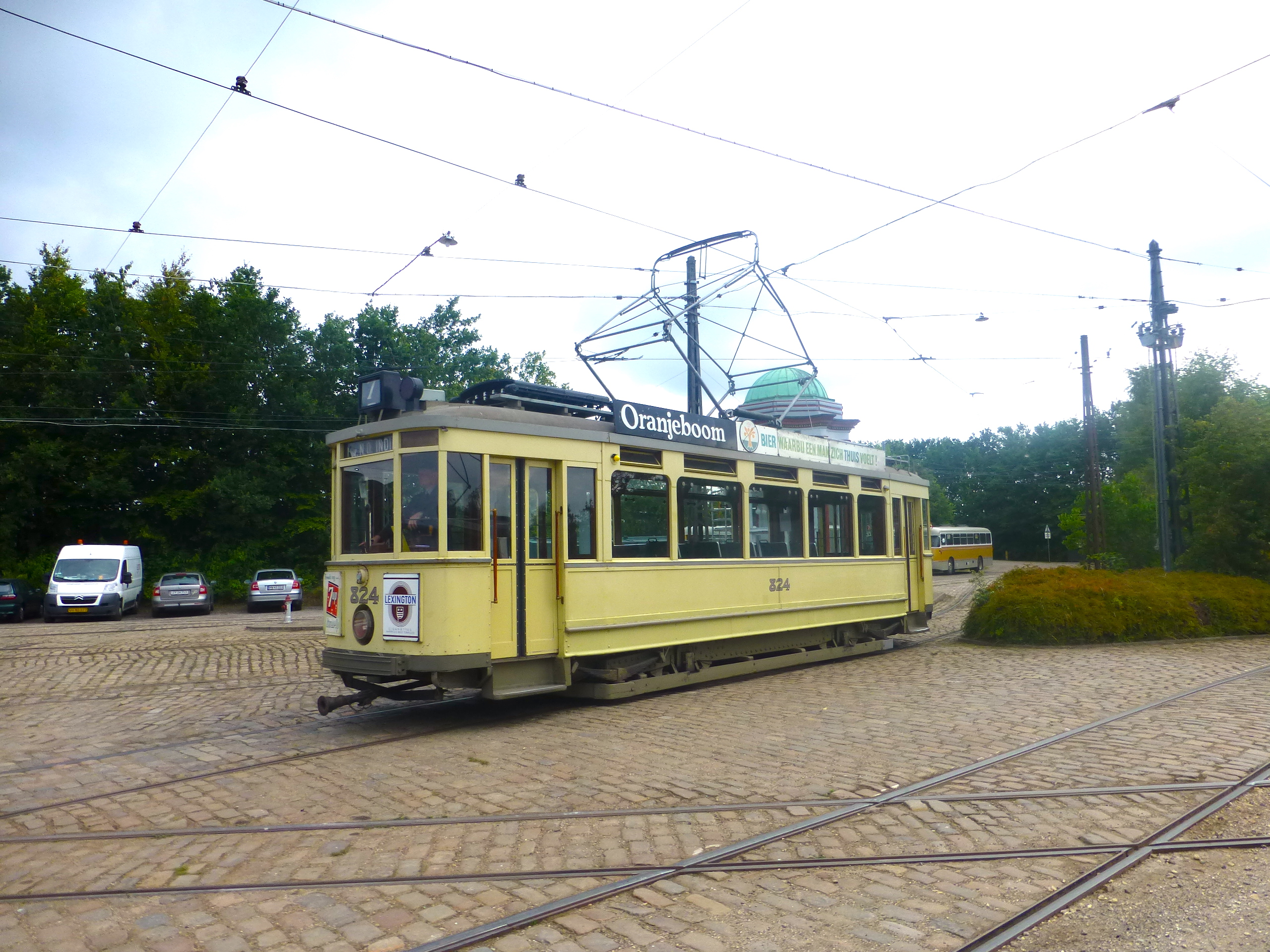
HTM 824 bij het Trammuseum Skjoldenæsholm in Denemarken; 31 augustus 2013.
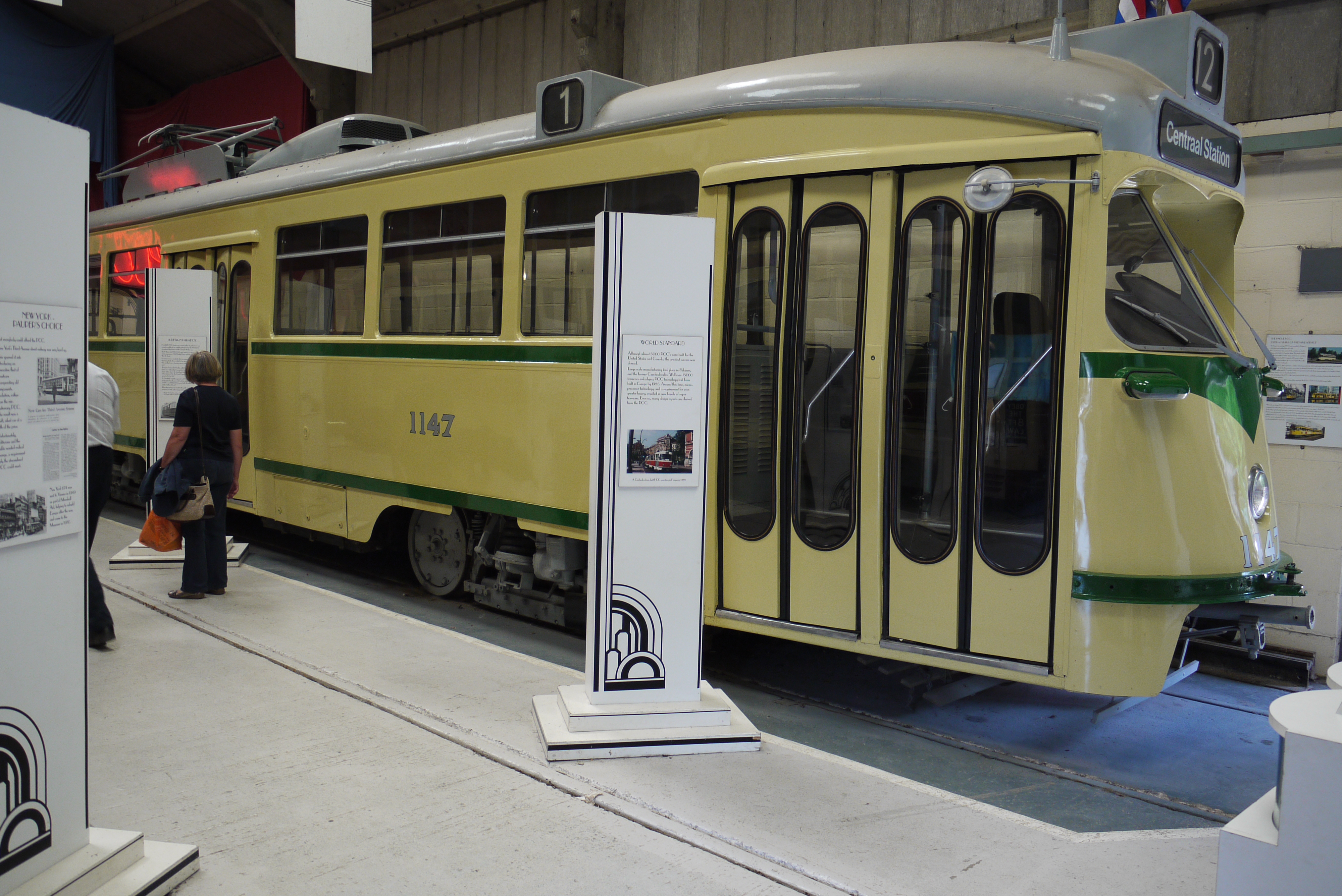
HTM 1147 bij het National Tramway Museum te Crich, Engeland; 8 augustus 2009.
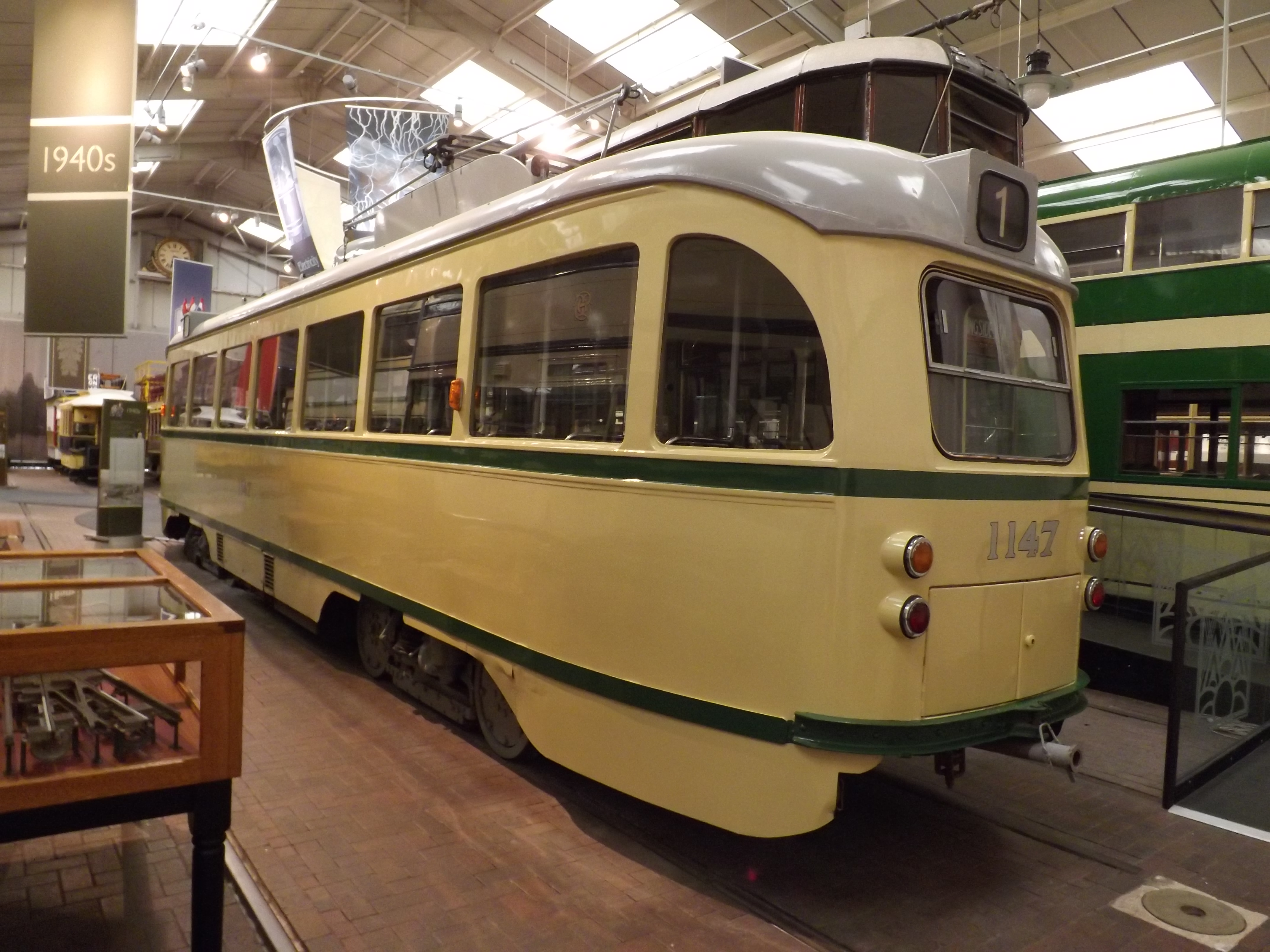
HTM 1147 bij het National Tramway Museum te Crich, Engeland; 8 augustus 2009.
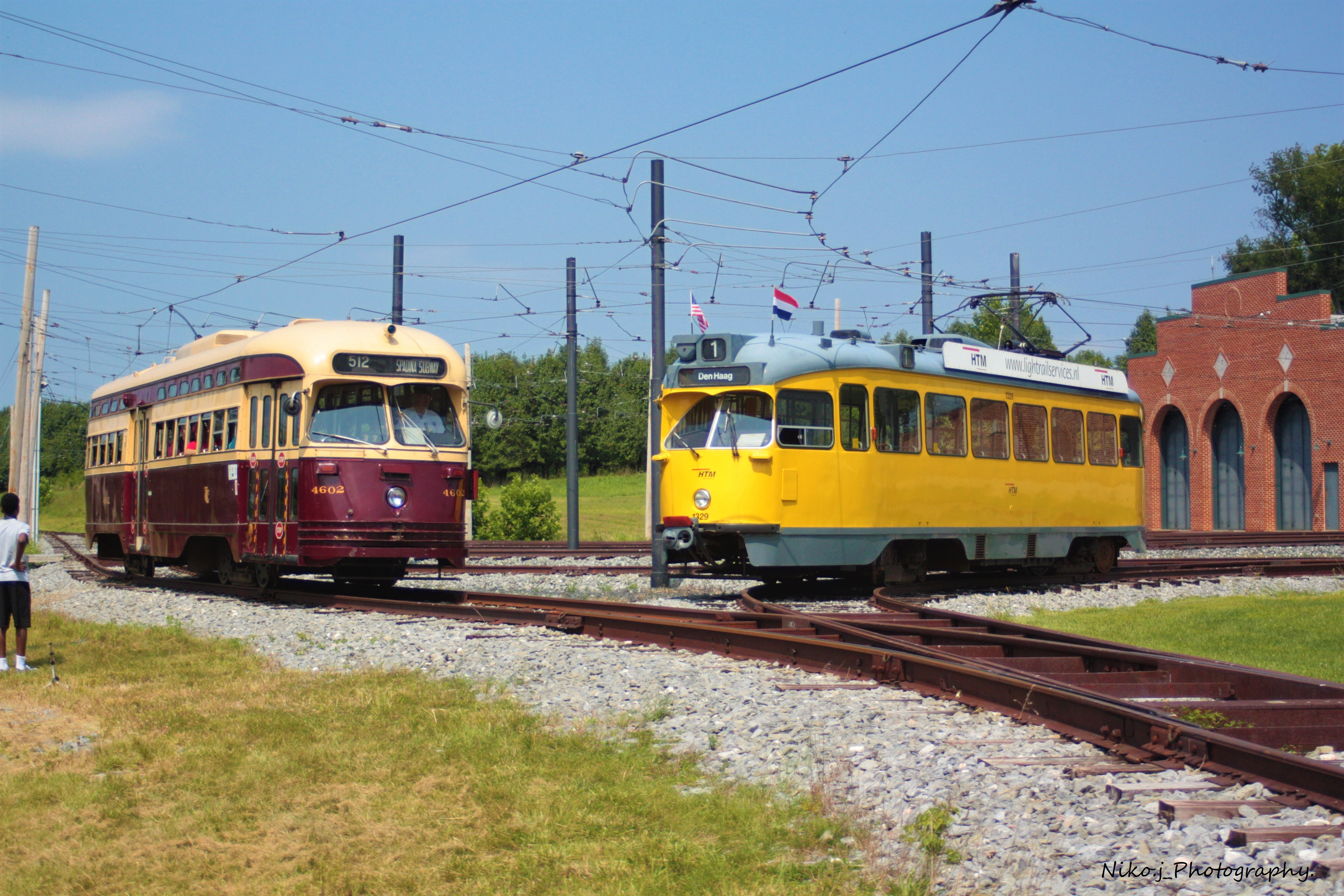
HTM 1329 bij het National Capital Trolley Museum te Colesville, Maryland, USA; 26 augustus 2018.